# Richard Wagner

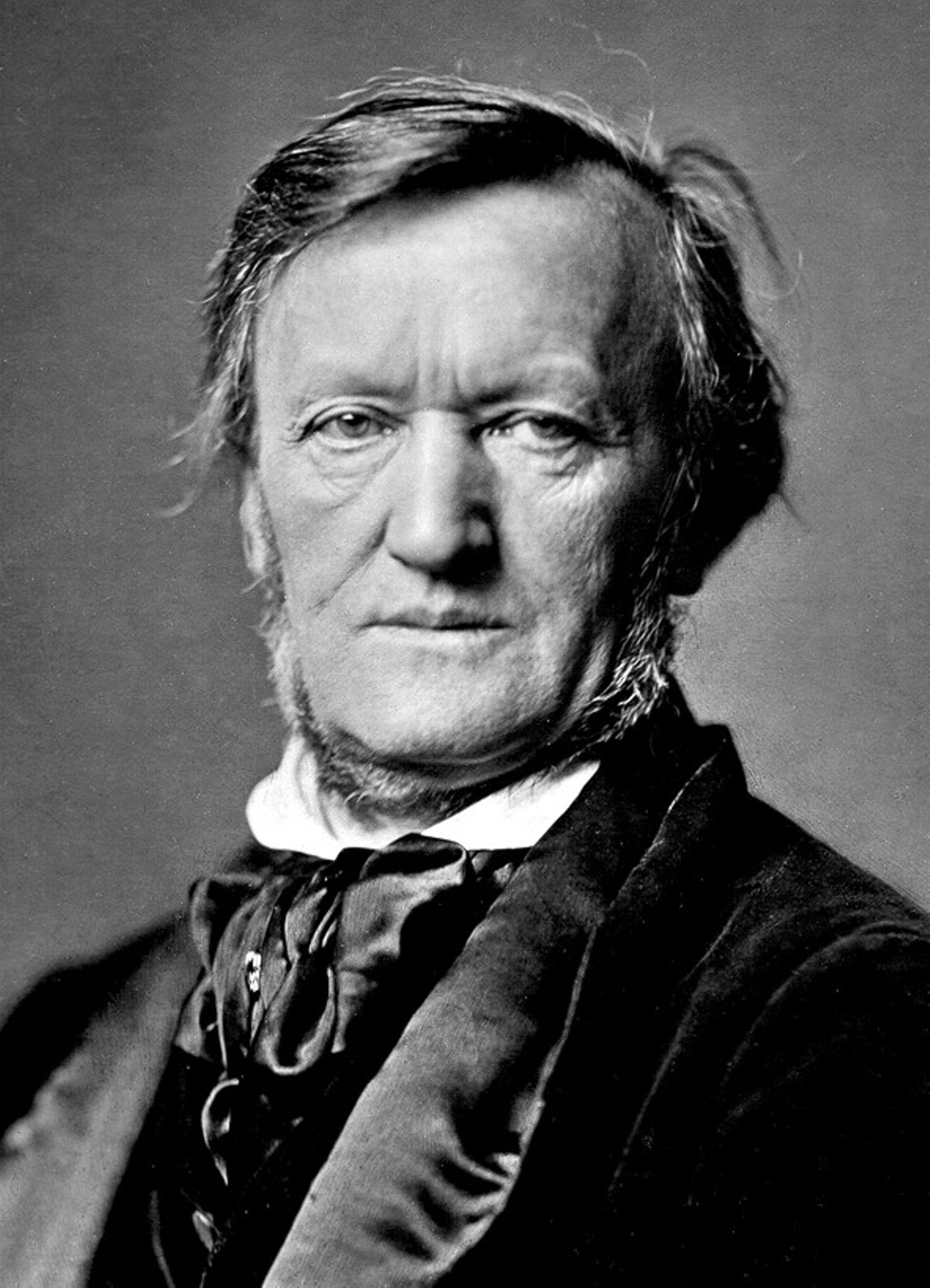
Richard Wagner (1871), Photographie von Franz Hanfstaengl

Wilhelm Richard Wagner (* 22. Mai 1813 in Leipzig; † 13. Februar 1883 in Venedig) war ein deutscher Komponist, Schriftsteller, Regisseur und Dirigent. Mit seinen durchkomponierten Musikdramen gilt er als einer der bedeutendsten und einflussreichsten Komponisten der Romantik.
Richard Wagner setzte für Figuren, Vorgänge und Gefühle charakteristische Leitmotive ein und entwickelte dies im Ring des Nibelungen zu einer systematischen Methode. Das von ihm propagierte Gesamtkunstwerk verbindet unterschiedliche Künste wie Musik, Dichtung und Schauspiel zu einer Einheit. Die Neuerungen der Harmonik beeinflussten die Entwicklung der Musik bis in die Moderne.
Wagner beschäftigte sich intensiv mit Stoffen der germanischen Mythologie und Sagenwelt wie dem Schwanenritter, der Nibelungensage und dem Heiligen Gral als Teil der Artus-Sage.
In der Oper Lohengrin, der Ring-Tetralogie und dem Spätwerk Parsifal kreisen seine Gedanken um das Motiv der Erlösung, das bereits im Fliegenden Holländer eine zentrale Rolle spielt. An den Erlösungsgedanken knüpfte die Kritik Friedrich Nietzsches an, der sich nach anfänglicher Begeisterung von Wagner abwandte und in zahlreichen teils polemischen Schriften nicht nur die Musik, sondern auch das übrige Werk einer kritischen Analyse unterzog.
Mit Tristan und Isolde schuf Wagner eine der berühmtesten Liebesopern der Musikgeschichte. Das Werk wird von schwebenden Dissonanzen, gesteigerter Chromatik, häufigen Modulationen und unbestimmten Harmonien geprägt und überschreitet die Grenze zur Polytonalität.
Sein unstetes Leben führte ihn in viele Städte Europas, in denen ein Großteil seiner Kompositionen entstand. So wurde er nach der Beteiligung am Dresdner Maiaufstand in Sachsen steckbrieflich gesucht und floh in die Schweiz. Der begeisterte König Ludwig II. von Bayern wiederum unterstützte ihn und beglich seine Schulden. Die Wagner-Verehrung des Monarchen spiegelt sich auch in der Gestaltung der Königsschlösser Neuschwanstein, Linderhof und Herrenchiemsee wider, bei denen etliche Details auf Szenen aus den Opern Tannhäuser, Lohengrin und Parsifal zurückgehen.
Wagner war sehr schreibfreudig und hinterließ ein umfangreiches schriftstellerisches Œuvre. Die in den Schriften entwickelte Ideologie wurde nach seinem Tod von Autoren des Bayreuther Kreises zu einem System ausgebaut. Mit seiner Schrift Das Judenthum in der Musik und weiteren Äußerungen gehört Wagner geistesgeschichtlich zu den obsessiven Verfechtern des Antisemitismus und zu den umstrittensten Künstlern der Kulturgeschichte. Ob sich der Antisemitismus in seinen Opern niedergeschlagen hat, wird bis in die Gegenwart diskutiert. In der Zeit des Nationalsozialismus wurden sie zum Staatskult erhoben.
Wagner gründete die Bayreuther Festspiele in dem von ihm geplanten Festspielhaus. Seine Werke beherrschen neben denen Mozarts, Verdis und Puccinis die Opernbühnen der Welt.
Wagners Einfluss geht weit über die Musik hinaus und erstreckt sich auf die Literatur, bildende Kunst und Philosophie ebenso wie auf den Film und die Filmmusik.

## Leben

### Kindheit und Jugendzeit (1813–1830)

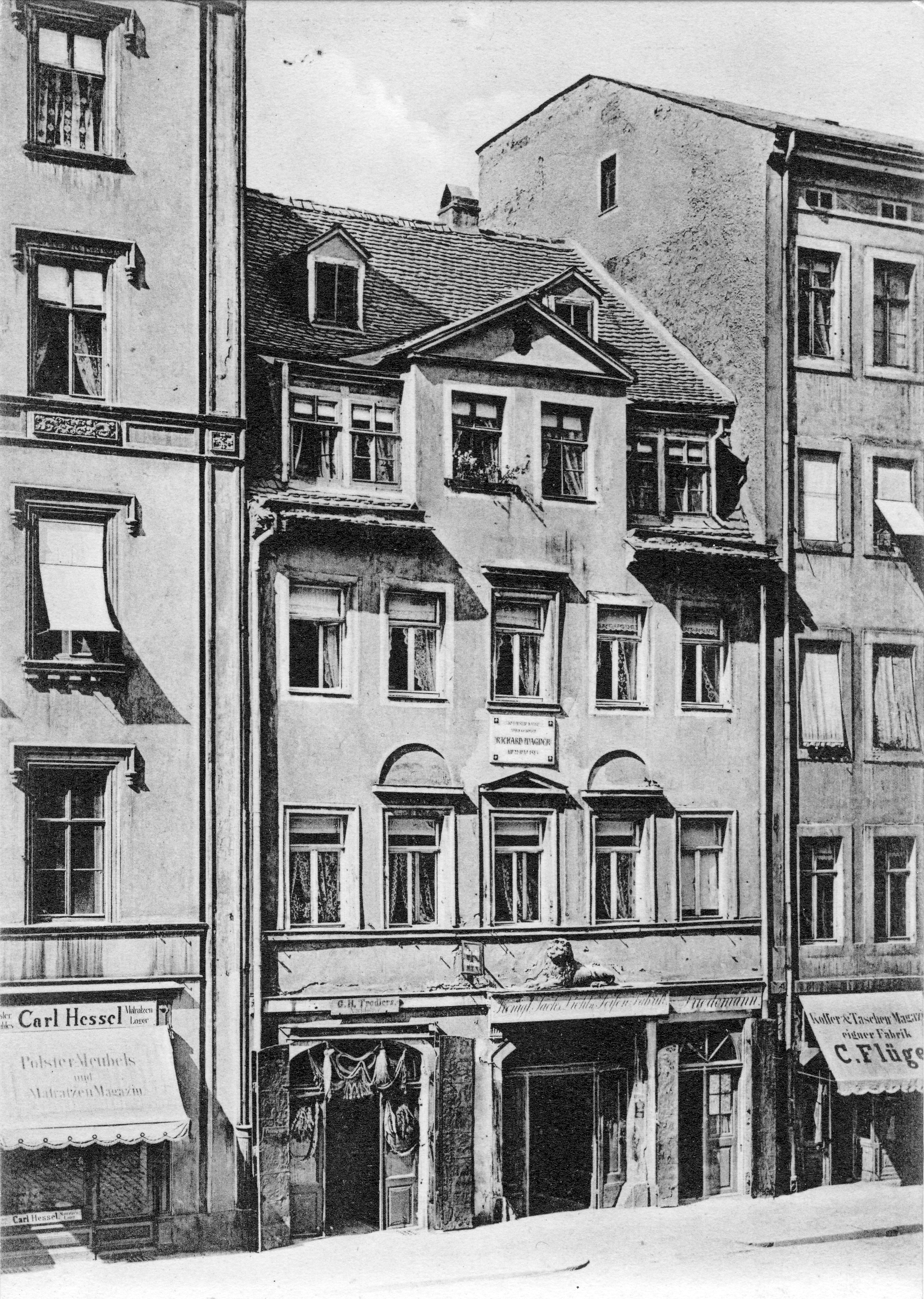
Richard Wagners Geburtshaus in Leipzig um 1885

Wilhelm Richard Wagner wurde am 22. Mai 1813 als neuntes Kind des Polizeiaktuars Carl Friedrich Wilhelm Wagner (1770–1813) und der Bäckerstochter Johanna Rosine Wagner (geborene Pätz, 1774–1848) in Leipzig geboren und am 16. August in der Thomaskirche evangelisch getauft.
Seine Mutter stammte aus dem etwa 35 km südwestlich von Leipzig gelegenen Weißenfels.
Wagners Geburtshaus war der Gasthof Zum Roten und Weißen Löwen auf dem Brühl Nr. 3.
Nach der Völkerschlacht bei Leipzig brach eine Flecktyphus-Epidemie in der Stadt aus. Richards Vater infizierte sich und starb am 23. November 1813.
Wagners Mutter heiratete am 28. August 1814 den Porträtmaler, Schauspieler und Dichter Ludwig Geyer (1779–1821), der sich nach dem Tod des Vaters der Familie angenommen hatte. Sein Lustspiel Der Bethlehemitische Kindermord war recht erfolgreich und wurde auch von Goethe gelobt.

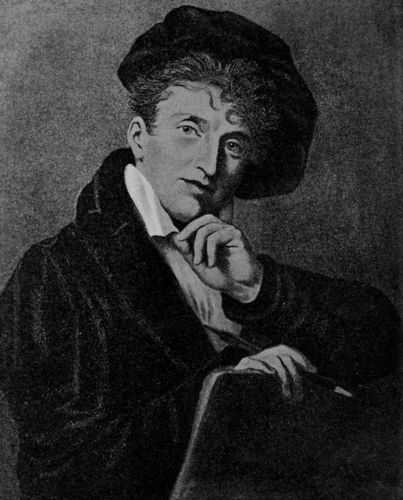
Ludwig Geyer

Noch 1814 übersiedelte die Familie nach Dresden. Am 26. Februar 1815 wurde dort Richards Halbschwester Cäcilie Geyer geboren. Seine älteren Geschwister hießen Albert, Gustav, Rosalie, Julius, Luise, Klara, Theresia und Ottilie.
Ab Herbst 1817 besuchte Richard – unter dem Namen Richard Geyer – die Schule des Vizehofkantors Carl Friedrich Schmidt und wurde 1820 in die Obhut des Pastors Wetzel nach Possendorf bei Dresden gegeben, wo er erste prägende Eindrücke erhielt: Wetzel las nicht nur aus einer Lebensbeschreibung Mozarts und dem Robinson Crusoe vor, sondern auch aus Zeitungsberichten über den griechischen Freiheitskampf.
Carl Maria von Weber wurde 1817 als Musikdirektor der Oper nach Dresden berufen und gehörte zu den vielen Künstlern, die im Hause Geyer verkehrten. Um 1820 lernte er den siebenjährigen Richard kennen, der auf dem Klavier die Ouvertüre seiner Oper Der Freischütz übte.
Nachdem Geyer am 30. September 1821 in Dresden gestorben war, nahmen mehrere Verwandte das Kind in Betreuung. So kam Richard Mitte Oktober 1821 zum Bruder seines Stiefvaters Karl nach Eisleben und lebte dort für ein Jahr unter dem Namen Richard Geyer.
Im Sommer 1822 hielt er sich bei seinem Onkel Adolph Wagner in Leipzig auf, einem Theologen, Übersetzer und Privatgelehrten, der mit Goethe korrespondierte und großen Einfluss auf ihn hatte. Ab dem 2. Dezember 1822 besuchte er die Kreuzschule in Dresden, wo er Lieblingsschüler des Lehrers Julius Sillig wurde. Im Jahr 1826 übersiedelte die Familie nach Prag, nachdem Richards Schwester Rosalie Wagner dort im Dezember 1826 ein Engagement als Theaterschauspielerin erhalten hatte. Richard blieb in Dresden und wurde bei der Familie Böhme untergebracht, besuchte seine Familie aber mehrmals. Wagner versenkte sich in Shakespeare und Homer und wagte sich an einige Übersetzungen.
Gelegentlich wurde spekuliert, ob Ludwig Geyer der leibliche Vater Wagners gewesen sei. Wie im Taufschein vermerkt, wurde Richard Wagner als Sohn von Friedrich Wilhelm Wagner und dessen Ehefrau Johanna Rosine geboren. Anders als bei den Geschwistern Richards lautete sein Nachname bis in sein fünfzehntes Lebensjahr allerdings nicht Wagner, sondern Geyer. Auch nach Geyers Tod behielt er diesen Familiennamen. Die Dresdener Kreuzschule nahm ihn ausdrücklich als „Sohn des verstorbenen Hofschauspielers Geyer“ auf. Erst als er 1828 nach Leipzig umgezogen war, nannte er sich wieder Richard Wagner und bezeichnete Geyer stets als seinen Stiefvater. Der Biograph Carl Friedrich Glasenapp schrieb, Wagner habe guten Freunden gegenüber mehrfach angedeutet, Geyer sei womöglich sein leiblicher Vater. Offenbar gehörte auch Friedrich Nietzsche zu diesen Freunden. In der Nachschrift zu seiner Abrechnung Der Fall Wagner schrieb er 1881: „War Wagner überhaupt ein Deutscher? […] Sein Vater war ein Schauspieler Namens Geyer. Ein Geyer ist beinahe schon ein Adler […]“ All diese Andeutungen werden als Spekulationen angesehen, da es keine Anhaltspunkte für die Vaterschaft Geyers gibt. Mit dem Namen „Adler“ spielte Nietzsche auf einen möglichen jüdischen Hintergrund Wagners an, dessen Antisemitismus er ablehnte. Auch dieser Hinweis war abwegig, da der Stiefvater Wagners einer alten sächsisch-anhaltinischen Familie entstammte. Fragen der Identität spielten im Leben Wagners eine wichtige Rolle. Dies zeigt sich in autobiographischen Bemerkungen ebenso wie in Wagners Versuchen, das Deutschtum zu definieren, etwa in seinen Aufsätzen für die Revue et gazette musicale de Paris oder in der Artikelreihe Was ist deutsch?
Wagner schätzte insbesondere Carl Maria von Weber, der mit der einflussreichen Oper Der Freischütz zu den späteren Lichtgestalten in seinem Leben gehörte. In der umfangreichen Bibliothek seines Onkels Adolf Wagner las er neben Shakespeare auch Goethe, Schiller und E. T. A. Hoffmann und schrieb als Schüler sein erstes dramatisches Werk, das Drama Leubald (1826–1828), ein großes Trauerspiel in fünf Akten im Stile Shakespeares. 
Mit 16 Jahren erlebte Wagner im April 1829 in Leipzig erstmals Beethovens Oper Fidelio mit Wilhelmine Schröder-Devrient in der Titelrolle. Von nun an stand für ihn fest, dass er Musiker werden wollte. Kurz darauf verfasste er erste Klaviersonaten (in d-Moll und f-Moll) und ein Streichquartett in D-Dur (1829) sowie mehrere Ouvertüren.

### Studium in Leipzig (1831–1833)

Christian Theodor Weinlig

Ab 1831 studierte Richard Wagner an der Universität Leipzig Musik. Er nahm Kompositionsunterricht beim Thomaskantor Christian Theodor Weinlig, unter dessen Anleitung nach zahlreichen noch dilettantischen Versuchen die ersten professionellen Kompositionen entstanden. Zu ihnen gehört die Klaviersonate in B-Dur (WWV 21), die er Weinlig widmete und die ein Jahr später bei Breitkopf & Härtel erschien. Weitere Werke waren die Konzertouvertüre in d-Moll (WWV 20) und die Musik zu König Enzio (WWV 24), die im Königlichen Hoftheater Dresden aufgeführt wurden, sowie die C-Dur-Symphonie (WWV 29).
Angeregt von E. T. A. Hoffmanns Fantasiestücken in Callots Manier und einem Stoff aus Ritterzeit und Ritterwesen, hatte Wagner bereits im Frühjahr 1826 eine Rittertragödie verfasst, die er jedoch verbrannte. Unter dem Titel Die Hochzeit plante er eine Oper, deren Sujet auf dem Buch Ritterzeit und Ritterwesen des Germanisten und Volkskundlers Johann Gustav Gottlieb Büsching beruhte.
Er dichtete den Text und begann mit der Komposition der ersten Nummern dieses „Nachtstücks von schwärzester Farbe“, dessen übertriebene Schauerromantik seiner Schwester Rosalie jedoch wenig behagte. Daraufhin vernichtete Wagner den Textentwurf, von der Partitur blieben Teile erhalten (WWV 31).
Der Schriftsteller und Publizist Heinrich Laube beeindruckte Wagner 1833 mit den Ideen des Jungen Deutschlands, einer revolutionär orientierten literarischen Bewegung des Vormärz, die er später als traditionsfeindlich ablehnte.

### Erste Theatererfahrungen (1833–1839)
Im Januar 1833 reiste Wagner nach Würzburg und besuchte seinen ältesten Bruder Albert, der am dortigen Theater als Tenor angestellt war.
Nachdem Albert ihm zu einem ersten Engagement als Chordirektor und Chorrepetitor an dem Theater verholfen hatte, begann er am 20. Februar 1833 mit der Komposition der Oper Die Feen. Neben seiner Haupttätigkeit als Chorrepetitor musste er dort auch Schauspieler- und Statistenrollen übernehmen und war als Theaterkomponist tätig. Im Herbst 1833 begann die neue Spielzeit des Theaters, und Wagner bezog am 17. Oktober eine Wohnung in der Lochgasse 34 (das Haus am Ort der heutigen Spiegelstraße 19 wurde 1856 abgebrochen). Wie schon in den Theaterferien von Anfang Mai bis Ende September sorgte seine Schwester Rosalie für seinen Unterhalt. Nachdem er Die Feen am 6. Januar fertiggestellt hatte, verließ er Würzburg am 15. Januar 1834 und kehrte nach Leipzig zurück. Er beendete seine Liebesbeziehungen zu der Choristin Therese Ringelmann und der ebenfalls am Theater tätigen Friederike Galvagni.
In Laubes Zeitung für die elegante Welt erschien bald darauf (1834) sein Aufsatz Die deutsche Oper. Als musikalischer Leiter der Sommersaison in Bad Lauchstädt und des Theaters in Magdeburg lernte er die Schauspielerin Minna Planer kennen und verliebte sich leidenschaftlich in sie.

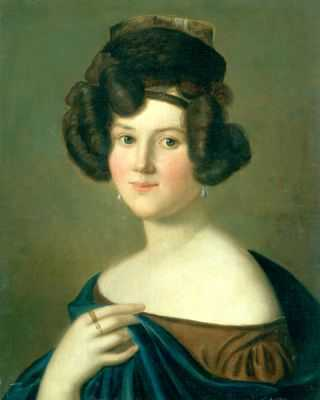
Minna Planer, Porträt von 1835

Wagner arbeitete 1835 an der Oper Das Liebesverbot, die am 29. März 1836 unter schlechten Bedingungen in Magdeburg uraufgeführt wurde. Das Werk ist eine sehr freie Adaption von Shakespeares Komödie Maß für Maß und lässt bereits eine erste ästhetische Kehrtwendung erkennen, die mit Wagners Bekenntnis zum Jungen Deutschland zusammenhängt. Wie er am Ende seines Aufsatzes Die deutsche Oper schrieb, ging es ihm darum, „neuen Formen“ der Zeit „gediegen auszubilden“. Hatte er in den Feen noch einem Mystizismus gehuldigt, wollte er sich nun auf das sinnliche Leben und Zeitgeschehen konzentrieren. In seiner Abhandlung Eine Mittheilung an meine Freunde gestand er den Gegensatz der Werke offen ein. Vergleiche man die Sujets, werde deutlich, dass er sich in zwei unterschiedliche Richtungen hätte entwickeln können. Nach „dem heiligen Ernst“ der ersten Oper sei nun eine „kecke Neigung zu wildem sinnlichem Ungestüm“ zu erkennen. Für die Hörer sei dieser Richtungswechsel in so kurzer Zeit unbegreiflich.
Am 24. November 1836 heiratete er Minna Planer in der Tragheimer Kirche in Königsberg und wurde am 1. April 1837 Musikdirektor am dortigen Theater, das allerdings kurz darauf Bankrott machte.
Im Juni 1837 erlangte er (engagiert von Theaterdirektor Karl von Holtei) eine Kapellmeisterstelle in Riga. Im Juli verließ ihn seine Frau mit einem Kaufmann, kehrte im Oktober aber wieder zu ihm zurück und verzichtete auf ihre weitere Bühnenlaufbahn. In Riga konzipierte er auch das Libretto seiner ersten erfolgreichen Oper Rienzi, die er 1838 zu komponieren begann und erst 1840 in Paris abschließen konnte.
In Heinrich Heines Memoiren des Herrn von Schnabelewopski stieß Wagner auf die Sage vom Fliegenden Holländer, die Wilhelm Hauff bereits für seine Erzählung Die Geschichte von dem Gespensterschiff  aufgegriffen hatte. Er arbeitete an einem komischen Singspiel nach einer Erzählung aus Tausendundeiner Nacht, das den Titel Männerlist größer als Frauenlist oder Die glückliche Bärenfamilie tragen sollte, gab den Plan aber bald auf und schenkte das Libretto seinem Freund Franz Löbmann.
Bereits 1839 verlor Wagner seine Stellung in Riga. Aus Furcht vor seinen Gläubigern machte sich das Ehepaar heimlich auf den Weg in die preußische Hafenstadt Pillau. Dabei kam es in der Nähe von Königsberg zu einem schweren Unfall mit dem Leiterwagen, bei dem die schwangere Frau so unglücklich stürzte, dass sie ihr Kind verlor. Trotz der Verletzungen, die Minna offenbar gebärunfähig machten, setzten sie die Flucht in Begleitung ihres großen Neufundländers fort.
Am 19. Juli stachen sie mit dem kleinen Segelschiff Thetis in See, durchquerten das Kattegat und gerieten im Skagerrak in einen so heftigen Sturm, dass der Kapitän die norwegische Insel Borøya anlaufen musste. Eine Woche später kamen sie erneut in ein Unwetter, bei dem die Thetis beinahe an einem Riff kenterte. Nach zwei weiteren Stürmen lief das Schiff am 12. August in die Mündung der Themse ein. Bei Gravesend stieg das Paar auf ein Dampfschiff um, das London noch am selben Tag erreichte. Dort mieteten die Wagners sich für acht Tage in einem Boardinghouse in der Old Compton Street ein.
In seiner Autobiografie Mein Leben beschrieb Wagner, wie er die Eindrücke der abenteuerlichen Seefahrt in seinem Fliegenden Holländer verarbeitete. Das Heulen des Sturms im Skagerrak und die Seemannsrufe, die von den Granitwänden des norwegischen Fjords widerhallten, prägten das Werk atmosphärisch wie musikalisch.
Nach dem Aufenthalt in London reiste das Paar mit dem Dampfschiff nach Boulogne-sur-Mer, wo Wagner die Bekanntschaft Giacomo Meyerbeers machte, dem er die vollendeten Teile des Rienzi zeigte. Meyerbeer lobte die Partitur und machte ihn mit Ignaz Moscheles und der Pianistin Marie Leopoldine Blahedka bekannt, deren Soireen er bald besuchte. Die so gewonnenen Beziehungen sollten dem noch unbekannten Wagner den Start in Paris erleichtern. Er bat Eduard Avenarius, den Verlobten seiner Schwester Cäcilie, die Unterkunft in der Hauptstadt vorzubereiten, und brach am 16. September mit der Postkutsche auf.

### Jahre in Paris (1839–1842)

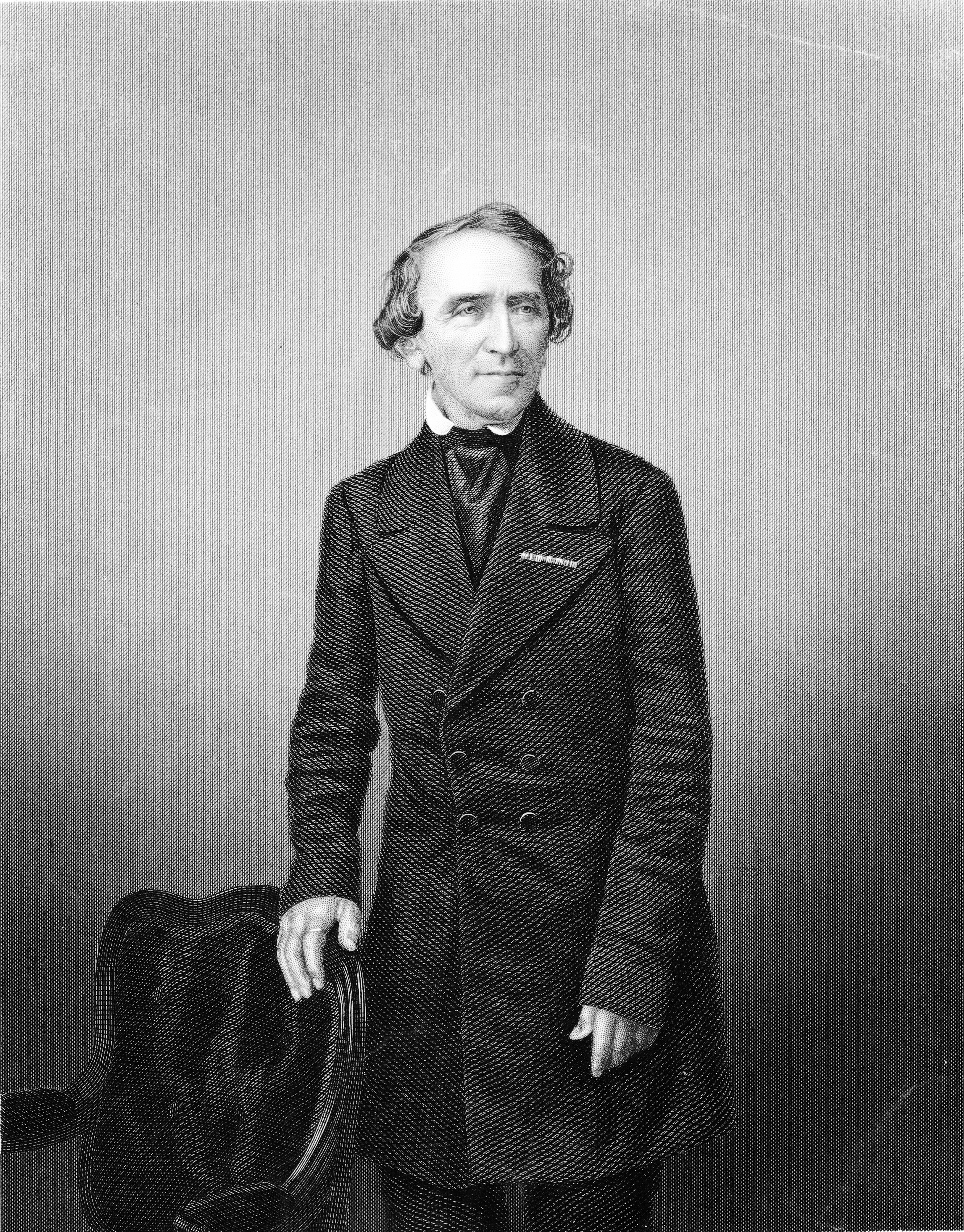
Giacomo Meyerbeer, 1855

Am 17. September 1839 traf das Paar in Paris ein, wo Wagner unter schwierigen wirtschaftlichen Bedingungen den Rienzi vollendete und den Fliegenden Holländer (1841) komponierte.
Giacomo Meyerbeer half ihm dabei, in der französischen Hauptstadt Fuß zu fassen. Mit den Opern Robert der Teufel und Die Hugenotten war er sehr populär, stand aber noch nicht im Zenit des Ruhms, den er erst mit dem großen Erfolg von Der Prophet erreichen sollte. In einem Essay Wagners über die Hugenotten zeigen sich Spuren ehrlicher Bewunderung. Der Komponist habe „Weltgeschichte“ geschrieben, die „Schranken der Nationalvorurteile“ und „beengenden Grenzen der Sprachidiome“ überwunden und „Taten der Musik“ vollbracht.
In der französischen Hauptstadt befanden sich die führenden Theater der Welt. Gelehrig nahm Wagner Anregungen der Grand opéra oder des Melodrams auf. Um sich und seine Frau ernähren zu können, verfasste er Artikel für diverse Journale und erledigte musikalische Lohnarbeiten. Die materielle Not zwang das Paar, die seit April 1840 genutzte Wohnung in der Rue du Holder gegen eine billigere Unterkunft in Meudon zu tauschen. Von dort zogen sie im Oktober des folgenden Jahres zurück nach Paris, wo sie ein Hinterhaus in der Rue Jacob bezogen.
Zu den wichtigsten Begegnungen in Paris gehörte die Bekanntschaft mit Heinrich Heine um die Jahreswende 1839/40. Sie war von Heinrich Laube vermittelt worden, der Wagner immer wieder finanziell und geistig unterstützte. Wagner vertonte Heines Romanze Die Grenadiere und widmete dem Dichter den Druck der Komposition, den er selbst bezahlte. Wie er in der Autobiographischen Skizze aus dem Jahre 1843 schrieb, hatte Heine ihm gestattet, die in den Memoiren des Herren von Schnabelewopski bearbeitete Sage vom Fliegenden Holländer „zu einem Opernsüjet zu benutzen“.
Aus Geldnot musste Wagner den Prosaentwurf des Werkes unter dem Titel Le vaisseau fantôme für 500 Francs an die Pariser Oper verkaufen, die den Kompositionsauftrag an ihren Hauskomponisten Pierre-Louis Dietsch vergab.

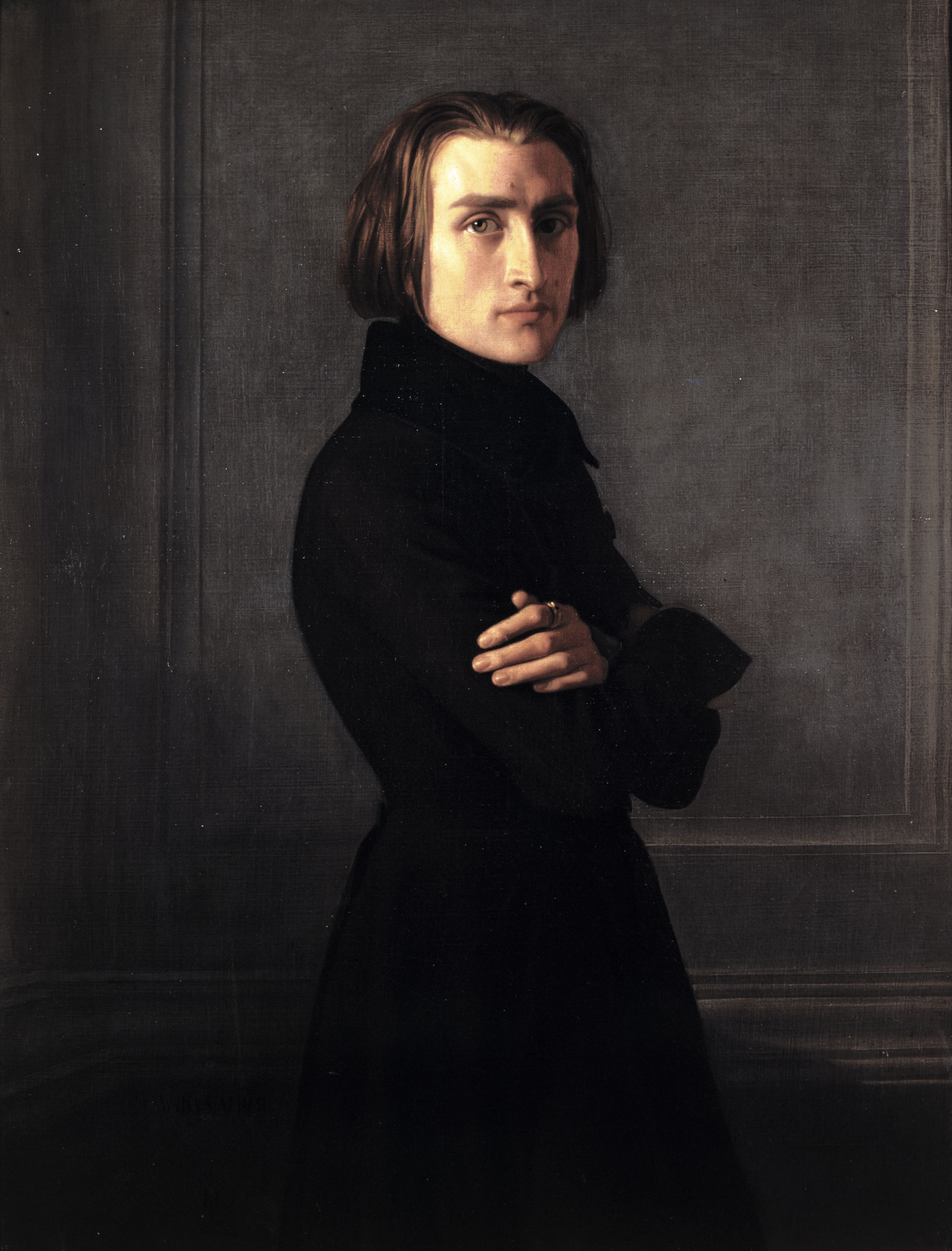
Franz Liszt, Porträt von Henri Lehmann, 1839

In Paris begegnete er im November 1840 erstmals dem gefeierten Klaviervirtuosen Franz Liszt, der später zahlreiche Transkriptionen und Paraphrasen aus Wagners Opern anfertigte. Auch dieses Treffen war von Maurice Schlesinger vermittelt worden, für den er Artikel schrieb sowie Klavierauszüge und Arrangements verfasste. Wagner war ebenso beeindruckt wie befremdet vom Glanz des Künstlers, der von „der Crème der Pariser Damenwelt […] belagert“ wurde, wie er in Mein Leben schrieb. In der Abhandlung Eine Mittheilung an meine Freunde charakterisierte er die unterschiedlichen Lebensverhältnisse: Er selbst, „aus kleinlichen Verhältnissen“ stammend, habe die „Hohlheit und Nichtigkeit“ dieser Welt rasch erkannt, in der Liszt „vom jugendlichsten Alter an unbewußt aufgewachsen“ sei.
Wagner setzte sich mit den politischen Vorgängen in Frankreich auseinander. Während ihn in jungen Jahren die Gräuel der Französischen Revolution „mit aufrichtigem Abscheu gegen ihre Helden“ erfüllt hatten, reagierte er ganz anders, als Lafayette die liberale Opposition in Paris anführte: „Die geschichtliche Welt begann für mich von diesem Tage an; und natürlich nahm ich volle Partei für die Revolution, die sich mir nun unter der Form eines mutigen und siegreichen Volkskampfes, frei von allen den Flecken der schrecklichen Auswüchse der ersten französischen Revolution darstellte.“
In diese Zeit fiel auch die Beschäftigung mit Ludwig Feuerbachs religionskritischer Philosophie. Wie er später in Mein Leben schrieb, repräsentierte Feuerbach für ihn die „radikale Befreiung des Individuums vom Drucke“ autoritärer Vorstellungen.
Paris war auch für andere deutsche Emigranten wie Ludwig Börne, Arnold Ruge und Karl Marx eine Zufluchtsstätte. Wagner befasste sich mit den Ideen frühsozialistischer Autoren wie Henri de Saint-Simon und Pierre-Joseph Proudhon. Dass er neben Proudhons Schriften auch Werke Wilhelm Weitlings und Max Stirners las, ist bei dem lesefreudigen Wagner durchaus möglich. Laut Jens Malte Fischer können die Spuren des Marx’schen Gedankengutes allerdings auch auf Diskussionen mit Michail Bakunin und August Röckel zurückzuführen sein.

### Dresdner Jahre (1842–1849)

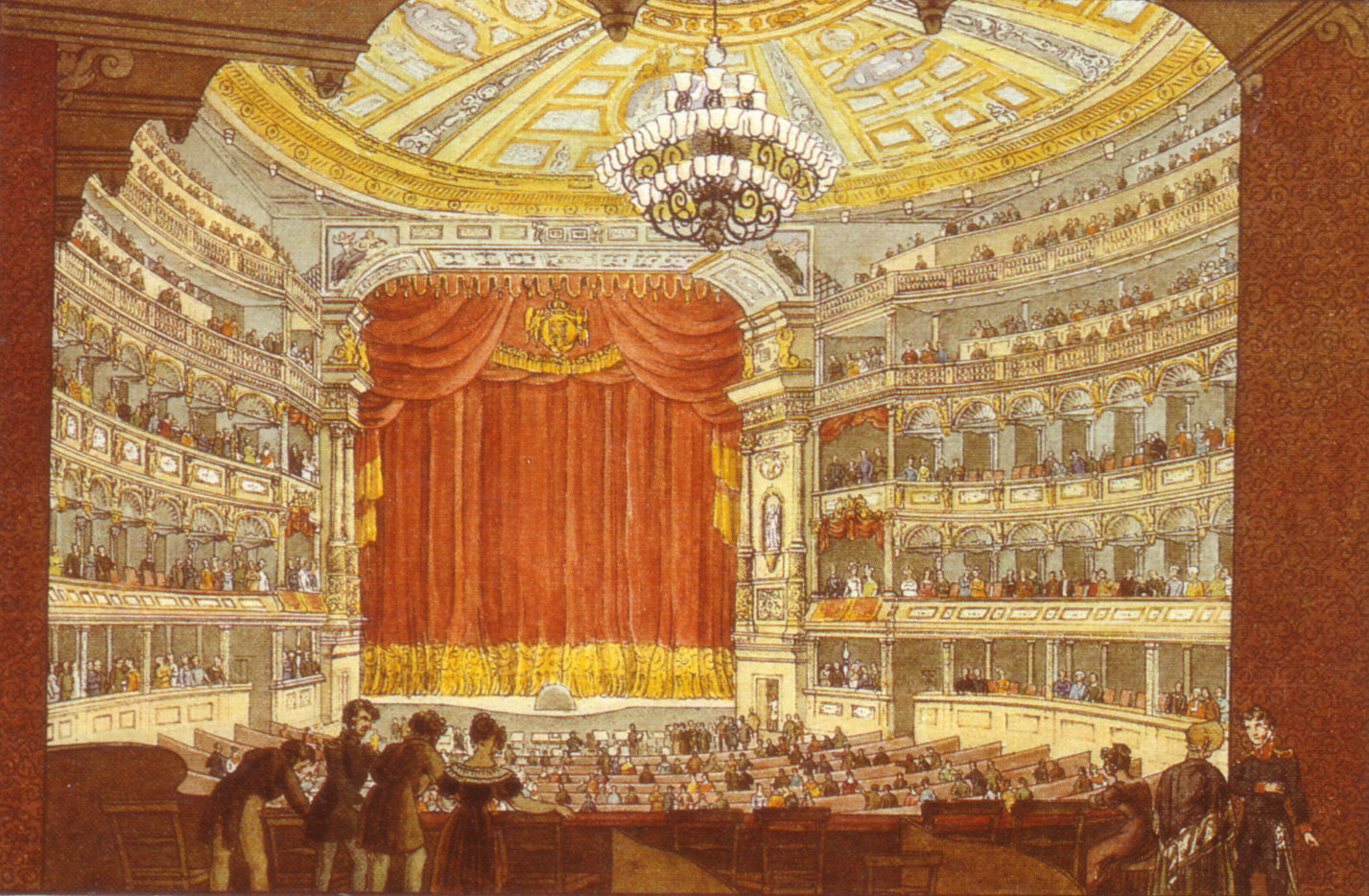
Das alte Dresdner Hoftheater zur Zeit Richard Wagners

Nachdem es Wagner in Paris nicht gelungen war, seine künstlerischen Pläne umzusetzen, verließ er die Stadt am 7. April 1842 und zog nach Dresden. Im Frühjahr 1842 hatte er von der Dresdner Hofoper die Nachricht erhalten, dass man seinen Rienzi aufführen wolle. Unter der Leitung Carl Gottlieb Reißigers wurde das Werk dort am 20. Oktober mit Josef Tichatschek als Rienzi und Wilhelmine Schröder-Devrient in der Hosenrolle des Adriano erfolgreich uraufgeführt. Die triumphale, über sechs Stunden dauernde Inszenierung war der langersehnte Durchbruch für den jungen Komponisten. Bereits 1845 distanzierte er sich von dem Werk, das er in einem Brief an Alwine Frommann seinen „Schreihals“ nannte und das erst 2013 in Bayreuth aufgeführt wurde. Die Aufführung erfolgte nicht im Festspielhaus im Rahmen der Festspiele, sondern vor der Festspielsaison in der Oberfrankenhalle.
Ende 1842 vermittelte die exaltierte Sängerin Schröder-Devrient ein Treffen mit Franz Liszt, der von Friedrich Wilhelm IV. zu einem Hofkonzert eingeladen worden war und den Wagner in Paris nur oberflächlich kennengelernt hatte. Die ausführlichen Gespräche legten den Grundstein für eine langjährige und wichtige Freundschaft. Im Zusammenhang mit einer Rienzi-Aufführung kam es Ende Februar 1844 zu einer weiteren Begegnung mit dem Pianisten, bei der dessen Geliebte Lola Montez anwesend war. Anlässlich der Abdankung Ludwigs I. parodierte Wagner 1849 das Ende von Goethes Drama Faust II. mit den Worten: „Das Unbegreifliche / hier bleibt es Wunder; / das Ewig-Weibliche / bringt uns herunter.“
Unter Wagners Leitung erfolgte am 2. Januar 1843 die Uraufführung des Fliegenden Holländers mit Wilhelmine Schröder-Devrient in der Rolle der Senta. Am 2. Februar wurde Wagner zum Königlich-Sächsischen Kapellmeister der Dresdner Hofoper ernannt. Wenig später übernahm er zusätzlich die Leitung der Dresdner Liedertafel, in deren Auftrag er das monumentale Chorwerk Das Liebesmahl der Apostel komponierte und am 6. Juli 1843 mit 100 Instrumentalisten und 1.200 Sängern in der Frauenkirche aufführen konnte.
Es entstanden Freundschaften mit Anton Pusinelli und dem Musiker und sozialistischen Publizisten August Röckel, mit dem er vor allem Gespräche über Politik führte. Im Juli 1845 hielt er sich in Marienbad auf und entwarf dort in einer ersten Inhaltsskizze die Handlung zu den Meistersingern von Nürnberg. Nachdem er sich bereits 1823 mit griechischer und römischer Mythologie befasst hatte, beschäftigte er sich nun intensiv mit dem Nibelungen- und dem Gralsmythos und begann mit der Konzeption seiner Oper Lohengrin. In Dresden leitete er am 19. Oktober die Uraufführung des Tannhäuser.

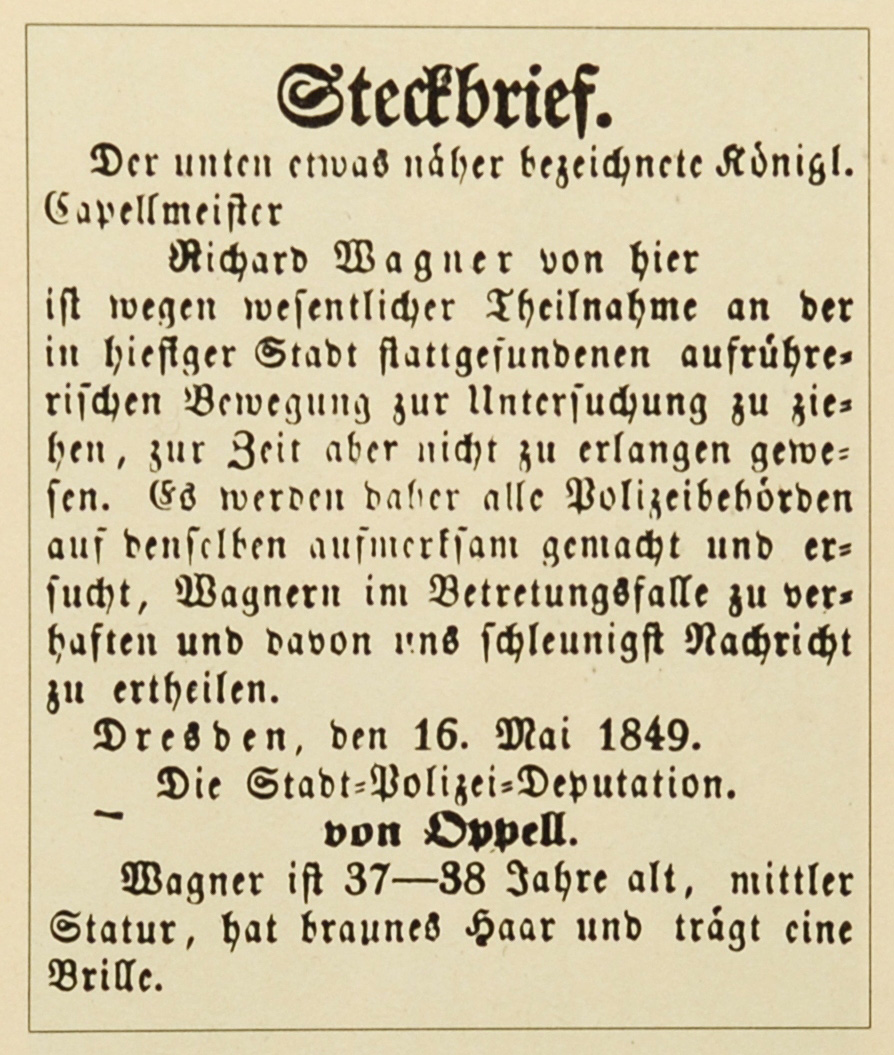
Wagners Steckbrief von 1849

Um sich Anregungen für eine Theaterreform zu holen, reiste Wagner im Sommer 1848 nach Wien. Anschließend unterstützte er die im Zuge der Märzrevolution verstärkten republikanischen Reformbestrebungen in Sachsen und lernte dabei auch den russischen Anarchisten Michail Bakunin kennen, den er später gegenüber Cosima als „personifizierte Gestalt der Zukunft Rußlands“ und „wilde(n) vornehme(n) Kerl“ bezeichnete.
Wagner bemühte sich um eine Theaterreform am Hoftheater und entwickelte seine Idealvorstellungen über den Stellenwert der Kunst in der Gesellschaft. Er veröffentlichte einige Beiträge in den radikaldemokratischen Volksblättern seines Freundes August Röckel, u. a. die Schrift Die Revolution sowie den anonym verfassten Artikel Der Mensch und die bestehende Gesellschaft: Die Kämpfe in Österreich und Preußen hätten nur dazu gedient, „das Schlachtfeld zu räumen für jenen letzten, erhabensten Kampf“, mit dem die Menschheit zu „immer höherem, reinerem Glücke“ gelangen sollte.
In dieser Zeit entstand seine Abhandlung Die Wibelungen, Weltgeschichte aus der Sage, eine Vorstufe zu seinem Hauptwerk Der Ring des Nibelungen.
Als der Dresdner Maiaufstand ausbrach, schloss Wagner sich den Aufständischen an. Er half dabei, Waffen zu erhalten, verbreitete Propaganda und bestieg sogar den Turm der Kreuzkirche, um von dort aus die Revolutionäre mit Signalen zu warnen. Im weiteren Verlauf wurden Bakunin und August Röckel verhaftet und zum Tode verurteilt; die Urteile wurden später in Gefängnisstrafen umgewandelt. Wagner wurde der Brandstiftung bezichtigt, ein Gerücht, das sich bis in die 1860er Jahre hielt und durch unterschiedliche Schilderungen aufrechterhalten wurde. So soll sein bald ebenfalls steckbrieflich gesuchter Freund Gottfried Semper in einem Gespräch über die Inszenierung des Lohengrin gesagt haben, er wolle „die Bude gleich niederbrennen.“ Am 16. Mai 1849 wurde in Dresden ein Steckbrief veröffentlicht, mit dem Wagner „wegen wesentlicher Teilnahme an der […] aufrührerischen Bewegung“ gesucht wurde. Auf Anraten Liszts begab er sich am 20. Mai als „Professor Werder“ aus Berlin in das thüringische Dorf Magdala, wo er seine Frau Minna traf.
Während der nächsten Jahre komponierte Wagner nur noch wenig und konzentrierte sich auf Manifeste, Aufsätze und dramatische Texte. In seinen Abhandlungen verlangte er von Künstlern, sich dem Widerstand anzuschließen. Im Theater der griechischen Antike sah er ein Modell dafür, die Künste im Sinne eines Gesamtkunstwerks zu vereinen.

### Zürcher Jahre (1849–1858)
Wagner floh mit falschem Pass zunächst in die Schweiz und blieb nach einem kurzen Aufenthalt in Paris bis 1858 in Zürich im Exil. Dort entstanden die Zürcher Kunstschriften, unter anderen Die Kunst und die Revolution, Das Kunstwerk der Zukunft, seine große musiktheoretische Schrift Oper und Drama sowie die Hetzschrift Das Judenthum in der Musik. In einem regen Briefaustausch mit seinen Freunden Franz Liszt, August Röckel und Theodor Uhlig entwickelte und erklärte er seine zukünftigen künstlerischen Ambitionen. Mit dem neuen Opernentwurf Wieland der Schmied versuchte Wagner in Paris vergeblich sein Glück.
Er lernte Jessie Laussot kennen, die 21-jährige Frau eines wohlhabenden Weinhändlers, und folgte ihr nach Bordeaux, um sein bisheriges Leben hinter sich zu lassen und mit ihr nach Griechenland zu fliehen. Nach einigen Wochen beendete er die Affäre und kehrte zu seiner Frau Minna nach Zürich zurück.
In Weimar fand am 28. August 1850 die Uraufführung des Lohengrin unter der Leitung des Hofkapellmeisters Franz Liszt statt. Da Wagner in Sachsen steckbrieflich gesucht wurde, konnte er nicht teilnehmen.

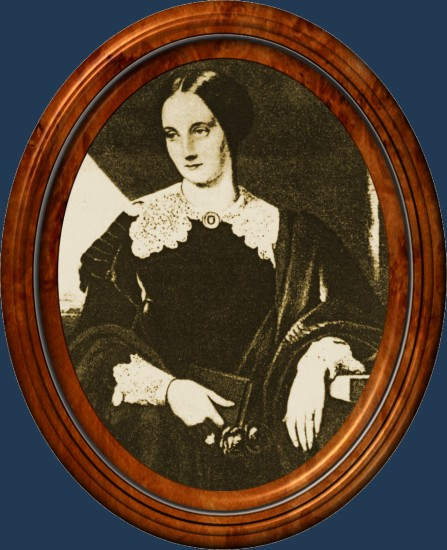
Mathilde Wesendonck nach einem Porträt von C. Dorner, 1860

Im Februar 1852 lernte Wagner den wohlhabenden Kaufmann Otto Wesendonck und dessen Frau Mathilde kennen. Nach einer Kur in der Wasserheilanstalt Albisbrunn, südlich von Zürich gelegen, begann er mit der Dichtung zum Ring des Nibelungen. Er begegnete Georg Herwegh, der ihn vermutlich mit der Gedankenwelt von Karl Marx bekannt machte und ein reger Diskussionspartner und Wanderfreund wurde. Wagner unternahm ausgedehnte und stellenweise gefährliche Berg- und Gletschertouren, unter anderem eine mehrwöchige Fußwanderung nach Italien. Vom 16. bis 19. Februar 1853 las er erstmals öffentlich seine komplette Ring-Dichtung im Hotel Baur au Lac in Zürich.
Im Mai 1853 gab Wagner enthusiastisch aufgenommene Konzerte mit Ausschnitten aus eigenen Werken in Zürich. In seiner Autobiographie Mein Leben beschrieb er, wie ihm in einem Hotel in La Spezia während eines „somnambulen Zustand(s)“ die Idee zum Orchestervorspiel des Rheingolds „aufgegangen“ sei. Nach einer anstrengenden Wanderung habe er das Gefühl gehabt, in stark fließendem Wasser zu versinken. Diese Angabe wird als nachträgliche Mystifikation angesehen, mit der Selbstzweifel am eigenen Kompositionsverfahren beseitigt werden sollten.
Auf Empfehlung Herweghs las er 1854 Schopenhauers Hauptwerk Die Welt als Wille und Vorstellung und begann im selben Jahr mit der Konzeption der Oper Tristan und Isolde. Das Werk ist von der Philosophie Schopenhauers beeinflusst, wenn es auch dessen Pessimismus nicht folgt. Isoldes Liebestod kann nicht mit dem Erlöschen des Begehrens im Nirwana gleichgesetzt werden. Wagner distanzierte sich in einem Brief an Mathilde Wesendonck vom 1. Dezember 1858 sowie im Fragment eines nicht abgeschickten Briefs an Schopenhauer von dieser Vorstellung und beschrieb die Liebe als einen Weg des Heils, der über den individuellen Willenstrieb hinausführe.

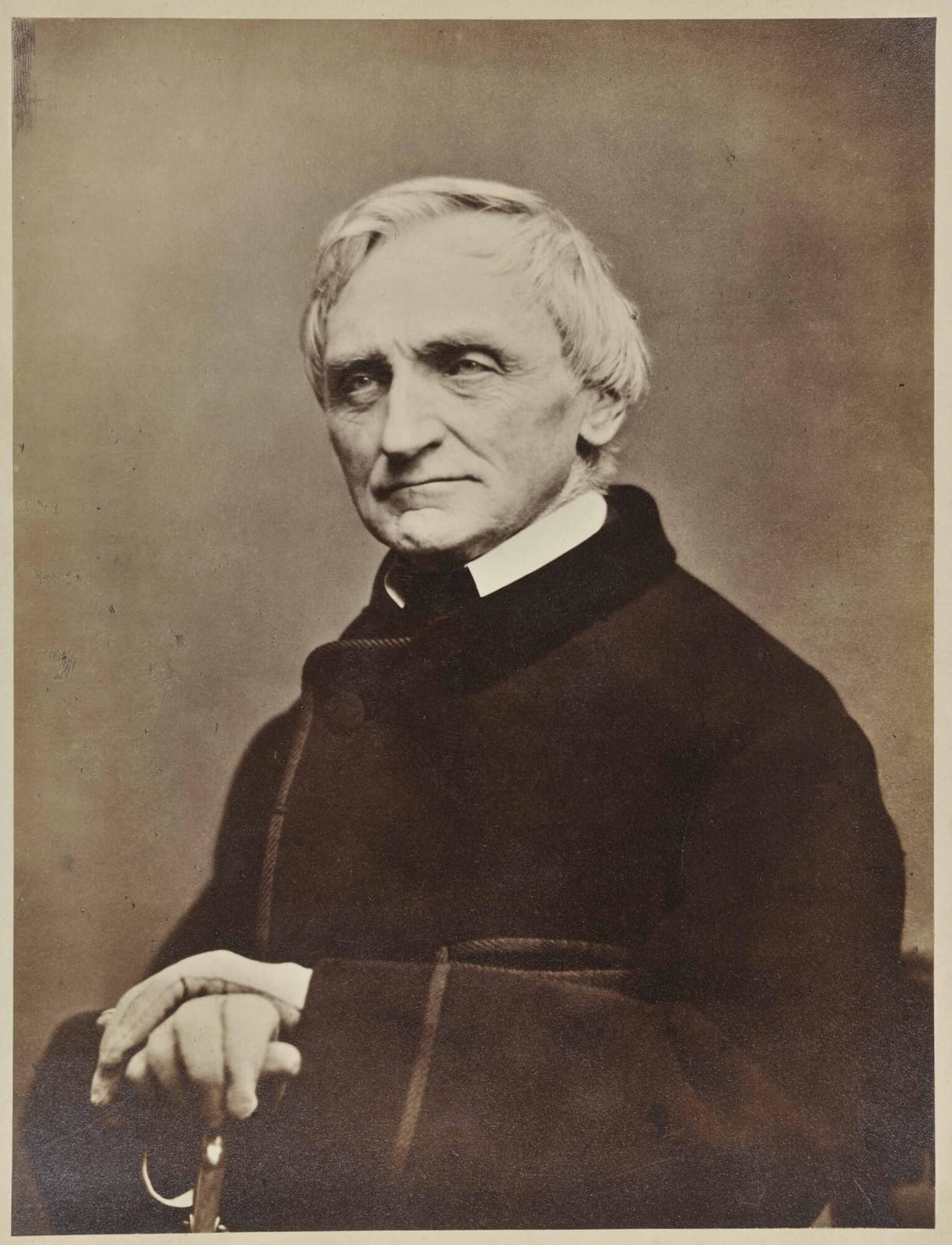
König Johann von Sachsen, um 1870

In der folgenden Zeit beschäftigte er sich mit einem möglichen Gnadengesuch an den neuen sächsischen König Johann von Sachsen, der allerdings ein überzeugter Widersacher Wagners war. Zunächst bat er Franz Liszt, sich für seine Begnadigung einzusetzen. Ihm gegenüber gestand er, sich während des Aufstandes geirrt zu haben und von Leidenschaft hingerissen gewesen zu sein. Liszt lehnte dies ab, wandte sich aber an den Großherzog von Weimar Carl Alexander, dessen Versuche erfolglos blieben. Der König bestätigte vielmehr, dass man Wagner ebenso wie Otto Leonhard Heubner und August Röckel zum Tode verurteilen würde. So richtete Wagner sein Gesuch am 15. Mai 1856 direkt an den König. In dem Schreiben bagatellisierte er seine aktive Teilnahme am Dresdner Maiaufstand. Er habe lediglich künstlerische Ziele verfolgt und betrachte die Politik als dialektische Kategorie, die nur durch „Selbstvernichtung“ ihren Zweck erfülle. Nach einer Empfehlung des Justizministeriums lehnte der König den Antrag ab.
Während Wagner an den beiden ersten Akten des Tristan arbeitete, vertiefte sich die Liebesbeziehung mit Mathilde Wesendonck. Er führte sie in Schopenhauers Philosophie ein, schrieb für sie die dritte Klaviersonate in As-Dur (WWV 85) und vertonte in den Wesendonck-Liedern fünf ihrer Gedichte. Am 31. Dezember 1857 schenkte er ihr den Gesamtentwurf des ersten Aktes mit einem leidenschaftlichen Widmungsgedicht.
Die Lieder wurden 1862 bei Schott unter dem Titel Fünf Gedichte für eine Frauenstimme mit Pianoforte-Begleitung veröffentlicht. Wesendonck hatte ihm zwischen November 1857 und Mai 1858 eine unbestimmte Zahl ihrer Gedichte zukommen lassen, von denen er fünf auswählte. Wagner verstand sich als Dichter, der seine eigenen Texte vertonte und wollte die Verse seiner Geliebten zunächst als „Dilettanten-Gedichte“ charakterisieren. Dies wurde vom Verlag als zu drastisch abgelehnt. Zwar sind die Verse nicht sonderlich elaboriert, reimen „Träume“ auf „Schäume“ etc., lassen aber erkennen, wie sehr sich Mathilde Wesendonck in die Gedankenwelt Wagners eingefühlt hatte. Die Wortkombination „Allvergessen, Eingedenken!“ im Gedicht Träume zeigt unverkennbar die Sprache des Tristan-Librettos. Die zwei Lieder Im Treibhaus und Träume bezeichnete er zudem als „Studien zu Tristan und Isolde.“
Ob Mathilde die Geliebte Wagners war, ist fraglich und offen. Sie gilt als seine Muse und beeinflusste Werke wie den leidenschaftlichen ersten Akt der Walküre, vor allem aber den Tristan. Sie bewunderte den Komponisten als genialen Künstler, den er in sich selbst sah, während Minna den beginnenden Geniekult um ihren Mann ablehnte. Im handschriftlichen Entwurf des ersten Aktes der Walküre gibt es etliche Kürzel Wagners, die von der Forschung als Liebesbekundung angesehen werden. Die eigene Situation werde in der Figurenkonstellation am Anfang des Musikdramas gespiegelt.
Im April 1858 fing Minna einen Brief ihres Mannes an Mathilde ab, der den Titel „Morgenbeichte“ trug. Obwohl sich diese „Beichte“ eher auf Goethes Faust und die unterschiedlichen Meinungen der Briefpartner bezog, war sie für die eifersüchtige Minna der Beweis eines Ehebruchs. Die Spannungen zwischen den Frauen und Minnas Eifersucht veranlassten Wagner, im August 1858 über Genf nach Venedig zu reisen. Im Palazzo Giustinian setzte er die Arbeit am zweiten Akt des Tristan fort und korrespondierte weiter mit Mathilde. 
Obwohl die Ehe gescheitert war, lehnte Minna eine gesetzliche Scheidung ab. Sie löste den Haushalt in Zürich auf und kehrte nach Dresden zurück, wo sie Wagner Anfang November 1862 ein letztes Mal traf. Dort starb sie am 25. Januar 1866 an den Folgen ihrer langjährigen Herzkrankheit.

### Wanderjahre (1859–1864)
Im Frühjahr 1859 musste Wagner, noch immer steckbrieflich gesucht, aus politischen Gründen das damals unter österreichischer Verwaltung stehende Venedig verlassen. Er begab sich nach Luzern und vollendete im Sommer 1859 den dritten Akt des Tristan.
Albin Leo von Seebach, der sächsische Gesandte in Paris, setzte sich für eine Amnestie Wagners ein. Zunächst war die Regierung nicht gewillt, auf die Bitten einzugehen, doch als sich bei einem Treffen Wilhelms I. mit dem französischen Kaiser Napoleon III. auch Prinzessin Augusta für Wagner ins Zeug legte, geriet der sächsische König unter Druck. So beschloss die Regierung am 15. Juli 1860 eine Teilamnestie, nach der Wagner zwar nicht nach Sachsen, wohl aber in die anderen Staaten des Deutschen Bundes einreisen durfte und verzichtete auf eine Auslieferung. Nachdem der Gesandte ihm dies mitgeteilt hatte, überschritt er am 12. August erstmals wieder die deutsche Grenze.

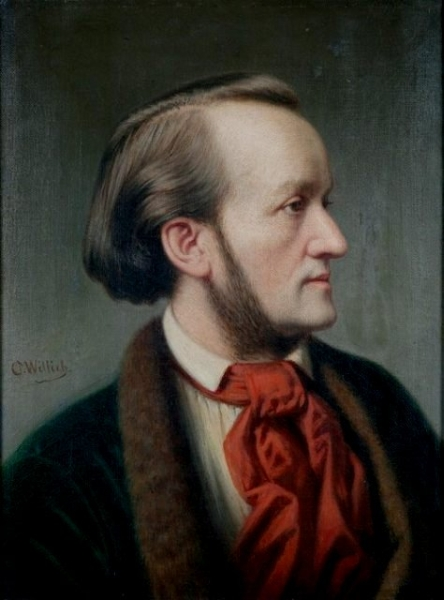
Porträt von Cäsar Willich, um 1862 (Stadtgeschichtliches Museum Leipzig)

Wagner studierte 1861 an der Pariser Oper eine neue, französische Fassung seines Tannhäuser ein, für die er die erste Szene neu komponiert und ein Ballett eingefügt hatte. Nach 146 Proben wurde diese Fassung am 13. März 1861 uraufgeführt, um Wagner den Durchbruch in der internationalen Musikwelt zu ermöglichen. Ein kalkulierter Tumult des Publikums führte zu einem Skandal. Selbst der Applaus des französischen Kaisers ging in den Zwischenrufen unter. Da auch die beiden folgenden Aufführungen gestört wurden, zog Wagner sein Werk zurück. Er verließ Paris und hielt sich in Karlsruhe und Wien auf. Nach dem Eklat schrieb Charles Baudelaire einen Essay über Wagners Tannhäuser in Paris, in dem er sich enthusiastisch für den Komponisten einsetzte und die Störer kritisierte. Eine „Handvoll Rüpel“ habe alle Franzosen „in Schande“ gebracht.
Anfang 1862 siedelte er nach Biebrich über, um im Auftrag des Musikverlegers Franz Schott Die Meistersinger von Nürnberg zu komponieren und so seine finanzielle Situation zu verbessern. Von seiner Gewohnheit abweichend begann Wagner die Komposition mit dem Vorspiel als Grundidee des gesamten Werkes. Bereits am 1. November 1862, etwa sechs Jahre vor der Münchner Uraufführung der Oper, konnte er die Ouvertüre im Leipziger Gewandhaus dirigieren. Er verliebte sich in Mathilde Maier, eine Notarstochter aus Alzey, die er bei Schott kennengelernt hatte. Wie ihre umfangreiche Korrespondenz belegt, wies sie seine Annäherungsversuche zurück, blieb ihm aber eine treue Freundin.
Nachdem Wagner am 28. März 1862 vollständig amnestiert worden war, ermöglichte ihm sein Freund und Gönner Wendelin Weißheimer erstmals wieder ein Konzert in Leipzig. Im Juli traf er sich mit Cosima und Hans von Bülow, blieb danach in Wien und wohnte einige Monate in Penzing, um die geplante Uraufführung seines Tristan zu begleiten, zu der es aber wegen zahlreicher Schwierigkeiten nicht kam. In dieser Zeit kam es zu ersten intimen Kontakten zwischen Wagner und Cosima von Bülow.
Im Wiener Musikverein gab er am 26. Dezember im Beisein der Kaiserin Elisabeth sein erstes von drei umjubelten Konzerten, bei denen auch Ausschnitte aus dem Ring zu hören waren. Für den Walkürenritt erhielt er stehende Ovationen. Im Jahr 1863 gab er Konzerte in Sankt Petersburg, Moskau, Budapest, Prag und Karlsruhe. In der Philharmonischen Gesellschaft zu St. Petersburg dirigierte er neben eigenen Werken auch Beethovens Eroica. Dort begegnete er einflussreichen Persönlichkeiten wie der Großfürstin Helene Pawlowna oder der Hofdame Editha von Rahden und wurde Anton Rubinstein vorgestellt. Die Aufführungen in der russischen Hauptstadt wurden begeistert aufgenommen und gehörten zu den wenigen Gastspielen, die finanziell erfolgreich waren. Anlässlich seines 50. Geburtstags huldigten ihm Studenten und Gesangvereine Wiens am 3. Juni mit einem Fackelzug. Erstmals wurde er als „Meister“ angesprochen: Das Atlaskissen, auf dem man ihm einen Lorbeerkranz überreichte, trug die Worte: „Dem verehrten Meister Richard Wagner zum fünfzigsten Geburtstag.“ Seine finanzielle Situation verschlimmerte sich allerdings. Er erhielt zahlreiche Absagen, Wechsel gingen zu Protest. Wagner gab die Einnahmen der Gastspiele meist rasch wieder aus und verschuldete sich weiter.
Am 28. November bekannten sich Wagner und Cosima bei einer Kutschfahrt in Berlin ihre Liebe. Wie er später in Mein Leben schrieb, besiegelten sie das Bekenntnis „unter Tränen“ und gelobten, sich „einzig gegenseitig anzugehören“, eine Darstellung, die Cosima in ihren Tagebüchern bestätigte.
Da die Tristan-Proben in Wien abgesetzt wurden, war Wagner nicht mehr kreditwürdig. Im Frühjahr 1864 floh er wegen drohender Schuldhaft aus Penzing und verbrachte einen Monat im Haus von Eliza Wille in Mariafeld bei Zürich.

### König Ludwig II. von Bayern (1864–1865)

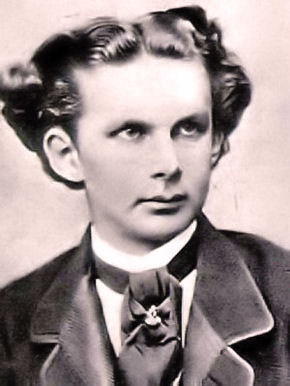
Der junge König Ludwig II. von Bayern

Am 4. Mai 1864 wurde Wagner von König Ludwig II. in München empfangen, der wenige Wochen zuvor im Alter von 18 Jahren die Regentschaft von seinem Vater Maximilian II. übernommen hatte.
Seit seinem fünfzehnten Lebensjahr war er mit Wagners Werk vertraut. Sein Vater hatte ihm am 2. Februar 1861 gestattet, den Lohengrin zu sehen, eine Begegnung, die ebenso schicksalhaft war wie eine Tannhäuser-Aufführung am 22. Dezember 1862. Diese Ereignisse, die Ludwig jährlich als Feiertag beging, hatten seine Leidenschaft für Wagner geweckt. So schrieb er dem Komponisten, die Tage seien bedeutsamer als „die höchsten Festtage der Christenheit“. Wagner sei „der Quell“ seiner „Seligkeit, der einzig wahre […] Grund“ seines „Daseins auf Erden“. Bis zum Tode Wagners blieb er trotz vieler Enttäuschungen dessen Mäzen.
In den Tagen nach der Audienz schrieb Wagner seinen Freundinnen Eliza Wille und Mathilde Maier euphorische Briefe und charakterisierte die Begegnung als große und unendliche Liebesszene. Der König sei verständnisvoll und biete alles, um leben und komponieren zu können. Für den Rest seines Lebens solle Wagner von Alltagssorgen verschont bleiben und den Ring vollenden. 1862 hatte er im Vorwort zur veröffentlichen Ring-Dichtung an einen „deutschen Fürsten“ appelliert, zu diesem Zweck ein Festtheater in der eigenen Residenz zu ermöglichen und gefragt, ob sich ein solcher Herrscher wohl finden werde. Er griff auf Goethes Faust I. zurück und zitierte, wie der Gelehrte in der Studierstube den ersten Vers des Johannesevangeliums übertragen hatte: „Im Anfang war die Tat.“ Dieser „Fürst“ fand sich nun in Gestalt des schwärmerischen Königs, der sich in einem Brief an Wagner vom 26. November 1864 auf den Vers bezog: „Im Anfange sei die That!“
Wagner, der die finanzielle Unterstützung benötigte, sprach den König als einen Freund an und versprach ihm Treue und Ergebenheit. Die Korrespondenz war stets von einem emphatischen, bis zur Exaltation gesteigerten Ton bestimmt, der auch in Krisenzeiten beibehalten wurde. Wagner, der oft impulsiv schrieb und zu drastischem Humor neigte, musste sich zurücknehmen und den Stil des Monarchen übernehmen. So finden sich in Ludwigs Briefen Anredefloskeln wie „Mein innigst Geliebter“, „Ein und All! Inbegriff meiner Seligkeit“, „Urquell des Lebenslichtes“, „Wonne des Lebens“ etc., bei Wagner wiederum „Mein angebeteter, engelgleicher Freund“ oder „Königlichster aller Könige! Liebenswürdigster aller Geliebten!“ Die auf Wunsch des Königs geschriebene, erst 1880 abgeschlossene Autobiographie Mein Leben endet mit Wagners Berufung nach München. Unter dem Schutz des „erhabenen Freundes“ habe er nie wieder „die Last des gemeinsten Lebensdruckes“ spüren müssen.
Über das Verhältnis zu Ludwig II. wurde in der Presse und Karikatur viel gespöttelt. Man verglich es mit der Liebesbeziehung zwischen Ludwig I. und der irischen Tänzerin Lola Montez, die den König zu Fall gebracht hatte, und gab Wagner den Spottnamen „Lolus Montez“. Franz Grillparzer, der den Komponisten 1844 in Wien kennengelernt hatte, ließ es sich nicht nehmen und verhöhnte den Komponisten in seinem Epigramm Musikalisches mit diesem Scherznamen. Wagner hatte die vormalige Geliebte Franz Liszts 1844 in Dresden getroffen. Selbst Ludwig I. griff den Gedanken auf und glaubte, sein Enkel würde von einer ähnlichen Katastrophe heimgesucht werden wie er selbst zwanzig Jahre zuvor.

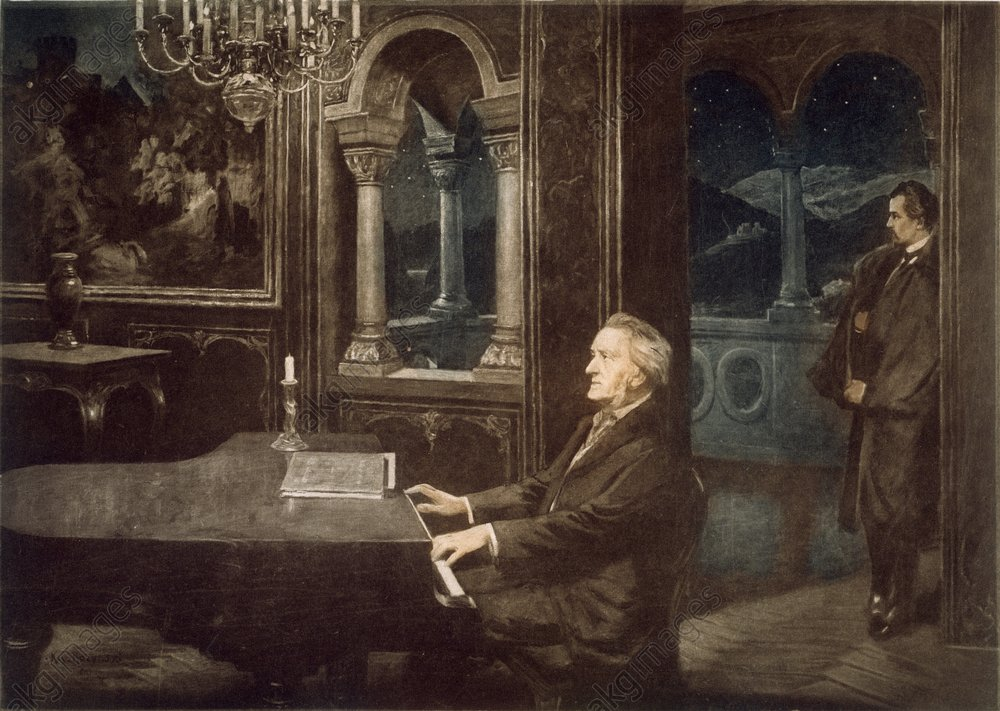
Richard Wagner und Ludwig II., Gemälde von Kurt von Rozynski, 1890

Bereits im Dezember 1864 leitete Wagner im Münchner Nationaltheater eine von Ludwig geförderte Neuinszenierung des Fliegenden Holländer. Nachdem eine Aufführung in anderen Städten gescheitert war, wurde dort am 10. Juni 1865 Tristan und Isolde unter Hans von Bülow uraufgeführt. Anders als Heinrich Esser hielt Bülow die Partitur nicht für ein Buch mit sieben Siegeln, sondern für den Gipfelpunkt der Tonkunst. Mit Ludwig Schnorr von Carolsfeld in der Rolle des Tristan hatte Wagner einen Interpreten, der seinem Gesangsideal so sehr entsprach wie Jahre zuvor Wilhelmine Schröder-Devrient. Als der Sänger drei Wochen nach der vierten Aufführung plötzlich starb, war Wagner schockiert. Einige seiner Gegner erklärten den jähen Tod mit den Anstrengungen der Partie, womit sie Wagner indirekt eine Mitschuld gaben. Für einige Zeit überlegte er deswegen, weitere Aufführungen der Oper zu untersagen.
Bald kam es zwischen ihm und seinem Förderer zu Konflikten, da der König als Inhaber der Rechte darauf bestand, Das Rheingold und Die Walküre gegen den Wunsch des Komponisten im Nationaltheater uraufführen zu lassen.
Der König entschloss sich am 26. November, das erwartete Festspielhaus in München bauen zu lassen und beauftragte den Architekten Gottfried Semper, der sich wie Wagner am Dresdner Maiaufstand beteiligt und im Exil gelebt hatte. Das Theater war von Beginn an mit der Idee des Ring-Projekts verbunden, das sich für Wagner nur nach dem Vorbild der griechischen Dionysien verwirklichen ließe. Es sollte „so einfach wie möglich“ sein und vom Repertoire der stehenden Theater ebenso befreit sein wie von den Gewohnheiten des großstädtischen Publikums. Wagner beschrieb den erhofften Ort in einer Weise, die bereits die Vision Bayreuths als idealen Ort der Festspiele erkennen lässt, noch bevor er daran dachte, die Stadt zu wählen. Ludwig schwebte ein monumentales Theater vor, das alle bisherigen Bauten in den Schatten stellen und das Stadtbild beherrschen sollte. Wagner hielt wenig von den Ideen des „kindischen“ Monarchen. Ihm graute davor, mit Semper „über das unsinnige Project sprechen“ zu müssen. Die Münchner Pläne scheiterten schließlich am Desinteresse Wagners.
Am 10. April 1865 wurde in München Isolde geboren, das erste gemeinsame Kind von Cosima (noch eine verheiratete von Bülow) und Richard Wagner. Als sich Gerüchte über die Beziehung mit Cosima verbreiteten und der König um Aufklärung bat, stritt Wagner alles ab, obwohl er die Macht der Liebe im kurz zuvor uraufgeführten Tristan deutlich dargestellt hatte. Erst Cosima beendete das falsche Spiel und bekannte sich öffentlich zu ihrer Liebe, als sie Ende 1868 nach Tribschen übersiedelte. Wegen heftiger Proteste der Bevölkerung und der Regierung, die Wagner und Ludwig II. Verschwendungssucht vorhielten, zog das Paar in die Schweiz.

### Zeit in Tribschen (1866–1871)

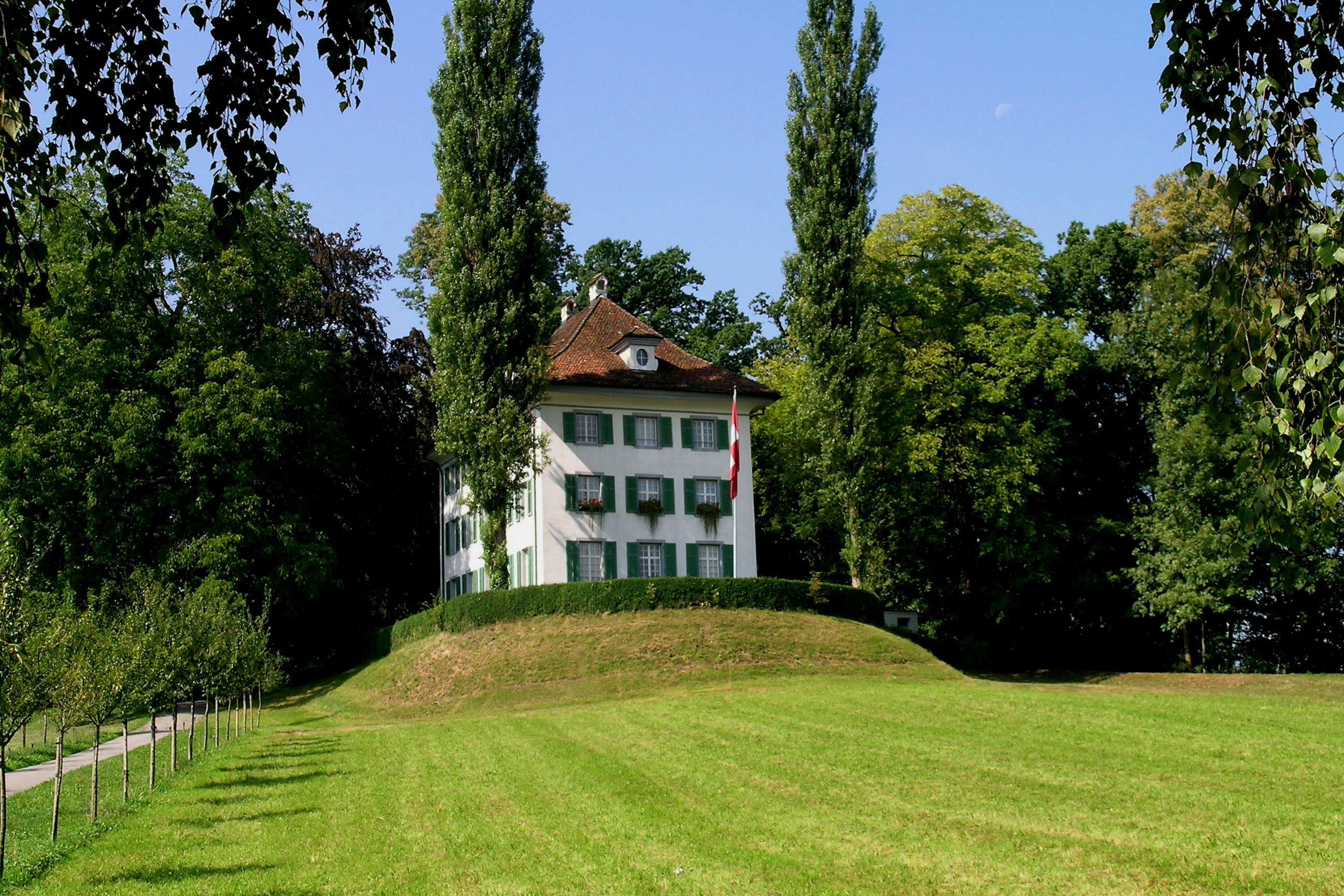
Wagners Haus in Tribschen

Am 30. März 1866 erreichten Richard Wagner und Cosima von Bülow nach einer Reise durch mehrere Schweizer Städte den Vierwaldstättersee und entdeckten das idyllische Haus Tribschen auf einer Landzunge bei Luzern. Einige Tage später mietete Wagner das Haus an und konnte es bereits am 15. April beziehen. Erneut übernahm der Förderer König Ludwig die Kosten und überwies die Jahresmiete aus München.
Dennoch empfand Wagner den Umzug in die Schweiz als Niederlage, für die er seine Gegner und den König verantwortlich machte und auf die er in seiner Weise reagierte. Er unterbrach die Arbeit am zweiten Akt des Siegfried und wandte sich den Meistersingern zu. Den Wünschen des Monarchen zu widersprechen und sich einem Werk mit bürgerlichem Sujet zu widmen, empfand er als eine Form des Protests. Dass sich der Konflikt nach einiger Zeit beruhigte, hing mit den wechselseitigen Bedürfnissen zusammen. Wagner war auf die Zuwendungen angewiesen und machte seinen Frieden mit dem König.
An seinem Geburtstag, dem 22. Mai, besuchte ihn Ludwig II. im Kostüm des Ritters Walther von Stolzing. Der König war für zwei Tage nach Tribschen gereist, ohne seine Umgebung zu benachrichtigen, was zu weiteren Angriffen der Presse auf Wagner führte. Selbst die dem Komponisten gewogenen Münchner Neuesten Nachrichten kritisierten den Vorgang, Minister drohten ihren Rücktritt an. Georg Herwegh schrieb in seiner Ballade vom verlorenen König: „[…] Und Land und Ministerium / Schimpft auf das Schwanenrittertum, […] Der König in der Republik / Vertreibt die Zeit sich mit Musik.“
Wenige Monate später zog Cosima von Bülow mit ihren Kindern Daniela und Blandine und der Wagner-Tochter Isolde ein. Richards und Cosimas gemeinsames zweites Kind Eva wurde dort am 17. Februar 1867 geboren.
Am 24. Oktober 1867 vollendete Wagner die Meistersinger, die am 21. Juni 1968 am Hoftheater unter der Leitung Hans von Bülows erstmals aufgeführt wurden und sich bald großer Beliebtheit erfreuten.

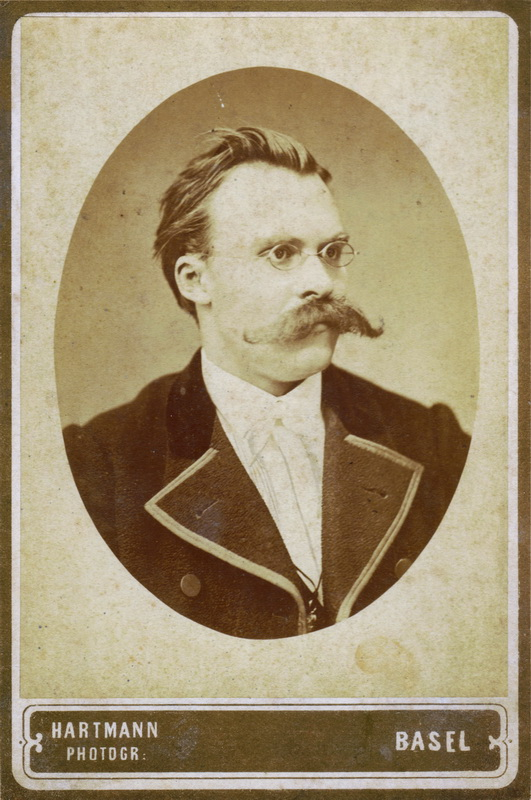
Friedrich Nietzsche um 1872

Als Wagner im November 1868 seinen Schwager Hermann Brockhaus in Leipzig besuchte, lernte er Friedrich Nietzsche kennen. Nietzsche war begeistert und stattete Wagner zwischen Mai 1869 und April 1872 von Basel aus viele Besuche ab.
Zu den weiteren Gästen des Paares gehörten neben Franz Liszt, Hans von Bülow, Gottfried Semper, Peter Cornelius und Malwida von Meysenbug auch französische Wagnerianer wie die Komponisten Camille Saint-Saëns und Henri Duparc sowie die Schriftsteller Édouard Schuré und Auguste de Villiers de L’Isle-Adam.
Gerade die französischen Verehrer hatten wegen des Deutsch-Französischen Krieges und Wagners Parteinahme für das neue Deutsche Kaiserreich keinen leichten Stand. Mit seinem Gedicht An das deutsche Heer leitete Wagner den neunten Band der Gesammelten Schriften ein und sandte es Otto von Bismarck. Während er mit dem patriotischen Kaisermarsch das Deutsche Reich verherrlichte, verspottete er in dem Lustspiel Eine Kapitulation französische Intellektuelle wie Victor Hugo. Die hämische Posse führte dazu, dass er in Frankreich nicht nur Freunde verlor, sondern sich auch Feinde machte.
Ab dem 16. November lebte Cosima endgültig bei Wagner und begann am 1. Januar 1869 ihr Tagebuch zu schreiben. Friedrich Nietzsche war zugegen, als am 6. Juni 1869 der gemeinsame Sohn Siegfried geboren wurde. Am 22. September fand auf Veranlassung König Ludwigs, jedoch gegen den Willen Wagners, in München die Uraufführung von Das Rheingold statt. Auch die Uraufführung der Walküre am 26. Juni 1870 in München erfolgte ohne Wagners Zustimmung, der den Ring nur vollständig aufführen lassen wollte.
Nachdem die unglückliche Ehe Cosimas und Hans von Bülows am 18. Juli 1870 geschieden worden war, wurden Cosima und Richard Wagner am 25. August in der evangelisch-reformierten Matthäuskirche von Luzern getraut. 
Das 1870 komponierte Siegfried-Idyll trägt in der Reinschrift der Partitur den Titel „Tribschener Idyll“. Es ist eine Huldigungsmusik an Cosima, der es an ihrem Geburtstag am 25. Dezember 1870 im Treppenhaus des Hauses „dargebracht“ wurde. Das einsätzige Werk geht überwiegend auf den dritten Akt des Siegfried zurück, an dem Wagner arbeitete, als der gleichnamige Sohn zur Welt kam. Den bis in die Gegenwart geläufigen Titel erhielt das Stück erst 1878, nachdem Cosima nach einigem Zögern zugestimmt hatte, die sehr persönliche Musik veröffentlichen zu lassen.

### Gründung der Festspiele und Bayreuther Jahre (1871–1882)

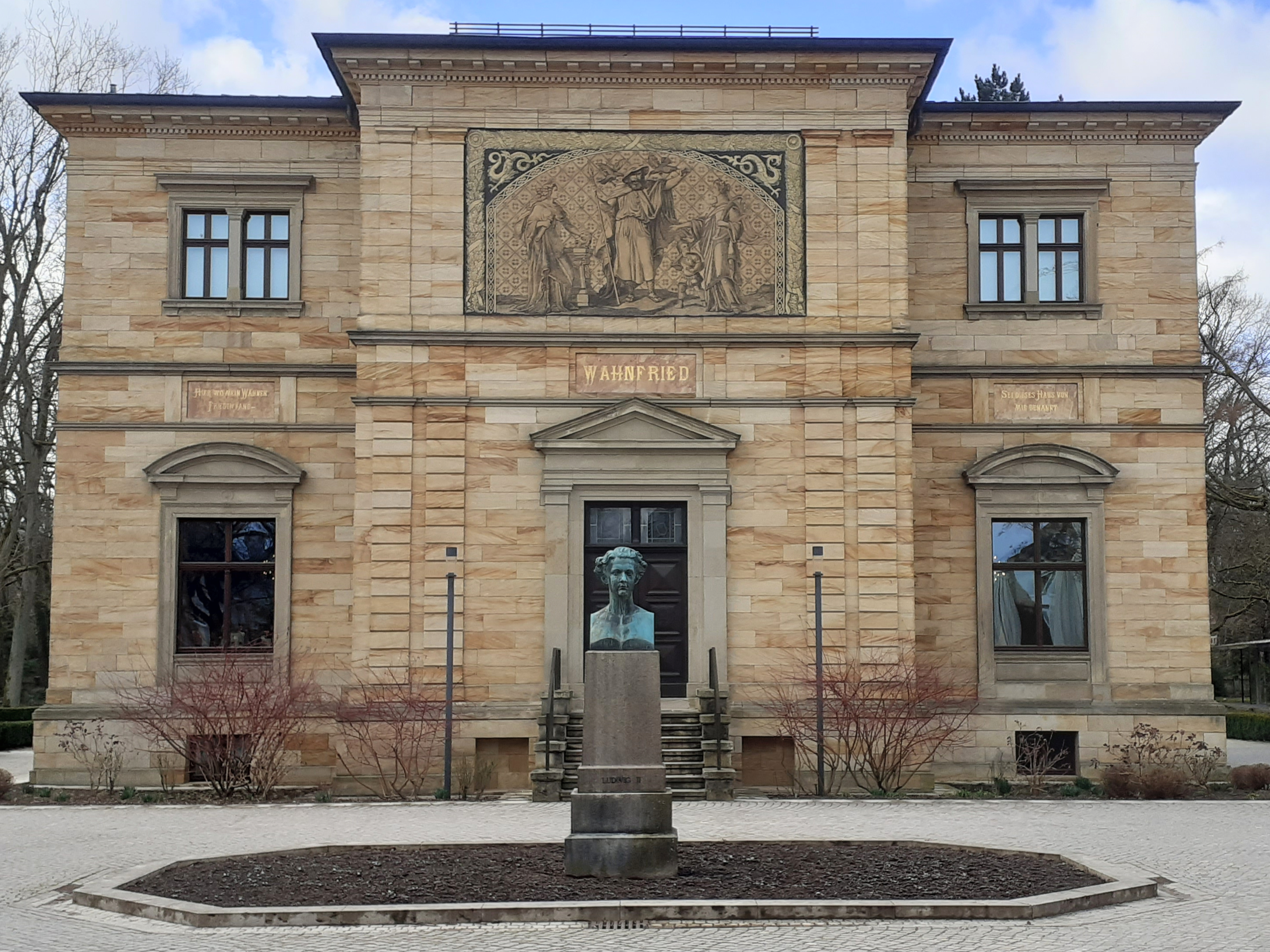
Haus Wahnfried in Bayreuth

Im Jahre 1871 wählte Richard Wagner Bayreuth als Festspielort. Er hatte die Stadt bereits 1835 während einer Reise nach Nürnberg kennen und schätzen gelernt. Als er seine Erinnerungen an das „lieblich beleuchtete Bayreuth“ 1865 in Mein Leben festhielt, hatte er sich noch nicht für sie entschieden. Im März 1870 las er einen Lexikonartikel über das eindrucksvolle Markgräfliche Opernhaus Bayreuths, das er am 19. April 1871 erstmals besichtigte. Er erkannte, dass es für den Ring ungeeignet war und entschloss sich, ein eigenes Opernhaus errichten zu lassen.
Am 12. Mai 1871 kündigte er bereits die ersten Festspiele mit dem kompletten Ring für das Jahr 1873 an, obwohl er die Götterdämmerung noch nicht abgeschlossen hatte. Honoratioren wie der Bankier Friedrich Feustel und der Bürgermeister Theodor von Muncker erkannten die Bedeutung des Projekts für die Stadt und unterstützten es.
Nachdem der Verwaltungsrat der Festspiele am 1. Februar 1872 gegründet worden war, siedelte Wagner mit seiner Familie im April nach Bayreuth über. Zunächst wohnten sie im Hotel Fantaisie neben dem gleichnamigen Schloss in Donndorf, wo er mit dem Barbier Bernhard Schnappauf bekannt wurde und ihn zu seinem Faktotum erwählte. Am 24. September bezog die Familie eine Stadtwohnung in der Dammallee 7. Wagners künstlerisches Selbstverständnis verlangte ein eigenes Haus, zu dessen Finanzierung der König mit einem großen Geldgeschenk beitrug. So konnte Wagner im Februar 1872 am Hofgarten ein Grundstück für 12.000 Gulden kaufen, auf dem eine repräsentative Künstlervilla errichtet werden sollte. Als Villa Wahnfried wurde sie nach weiteren Zuschüssen erst im Jahre 1874 fertiggestellt und am 28. April bezogen.
Anlässlich der Grundsteinlegung des Bayreuther Festspielhauses am 22. Mai 1872, seinem 59. Geburtstag, dirigierte er die 9. Sinfonie Beethovens, die nach seiner Überzeugung auch der „Grundstein“ des eigenen Werkes war.
Zur Finanzierung der Festspiele wurden ab 1872 Wagnervereine gegründet und Patronatsscheine verkauft, mit denen die Besitzer die Aufführungen der ersten Festspiele besuchen konnten. Für mittellose Kunstfreunde sollten auch kostenlose Plätze zur Verfügung stehen. Der Geschäftsführer des „Patronats-Vereins“ war der Pianist Karl Tausig, dessen früher Tod im Juli 1871 ein empfindlicher Schlag für das junge Unternehmen war.

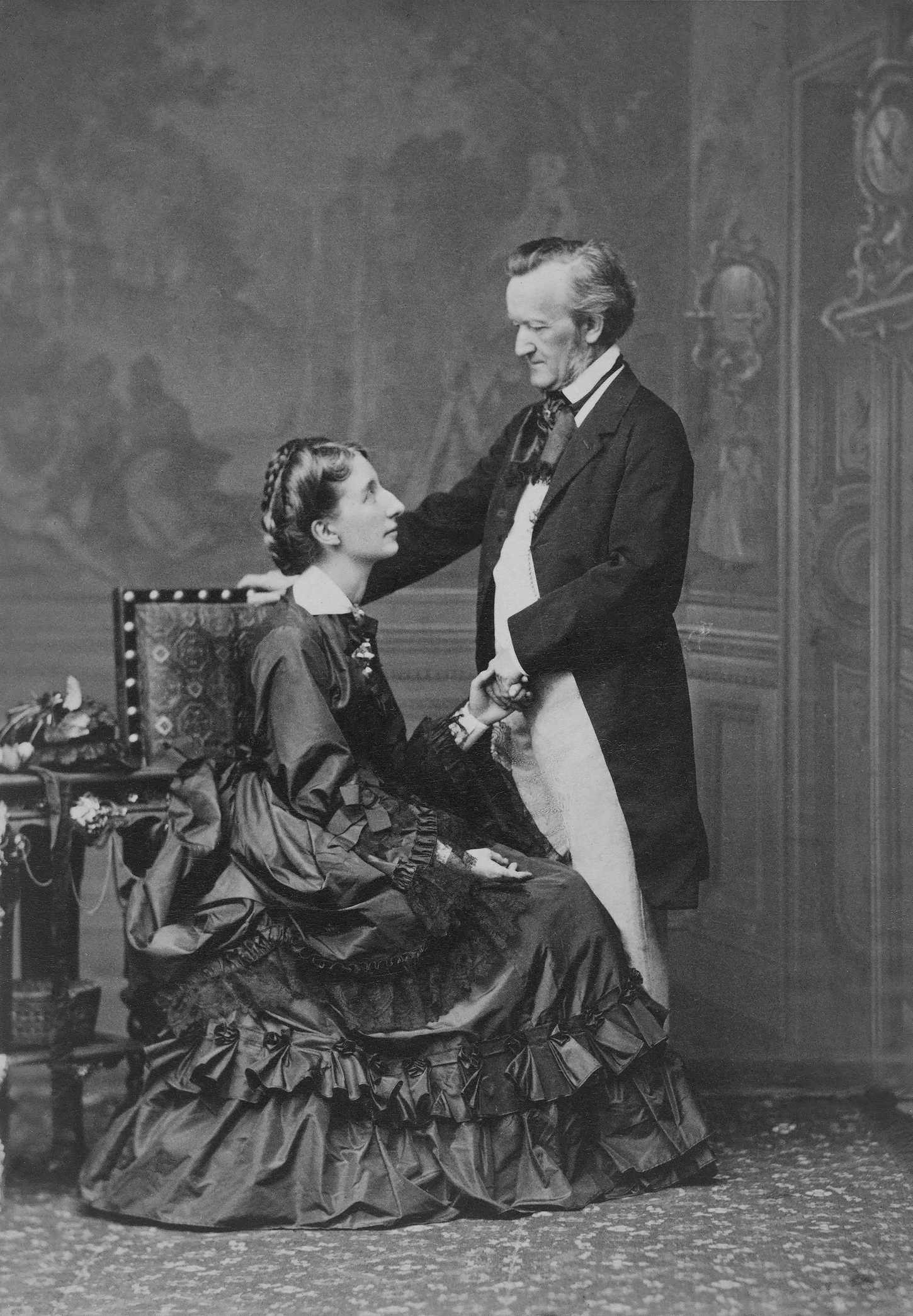
Photographie mit Cosima Wagner, aufgenommen von Fritz Luckhardt, Wien 1872

In den folgenden Jahren bereitete Wagner die Festspiele vor und bemühte sich, die Götterdämmerung zu beenden, was länger dauerte als erwartet. Erst am 21. November 1874, etwa 26 Jahre nach Beginn des Ring-Zyklus, schloss er das Werk mit den Worten ab: „Vollendet in Wahnfried, ich sage nichts weiter!!“.
Bis 1873 reiste er mehrfach durch Deutschland, um geeignete Musiker für die Festspiele zu finden. Währenddessen wurde weiter am Festspielhaus gearbeitet, so dass im Sommer 1874 bereits am Klavier geprobt werden konnte. Für das Bühnenbild gewann er den Maler Josef Hoffmann.
Da es Hoffmann nicht gelang, seine Entwürfe für die Bühne umzusetzen, engagierte Wagner die Theatermaler Max und Gotthold Brückner, die seinen Vorstellungen allerdings nur bedingt entsprachen.
Wagner gab zahlreiche Konzerte mit Ausschnitten seiner Werke, um Geld zu sammeln und Interesse für das Projekt zu wecken. Er dirigierte auch Werke Beethovens, um das Vertrauen der Zuhörer zu gewinnen, die in ihm den Musiker sehen sollten, der die Tradition achtet. Eine wesentliche Rolle spielte die Cosima-Vertraute Marie von Schleinitz, die Wagner 1863 in Breslau kennengelernt hatte und die ihn enthusiastisch förderte.
Er verfasste etliche Schriften, mit denen er das Projekt bewarb und erklärte, etwa Über Schauspieler und Sänger (1872) oder Das Bühnenfestspielhaus zu Bayreuth (1873). Trotz aller Bemühungen kam es zu finanziellen Engpässen. Nachdem Wagner dem König am 9. Januar 1874 ein Scheitern des Projekts in Aussicht gestellt hatte, erhielt er einen Kredit von 100.000 Talern, mit dem das Unternehmen gerettet werden konnte.
Wagner war von den vielfältigen Belastungen seiner Arbeit zunehmend angegriffen. Da eine Herzkrankheit 1872 falsch behandelt worden war, litt er in den letzten zehn Lebensjahren unter häufigen Herzanfällen.
Wegen vieler Konzerte in Berlin, Wien und Budapest konnte er sich zunächst nicht auf die Tätigkeit in Bayreuth konzentrieren. Bevor im Juni 1876 die Proben für die ersten Festspiele beginnen konnten, leitete er unter anderem die Berliner Erstaufführung des Tristan und komponierte zum hundertsten Jubiläum der amerikanischen Unabhängigkeitserklärung den Großen Festmarsch in G-Dur.
In Anwesenheit Kaiser Wilhelms I. begannen am 13. August 1876 unter der Leitung Hans Richters die ersten Bayreuther Festspiele mit der vollständigen Aufführung des Ring des Nibelungen. Bis zum 30. August des Jahres wurden die Vorführungen zweimal wiederholt, endeten indes mit einem großen Defizit.

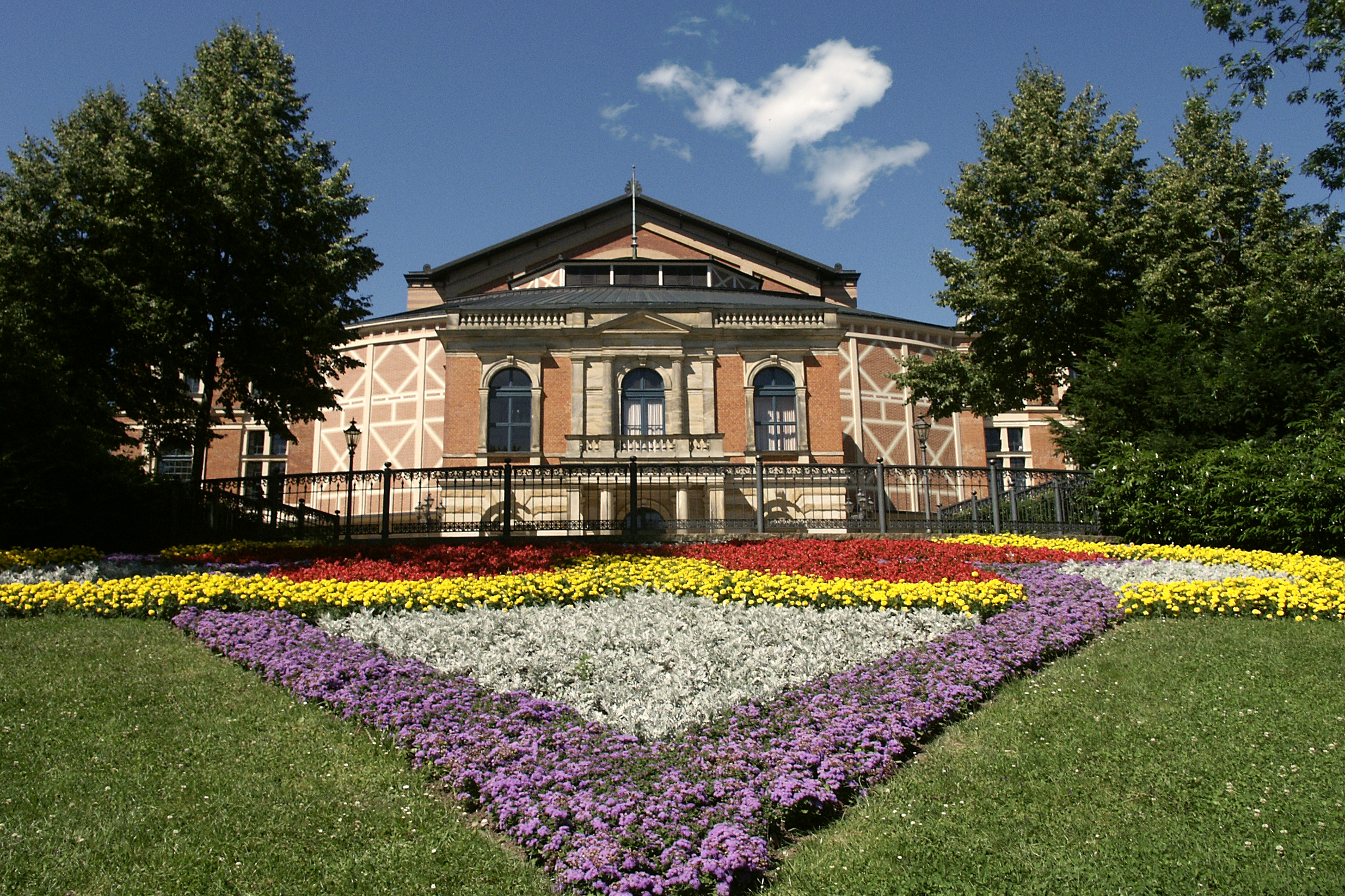
Das Richard-Wagner-Festspielhaus in Bayreuth

Im September reisten die Wagners nach Italien und hatten in Sorrent eine letzte Begegnung mit Nietzsche, der wegen seiner angegriffenen Gesundheit von der Universität Basel für zwei Semester freigestellt worden war. Dort entstand der erste Teil seiner Schrift Menschliches, Allzumenschliches, mit der er sich schrittweise von Wagner distanzierte.
In den Jahren 1877 bis 1879 arbeitete Wagner in der Villa Wahnfried am Parsifal. Anders als das „Bühnenfestspiel“ Der Ring des Nibelungen sollte das Werk nur in Bayreuth gespielt werden und erhielt die Bezeichnung „Bühnenweihspiel“.
Am 31. Dezember 1879 begab Wagner sich mit seiner Familie für weitere zehn Monate nach Italien, wo er sich überwiegend in Neapel, Ravello, Siena und Venedig aufhielt. Dort entstanden seine sogenannten „Regenerationsschriften“, die in den von Hans von Wolzogen herausgegebenen Bayreuther Blättern veröffentlicht wurden.
Nachdem er mit seiner Ring-Aufführung bei den ersten Festspielen 1876 ein finanzielles Desaster erlebt hatte, trug sich Wagner eine Zeitlang mit Plänen, in die Vereinigten Staaten auszuwandern und verband dies mit unrealistischen wirtschaftlichen Erwartungen. Bereits 1854 und 1859 hatte er von einem Interesse aus den Vereinigten Staaten erfahren und Angebote für eine Amerikareise erhalten. Seinem Zahnarzt Newell Sill Jenkins berichtete er am 8. Februar 1880, er halte es nicht für unmöglich, mit seiner ganzen Familie in die Vereinigten Staaten auszuwandern. Er überlegte, nach Minnesota zu ziehen und den Amerikanern den Parsifal zu widmen. Wagner besprach seine Pläne mit Jenkins, dem es im Verbund mit anderen Freunden gelang, ihm diese Pläne auszureden.
Um dem Bayreuther Klima zu entkommen, fuhr der gesundheitlich angeschlagene Wagner im November 1881 nach Palermo und vollendete dort am 13. Januar 1882 den Parsifal. Das Werk wurde bei den zweiten Bayreuther Festspielen am 26. Juli 1882 unter der Leitung von Hermann Levi uraufgeführt. Bei der letzten Vorstellung am 29. August übernahm Wagner während der Verwandlungsmusik des dritten Aktes im verdeckten Orchestergraben selbst den Taktstock und stand damit das einzige Mal am Dirigentenpult des Festspielhauses. Anders als die ersten Festspiele erhielten die zweiten überwiegend wohlwollende Reaktionen in der Presse und Öffentlichkeit. Selbst Eduard Hanslick konnte seine „Achtung und Bewunderung“ nicht versagen und sprach von der „Gewalt einer mächtigen Persönlichkeit von eigenster […] Überzeugung“.

### Tod in Venedig 1883

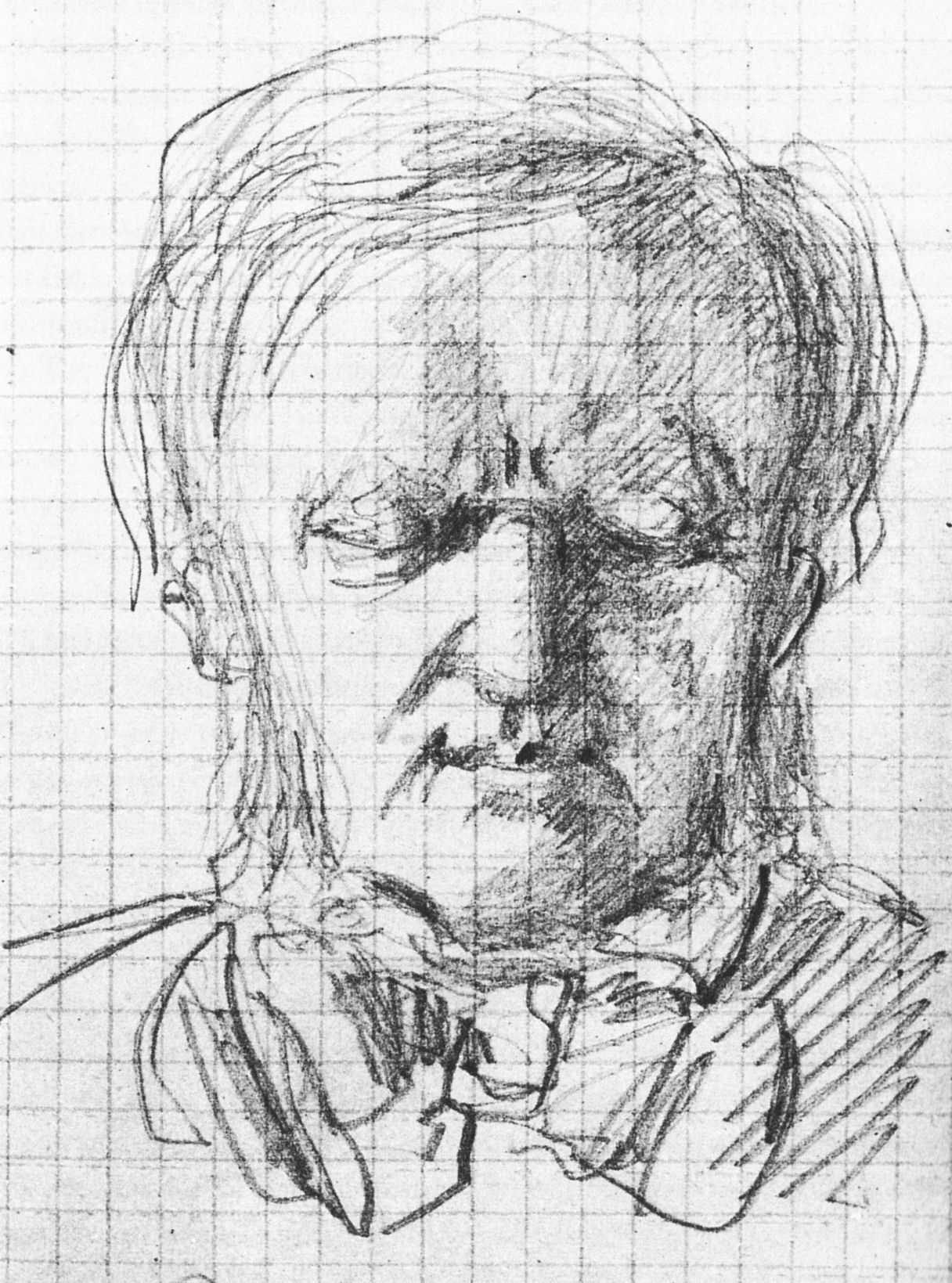
Am Vorabend seines Todes, Zeichnung von Paul von Joukowsky

Nach weiteren Herzbeschwerden verließ Wagner mit seiner Familie am 14. September 1882 Bayreuth, um die Zeit in Venedig zu verbringen. Er bezog den am Canal Grande gelegenen Palazzo Vendramin-Calergi, der im mittleren Stockwerk über 15 Zimmer verfügte. Aus medizinischer Sicht war die Reise eine Fehlentscheidung, denn der nasskalte Winter der Lagunenstadt war seiner Gesundheit abträglich.
In den Räumlichkeiten empfing er Gäste wie Hermann Levi, Paul von Joukowsky und Franz Liszt, der an seinen späten Klavierstücken arbeitete. Cosima gegenüber kritisierte Wagner die Kompositionen ihres Vaters scharf und ausführlich. Wie sie in ihrem Tagebuch am 28. November festhielt, bat sie Wagner, darüber mit Liszt zu sprechen, um ihn von den „Irrwegen“ abzubringen. Am 25. Dezember gab ihr Mann als Geburtstagsgeschenk für sie letztmals ein gemeinsames Konzert im Teatro La Fenice, bei dem er seine Jugendsymphonie in C-Dur dirigierte.

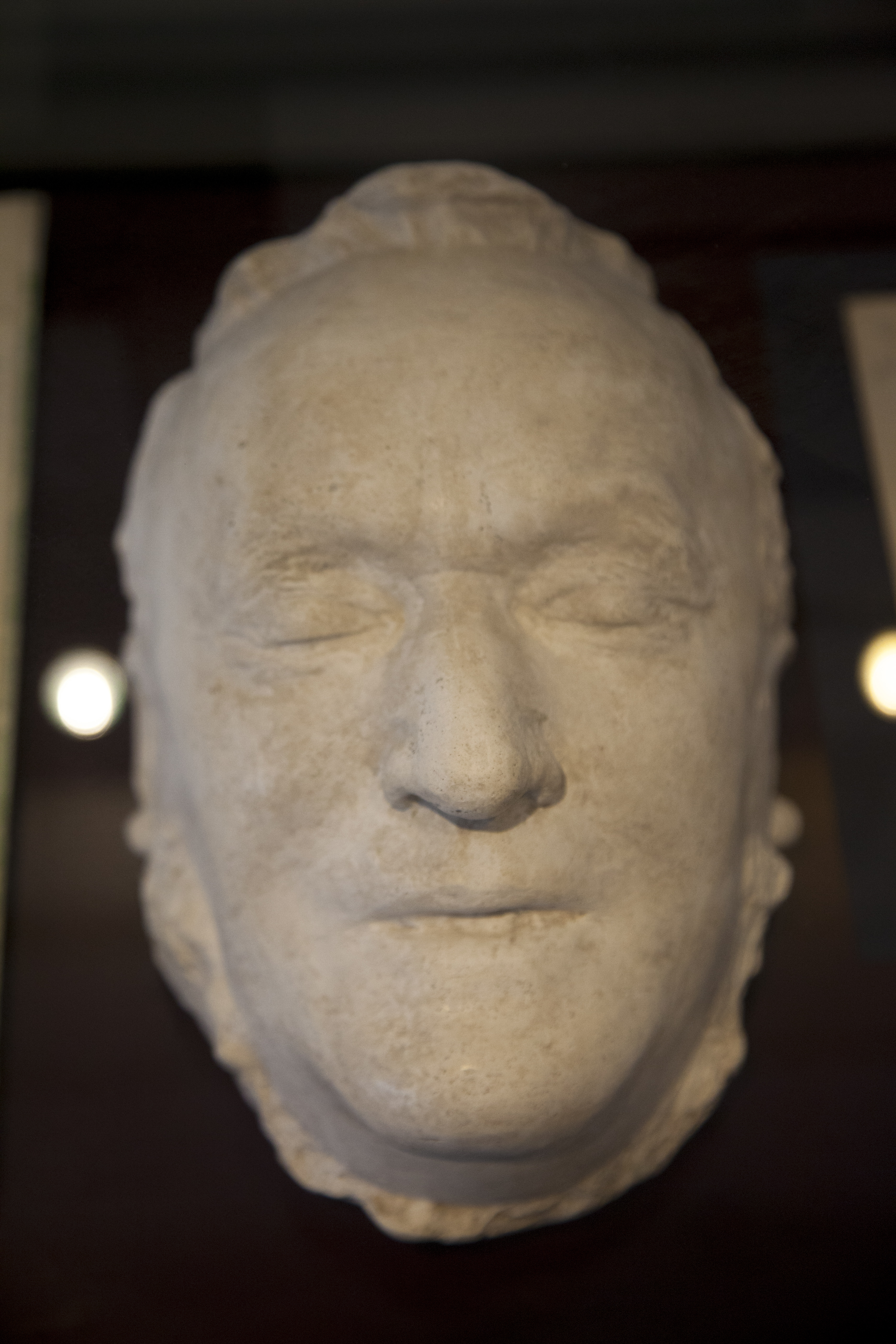
Totenmaske Richard Wagners (Reuter Villa, Eisenach)

Die letzten Monate Wagners waren von Herzproblemen überschattet. Trotz seiner angeschlagenen Gesundheit begab er sich mit der Familie häufig in die Stadt und war vor allem vom Markusplatz angetan. Einmal nahm er im Februar bis in die Nacht hinein am Karneval teil, was am nächsten Tag zu Unwohlsein führte.
Am 13. Februar 1883 war Wagner im Seitenflügel des Palazzo Vendramin-Calergi und ließ sich für das Mittagessen entschuldigen. In seinem Arbeitszimmer schrieb er an dem Essay Über das Weibliche im Menschlichen und gelangte zu dem Satz „Gleichwohl geht der Prozeß der Emanzipation des Weibes nur unter ekstatischen Zuckungen vor sich“, dem nur noch die Stichwörter „Liebe – Tragik“ folgen. Er erlitt einen Herzanfall, konnte aber noch läuten und nach einem Arzt verlangen. Gegen 15:30 Uhr starb er in den Armen seiner Frau.
Der Bildhauer Augusto Benvenuti nahm am 14. Februar die Totenmaske ab. Am 16. Februar trug man den Sarg mit dem einbalsamierten Leichnam in eine schwarze Gondel, die ihn zum Bahnhof von Venedig transportierte. Von dort wurde er mit Sonderwagen nach Bayreuth überführt. An etlichen Stationen gedachte man des Komponisten mit Blumen und Kränzen.
Als der Zug in München eintraf, standen Künstler und Verehrer mit Fackeln an der Strecke. Bei der großen öffentlichen Trauerfeier am nächsten Tag in Bayreuth wurde der Sarg zu den Klängen des Trauermarsches aus der Götterdämmerung zur Villa Wahnfried getragen und im engen Familienkreis in die Gruft im Garten gesenkt.

## Werk

### Musik
Wagners große Opern gehören zu den Höhepunkten romantischer Musik und beeinflussten viele Zeitgenossen und spätere Komponisten.
Vor allem der Tristan gilt als ein Ausgangspunkt der modernen Musik.
Wie bei Franz Liszt tritt die Melodik gegenüber der Harmonik zurück, die weit über den Stand hinausgeführt wird, auf dem Johannes Brahms noch 1892 in seinen späten Klavierstücken op. 119 blieb.
Wagners Schaffen lässt sich grob in drei Abschnitte unterteilen. Die erste Werkgruppe umfasst die frühen Kompositionen bis zum Rienzi. Sie steht noch unter dem Einfluss Giacomo Meyerbeers und ist den Traditionen der Pariser Oper verpflichtet. Die zweite Periode reicht vom Fliegenden Holländer bis zum Lohengrin. Hier knüpfte Wagner an die romantischen Opern Heinrich Marschners und Carl Maria von Webers an, setzte mit dem Motiv der Erlösung aber einen eigenen Schwerpunkt. Gegenüber dem tradierten Christentum ist es weltanschaulich säkularisiert und wird bis zum Parsifal mehrfach variiert. Die letzte Phase beginnt mit dem Rheingold und endet mit dem Bühnenweihfestspiel Parsifal. In ihr manifestiert sich das Konzept des Gesamtkunstwerks, in dem die Künste Musik, Dichtung und Schauspiel im Drama vereinigt werden sollen.
Während Wagner nach dem Scheitern des Dresdner Maiaufstandes von der romantischen Oper zum Musikdrama überging, brach Franz Liszt seine Laufbahn als Klaviervirtuose ab und begründete die Gattung der Sinfonischen Dichtung. Wie die Entstehungsgeschichte der Orchesterwerke Tasso, Lamento e Trionfo und  Prometheus zeigt, ging sie aus der Ouvertüre hervor, von der sie sich allerdings durch den Bezug auf die Tradition der Sinfonie unterscheidet. Neben Wagners neuer Kunstform repräsentierten die Sinfonischen Dichtungen die sogenannte „Fortschrittspartei“, an der sich in den fünfziger und sechziger Jahren des 19. Jahrhunderts viele Diskussionen entzündeten. 
Die Formen der klassischen Sinfonie mit ihren meist vier Sätzen und der Sonatensatzform des Kopfsatzes gehen bei Liszt ineinander über und werden durch analoge Prinzipien ersetzt. Die Beziehungen von Motivgruppen und Themen finden sich nun in einem bestimmten Verhältnis von Sätzen oder Satzteilen wieder. In dem offenen Brief Über Franz Liszts Symphonische Dichtungen rechnete Wagner 1857 diese Gattung zu den neuen Formen des sinfonischen Stiles, die ästhetisch berechtigt seien.
Wie er in seinem 1872 verfassten Aufsatz Über die Benennung „Musikdrama“ schrieb, lehnte er die Bezeichnung aus unterschiedlichen Gründen ab. Er selbst hätte lieber von „ersichtlich gewordene(n) Taten der Musik“ gesprochen, was wie eine Reaktion auf Nietzsches frühe Schrift Die Geburt der Tragödie aus dem Geiste der Musik wirkt.

#### Harmonik

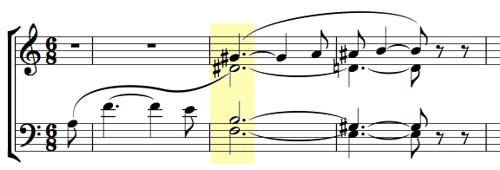
Der sogenannte Tristan-Akkord

Richard Wagners Musik ist von schwebenden Dissonanzen und charakteristischen Vierklängen, gesteigerter Chromatik und häufigen Modulationen bis zur Polytonalität geprägt.
Der Tristan-Akkord wurde vermutlich häufiger analysiert und interpretiert als jede andere Neuerung der Harmonik. Mehr als 100 Jahre nach der Komposition des Werkes war noch von der Krise der modernen Harmonielehre die Rede.
Es wäre allerdings überzogen, die Tristan-Harmonik zum Ausgangspunkt der atonalen Musik zu machen, waren doch Chromatik und Enharmonik zum Zeitpunkt der Komposition bereits etabliert. Gerade in den schwelgerischen Momenten der Handlung verzichtete Wagner weitgehend auf die sprichwörtlich gewordene Tristan-Chromatik und -Enharmonik.

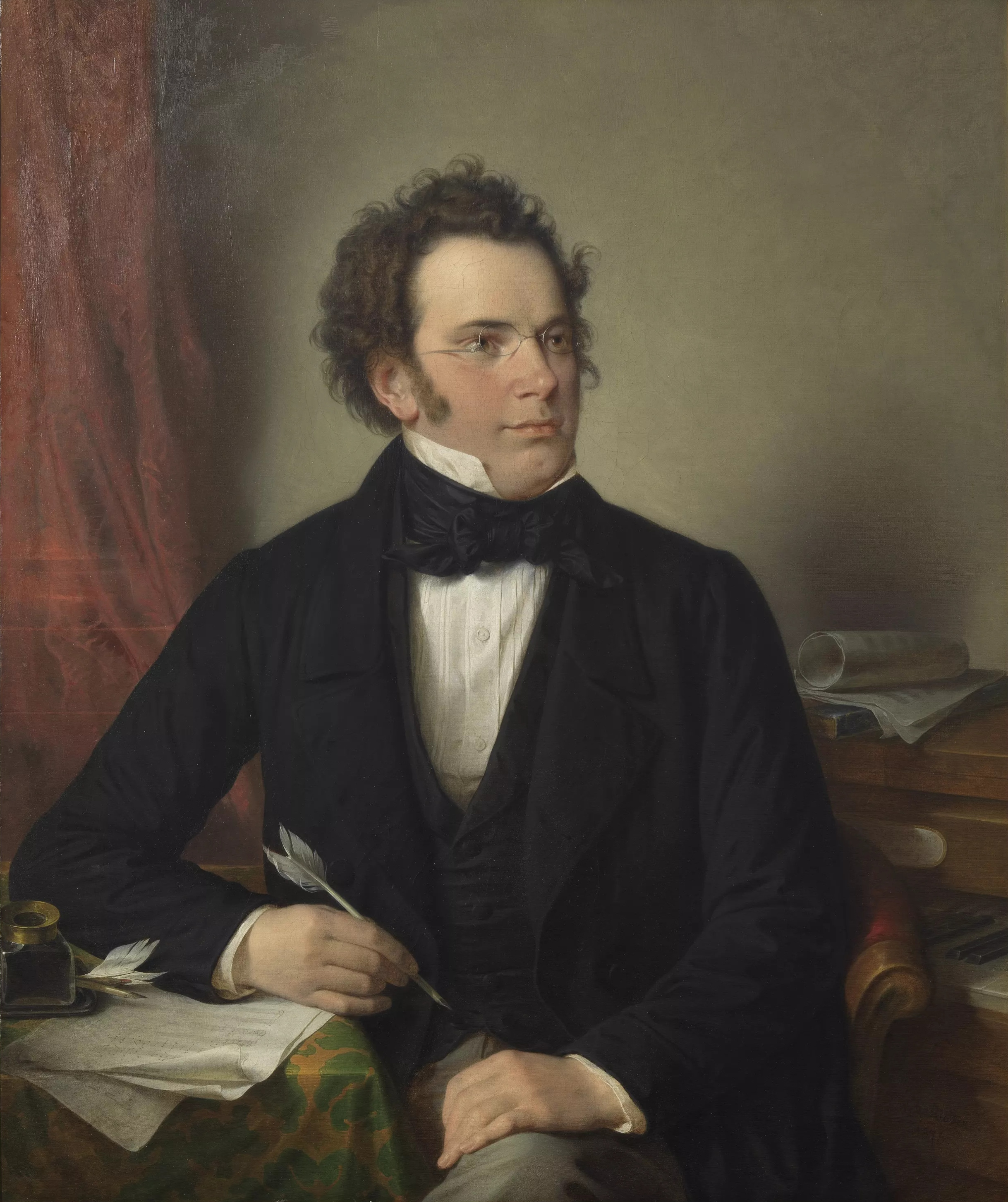
Franz Schubert, Porträt von Wilhelm August Rieder, 1875

So hatten romantische Komponisten zuvor die Elemente der klassischen Harmonik übernommen und mit einer erweiterten Terzverwandtschaft und Chromatik versehen. Zu ihnen gehörten Franz Schubert, Robert Schumann und Felix Mendelssohn Bartholdy. Schuberts Harmonik war mit ihren variationsreichen und schweifenden Modulationen wegweisend. So führt die späte Klaviersonate in B-Dur (D 960) im ersten Satz ins ferne eses-Moll. Um diese Tonart zu vereinfachen, macht Schubert aus ihr d-Moll und aus dem folgenden Ceses-Dur wieder B-Dur, womit die Grundtonart am Anfang der Reprise erreicht wird. Schubert gelangt in der Regel rechtzeitig zur Ausgangstonart, während Wagner die Leittöne nicht oder nur an bestimmten Stellen auflöst oder in andere leittönige Akkorde überführt, die selbst wiederum zu neuen leittönigen Verbindungen führen.
Franz Liszt strebte schon in frühen Jahren harmonische Erweiterungen an. So zeigen die 1837 bis 1839 entstandenen Stücke aus dem zweiten Band der Années de pèlerinage eine Tendenz zur schrittweisen Auflösung der Funktionsharmonik. Die chromatische Harmonisierung des Seufzermotivs im Sonetto 47 del Petrarca aus dem zweiten Teil der Pilgerjahre ist auffällig. Mit den auseinanderliegenden Tonarten scheint es in der Komposition weniger um tonale Logik als um den Eindruck schillernder Farbigkeit zu gehen. In dem Zyklus Harmonies poétiques et religieuses ist die Harmonik so wagemutig wie in vielen Werken Frédéric Chopins.
Im Laufe der Zeit gewann der Leitton eine immer größere Bedeutung und führte etwa bei Hector Berlioz, Franz Liszt, Anton Bruckner und eben Wagner in die zweite Phase der Hochromantik. In Wagners reifen Werken ist die Vorhalts- und Leittonharmonik deutlich ausgeprägt. Er ergänzte die Grundtöne des Akkords mit der Ober- oder Untersekunde und setzte bitonale Doppelklänge ein. Der Beginn des Meistersingervorspiels ist ein typisches Beispiel für eine parallele Mischung: Im zweiten Takt erweiterte er den C-Dur-Akkord mit dem A der Bässe zum Klang a-c-e-g.
Die Harmonik wurde im 19. Jahrhundert immer komplizierter und führte im frühen 20. Jahrhundert schließlich zum Zerfall der Tonalität. In dem Zusammenhang lässt sich von einer „Emanzipation der Dissonanz“ sprechen. Die Dissonanz wird von dem Zwang befreit, sich in eine Konsonanz auflösen zu müssen. Wagner veränderte das Verhältnis zwischen der Harmonik als dem „Allgemeinen“ und der Thematik als dem „Besonderen“, indem er den Akkord als Motiv verwendete. Dass sich unterschiedliche Akkorde verselbständigen und nicht mehr aufgelöst werden, lässt sich etwa in Arnold Schönbergs George-Lied op. 14 Nr. 1 beobachten. Im Tristan-Akkord ist diese Tendenz ebenso vorgezeichnet wie in dem „mystischen Akkord“ aus dem Parsifal.
Werden diatonische Intervalle mit chromatischen Tönen durchsetzt, steigen die melodischen Spannungen. Um die Ausdruckskraft der Musik zu erhöhen, griffen Komponisten im System der Dur-Moll-Tonalität auf dieses Verfahren zurück.
Mit der temperierten Stimmung ergab sich eine Vielfalt an Modulationen und enharmonischen Umdeutungen. So nutzte Johann Sebastian Bach die Möglichkeiten in der Chromatischen Fantasie und Fuge und weiteren Kompositionen. Die Alterationschromatik gewann mit Carl Philipp Emanuel Bach und Wolfgang Amadeus Mozart an Bedeutung und erreichte mit dem Tristan einen Höhepunkt. Die Entwicklung endete mit Werken wie Salome und Elektra von Richard Strauss sowie in der Musik Max Regers und Arnold Schönbergs (bis etwa 1908). Im Bereich der freien Atonalität und Zwölftontechnik verliert der Begriff „Chromatik“ seinen Sinn.

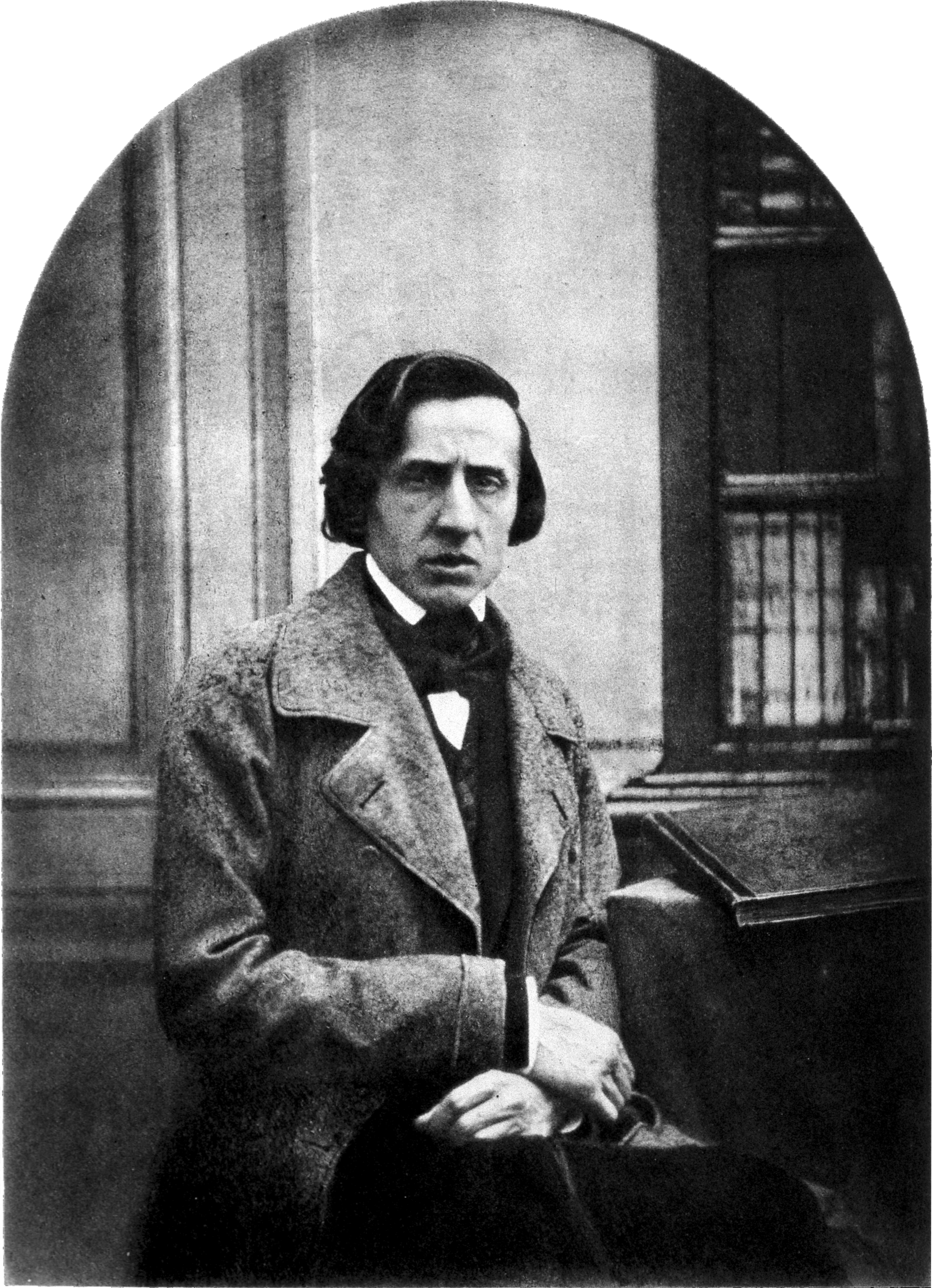
Frédéric Chopin, Fotoporträt von Louis-Auguste Bisson um 1849

Vor allem Frédéric Chopin hatte vor Richard Wagner harmonische Neuerungen eingeführt und mit Préludes, Nocturnes und anderen Werken seine Zeitgenossen überrascht. Einige Musiker beklagten die unvorbereiteten Wendungen und jähen Übergänge in eine unerwartete Tonart während einer Phrase. Viele Interpreten empfanden das zweite Prélude, das die Grundtonart a-Moll erst am Ende erreicht, als sehr verstörend. James Huneker hielt es für grotesk, ja sogar hässlich und sprach von „unbestimmter Tonalität“. Gerald Abraham ging noch weiter und bemerkte, dass die Tonika nicht einmal in Wagners Tristan-Vorspiel so deutlich umgangen werde wie in diesem Stück.
Chopin vermied es bisweilen, in eine eindeutig bestimmte Tonart überzugehen und setzte die Akkorde gegen die Konventionen der Funktionsharmonik ein. Dies zeigt sich auch im leidenschaftlichen Durchführungsteil der großen Mazurka op. 50 Nr. 3, die mit ihren satztechnischen Schwierigkeiten stellenweise an eine Rhapsodie erinnert, die folkloristischen Elemente des Tanzes aber hinter sich lässt. Die chromatischen Sequenzierungen und enharmonischen Verwechslungen nehmen Wagner vorweg.
Das gilt auch für die wehmütige Mazurka f-Moll op 64 Nr. 4. Chopin war krank und konnte das Werk nur noch skizzieren. In seiner letzten Komposition wird das überkommene tonale Schema zugunsten freier Halbtonbewegungen aufgehoben. In der von Auguste-Joseph Franchomme rekonstruierten und 1855 veröffentlichten Fassung findet sich der Tristan-Akkord in den Takten 13 und 14. Auch die Auflösung des Akkords enthält dieselben Töne, die nur anders notiert wurden.
Wie sich aus Cosimas Tagebüchern ergibt, gehörte Chopin zu den Lieblingskomponisten Wagners und wurde in der Villa Wahnfried fast täglich gespielt.

#### Leitmotivtechnik und Programmmusik
Mit den Leitmotiven ordnet Wagner einer Figur, einem Gegenstand oder einem Gefühl wie Liebe, Wut oder Sehnsucht ein bestimmtes musikalisches Motiv zu. Vorformen des Leitmotivs sind mit der Gattung Oper selbst verbunden. Seit dem späten 18. Jahrhundert finden sie sich in den Werken französischer Komponisten wie André-Ernest-Modeste Grétry und Étienne-Nicolas Méhul, dann in der deutschen romantischen Oper etwa von Louis Spohr, E. T. A. Hoffmann und Carl Maria von Weber sowie in anderen Gattungen wie dem Melodram.

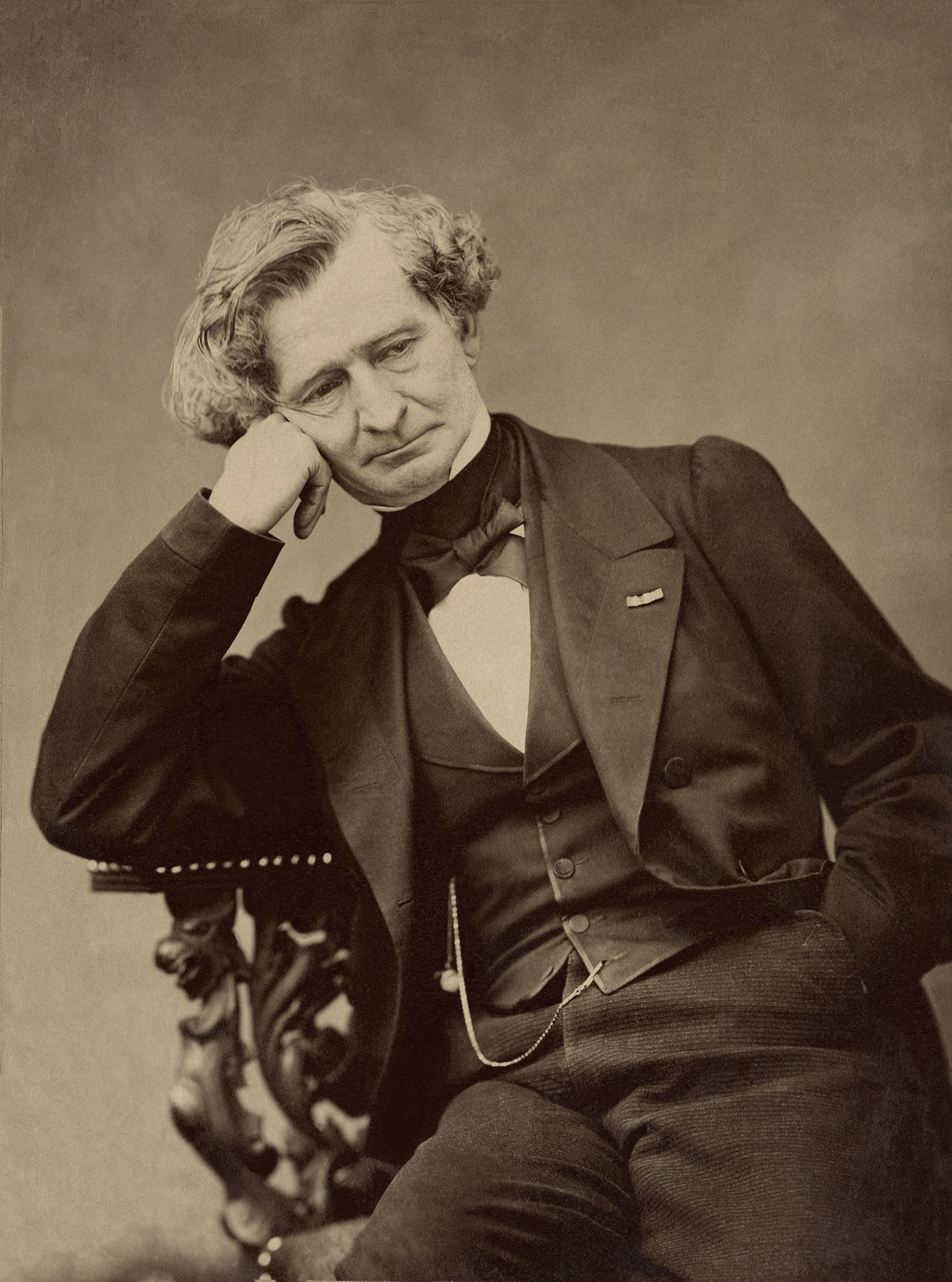
Hector Berlioz, 1863

Wagner konnte an Hector Berlioz anknüpfen, der wie Hoffmann eine musikalisch-literarische Doppelbegabung war. In seiner autobiographisch kodierten Symphonie fantastique hatte Berlioz sich von tradierten Formen abgewandt und die Gesamtanlage als Charaktervariation eines Hauptthemas konzipiert, womit auch die Auflösung der klassischen Sonatenhauptsatzform im Kopfsatz verbunden war.
Die sogenannte „idée fixe“, ein Vorgänger des Leitmotivs, erscheint als jeweils abgewandeltes Kernthema (une pensée mus.) in den fünf Sätzen der Sinfonie und bezieht sich auf unterschiedliche Lebenssituationen.
Die damit verbundenen außermusikalischen Inhalte spielen in der Programmmusik der von Franz Liszt geführten Neudeutschen Schule eine herausragende Rolle. Die Vertreter dieser Schule beriefen sich auch auf Hegel, der in seinen Vorlesungen über die Ästhetik für die Moderne ein „Ende der Kunst“ diagnostiziert hatte. Sie setzten sich für Reformen des Stils und der Gattungen ein, um die Musik den Bedingungen der Zeit anzupassen und dabei ideell-inhaltliche Aspekte gegenüber formalen Fragen zu bevorzugen.
Wagner griff somit auf das zurück, was bereits üblich war und entwickelte es zu einer systematischen Methode, die er begleitend in seiner Hauptschrift Oper und Drama erklärte. In Bezug auf die Handlung sprach er nicht von „Leit-“, sondern von „Haupt-“ oder „Grundmotiven“, während bezüglich der Musik von „ahnungs- oder erinnerungsvollen melodischen Momenten“, „thematischen Motiven“, „Grundthemen“ oder „Gefühlswegweisern“ die Rede war.
Sind die Leitmotive im Lohengrin noch an bestimmte Perioden gebunden, bestimmen sie im Ring des Nibelungen als dichtes Motivgewebe das gesamte Werk und wirken formtragend. Ein Grund für diese Technik war der Umfang der Tetralogie selbst, den Wagner erst im Laufe der Zeit erkannte und der zu einer immer komplexeren epischen Verzweigung führte. Hatte er zunächst nur Siegfrieds Tod komponieren wollen, merkte er bald, dass er in der Historie bis zum Rheingold zurückgehen musste. Er erweiterte die Tetralogie zu einer komplexen Einheit, die aus voneinander abgeleiteten Motiven besteht, während die sinfonischen Möglichkeiten der Musik zurückgenommen wurden: Die dramatische Entwicklung der Motive, welche die Sinfonik Beethovens  charakterisiert, ist den wiedererkennbaren Motivgestalten Wagners versagt.
Mit dieser Leitmotivik unterscheiden sich seine Musikdramen seit dem Rheingold von den vorhergehenden romantischen Opern bis zum Lohengrin. Die Erinnerungsmotive der romantischen Opern blieben auf bestimmte Wendepunkte der Handlung beschränkt. Die Handlung der Musikdramen ist nun kein Mittel mehr, das bestimmte Affekte erzeugt (wie in der Opera seria), sondern ein System von Beziehungen, das über Leitmotive erkennbar sein soll. Carl Dahlhaus wies darauf hin, dass Wagner in einer Zeit aufwuchs, die von Hegels Philosophie geprägt war: Der Augenblick erhielt bei Wagner „seinen Sinn durch die Geschichte, die er in sich versammelt.“ Das Leitmotiv sei der Moment, in dem sich der „Sinn eines Stücks Geschichte erhellt.“
Die einzelnen Motivnamen stammen nicht von Wagner, sondern wurden durch die Analyseliteratur eingeführt, die Hans von Wolzogen 1876 mit seinem Thematischen Leitfaden zur Uraufführung des Ring begründet hatte.
Wolzogen stützte sich vornehmlich auf Wagners zentrale Schrift Oper und Drama. Dort hatte Wagner die „Versmelodie“ der Singstimme mit der vorbereitenden „Orchestermelodie“ verknüpft. Die „Melodie“ des Orchesters werde als „Erinnerung“ aufgegriffen und in das Gefüge eingebunden.
Mit dieser Literatur wurde Wagners Musik im weiteren Verlauf popularisiert und gegen Verständnisschwierigkeiten verteidigt, so dass sie auch für Laien einfacher erfassbar war. In der Folge entwickelten sich die Leitmotive zu einem Markenzeichen des Komponisten. Die damit verbundene klischeehafte und vereinfachende Reduktion der innovativen Musik auf diese Technik ergab sich somit aus der Rezeptionsgeschichte. Das gilt auch für den Begriff „Leitmotiv“ selbst, der 1860 von August Wilhelm Ambros eingeführt worden war und sich auf Wagner sowie Liszt bezog.

#### Orchestersatz und Instrumentation

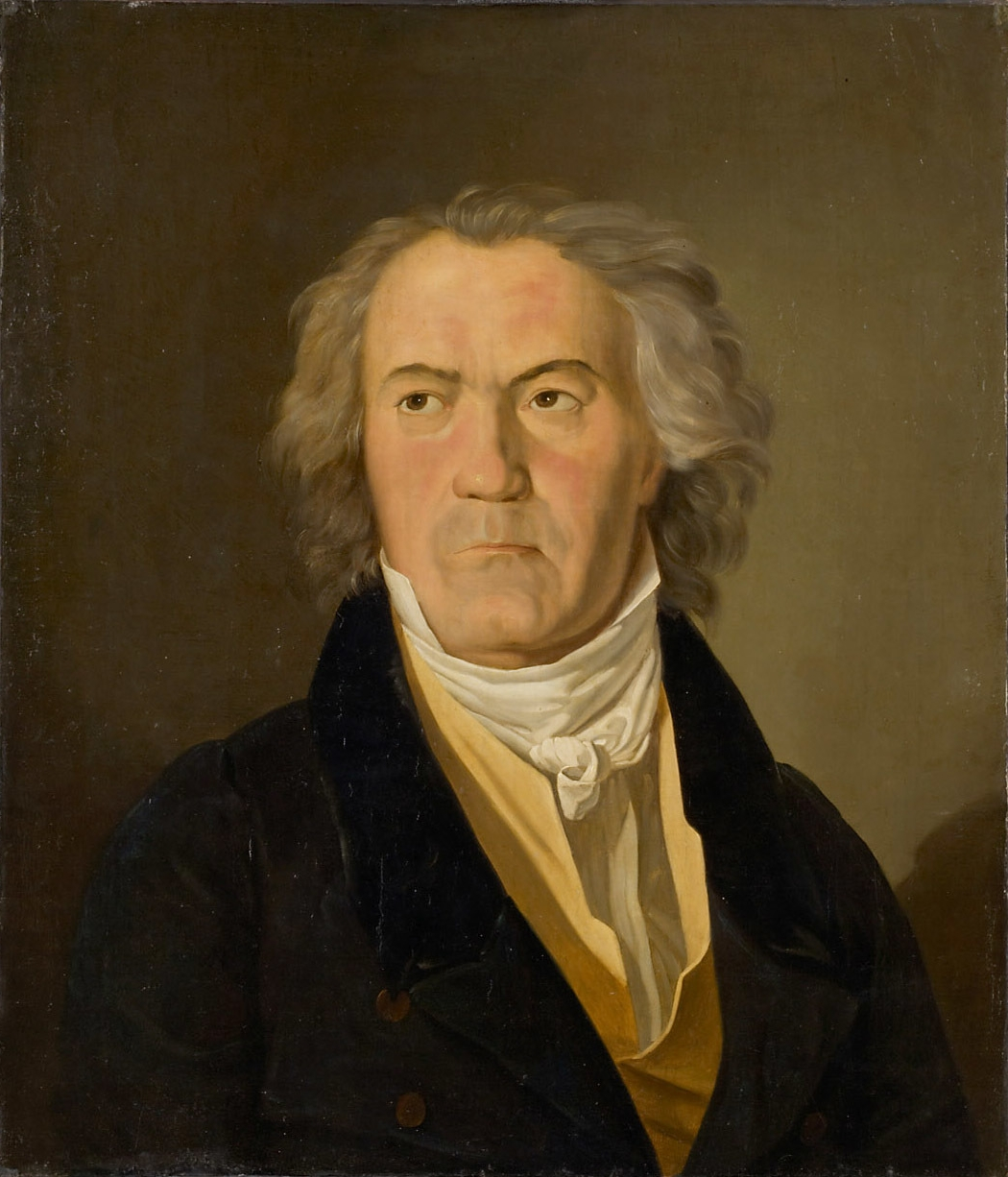
Porträt Ludwig van Beethovens von Ferdinand Georg Waldmüller, 1823

Wagners Neuerungen der Instrumentation und des Orchestersatzes waren grundlegend. Richard Strauss rühmte das „Wagnersche Orchester“ – neben der Melodik Mozarts – als zentrale Errungenschaft in der Geschichte der Musik. Bereits Hector Berlioz, Verfasser der Abhandlung Grand Traité d’instrumentation et d’orchestration modernes, hatte die Instrumentation erweitert. Wagner stellte seine Ideen in begleitenden ästhetischen Schriften vor, in denen er die neue Bedeutung des Orchesters mit der 9. Sinfonie Ludwig van Beethovens in Verbindung brachte. Das Orchester sollte nicht mehr nur die „Fluten der Harmonie“ bewältigen, sondern ein aktives „Organ“ sein, das die dichterische Idee des Werkes verwirklicht. Nach der in Oper und Drama entwickelten Theorie war es an die Stelle des antiken Chores getreten. In der von Beethoven eingeführten neuen Tonsprache sei es „des unermesslichsten Ausdrucks“ fähig. Es bilde den „Boden des unendlichen […] Gefühles“, aus dem sich das „individuelle Gefühl des einzelnen Darstellers“ entwickle und löse den erstarrten Boden der Szene in eine „nachgiebige […] ätherische Fläche“ auf, deren Grund „das Meer des Gefühls selbst“ sei.
Die Ausdifferenzierung des Orchesterapparates prägte viele nachfolgende Komponisten. Die mehrstimmigen Streichersätze in Werken um 1900 belegen den Einfluss auf die Orchestertechnik in der Nachfolge Wagners. Bereits in der Faust-Ouvertüre verselbständigen sich die Stimmen einzelner Instrumentengruppen.
Der Anfang des Tristan-Vorspiels zeigt, wie Wagner die Instrumentation auffächerte. Während die Celli eine diatonische Linie spielen, bleibt den Holzbläsern die Chromatisierung vorbehalten. Die bis zum Ende seines Schaffens beibehaltene Registertechnik ist in den Sinfonien Anton Bruckners am deutlichsten zu erkennen. Nachdem Wagner die Harmonik und Orchestersprache auf diese Weise verbunden hatte, waren die musikalischen Ideen ohne eine bestimmte Instrumentierung nicht mehr vorstellbar. Das wird schon zu Anfang des Lohengrin-Vorspiels deutlich, das nicht mehr aus thematischer, sondern klanglicher Substanz besteht. Vor allem das Rheingold-Vorspiel, in dem der Es-Dur-Klang scheinbar unendlich aufgefächert wird, bliebe ohne den besonderen Orchestersatz unverständlich.
Im Orchestersatz Wagners änderte sich die Beziehung zur Singstimme. Nach seinen Überlegungen sollte das Orchester die Melodie, den Ton und besonderen Vortrag des Sängers aus der Harmonie heraus vorbereiten, womit das Modell „Melodie und Begleitung“ an Bedeutung verlor. Die Kantabilität wird allerdings auch in den Deklamationspassagen des Rheingold nicht vollständig aufgegeben. Wagners Erfahrungen mit der italienischen Oper führten sogar bis zum Parsifal zu einer neuen Kantabilität. Der Gesang entwickelt sich bei ihm aus dem Prozess der durchkomponierten sinfonischen Form, fügt sich in den Orchestersatz ein und erreicht nur selten Melodien mit eigener kompositorischer Qualität. Gleichsam altmodische Lieder wie Siegmunds „Winterstürme wichen / dem Wonnemond“ aus dem ersten und Frickas „O, was klag ich / um Ehe und Eid“ aus dem zweiten Aufzug der Walküre bleiben die Ausnahme.

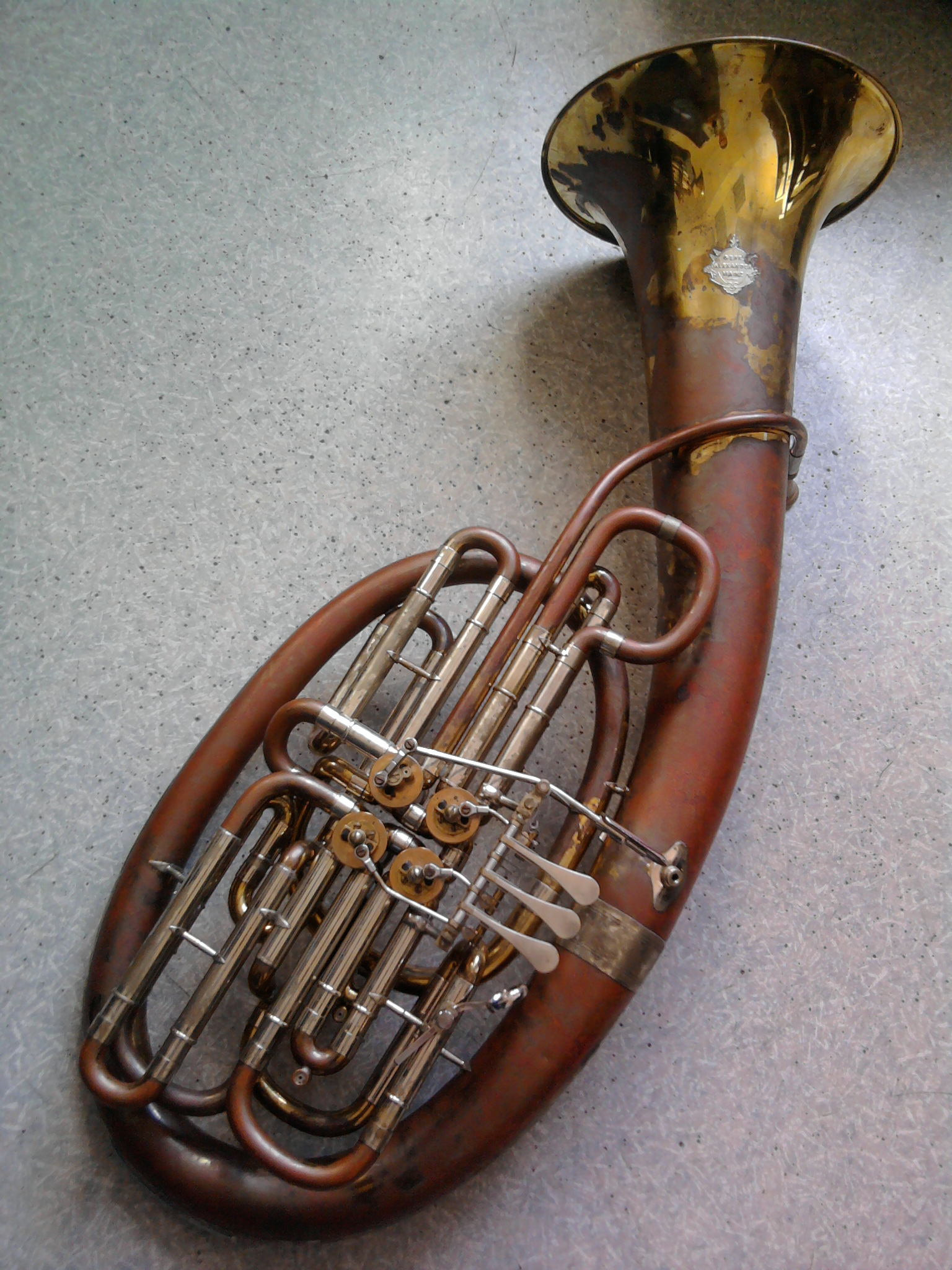
Wagnertuba

Wagner erweiterte das Orchester bei den Streichern, Holz- und Blechbläsern und führte neue Instrumente und Klangeffekte ein. Für das Rheingold verlangte er erstmals sechs Harfen, neben einer siebten auf der Bühne. Zu den neuen oder speziell eingesetzten Instrumenten gehören die vier Heerhörner im Lohengrin sowie die Ambosse und sogenannten Wagnertuben im Ring des Nibelungen.
Anton Bruckner verwendete die eigens angefertigten Instrumente u. a. in seiner siebten und achten Sinfonie. Nachdem er vom Tod des verehrten Komponisten erfahren hatte, ergänzte er die Coda des bereits abgeschlossenen Adagios der Siebten und setzte die Wagnertuben ein, um die „feierliche“ Wirkung des Schlussteils zu betonen.
Zu den weiteren Innovationen gehören Beckmessers kleine Stahlharfe im zweiten Akt der Meistersinger sowie das Instrument für die „lustige Weise“ im Tristan.
Wagner war von den Veränderungen im Instrumentenbau überzeugt. Den Serpent nutzte er nur noch in seiner frühen Oper Rienzi, plädierte dann hingegen trotz einiger Vorbehalte für Ventilhörner.
Für Solopassagen verwendete er im Tristan das Englischhorn, das bereits im Tannhäuser für eine Hirtensphäre sorgt. Wagner ließ das Horn auch im Siegfried solistisch und leitmotivisch erklingen, während er bei der erotisch konnotierten Solovioline eher zurückhaltend war. Sie erklingt in Kundrys Verführungsszene im zweiten Akt der letzten Oper Parsifal, in der auch eine Donnermaschine und ein speziell angefertigtes Gralsglockenklavier der Manufaktur Steingraeber zu hören sind.
Der Mischklang, der im Bayreuther Festspielhaus aus dem mystischen Abgrund des verdeckten Grabens emporsteigt, ist in Wagners Orchester von großer Bedeutung. Die in ihm entstehenden Rauscheffekte, typisch etwa am Anfang und Ende der Oper Rheingold, haben programmatische Funktion. Im Parsifal-Vorspiel ist dieser Klang mit einer metrischen Verschleierung verbunden, die für die Musiker nur schwer umzusetzen ist.

#### Dichterisch-musikalische Periode und Stabreim
Wagner sah im Stabreim die älteste Eigenschaft aller dichterischen Sprache. Im dritten Teil seiner Hauptschrift Oper und Drama befasste er sich eingehend mit der Alliteration und prägte dort den Begriff der „dichterisch-musikalischen Periode.“ Der Stabreim beziehe verwandte Sprachwurzeln so aufeinander, „wie sie sich dem sinnlichen Gehöre als ähnlich lautend darstellen“ und verbinde „ähnliche Gegenstände zu einem Gesamtbilde von ihnen“. Auch unterschiedliche Empfindungen wie etwa „Lust und Leid“ oder „Wohl und Weh“ könnten verbunden und dem Gefühl „als gattungsverwandt“ vorgestellt werden.
Mit Beispielen für syntaktische Einheiten wollte er zeigen, wie die jeweilige dichterische Absicht die Musik formt.
Nach Wagners Auffassung erfordern die Verse in der Melodie und Harmonik eine bestimmte Modulation: Wenn dieselben Empfindungsgehalte vorgestellt werden, wie etwa in „Liebe gibt Lust zum Leben“, kann der Komponist in derselben Tonart bleiben, während er bei gegensätzlichen Gefühlen („Die Liebe bringt Lust und Leid“) in eine andere Tonart übergehen muss.
Von den Überlegungen zum Stabreim abgesehen beschreibt Wagner hier eine typische Beziehung lyrischer Sprache mit Musik, die sich bereits im Kunstlied von Franz Schubert und Robert Schumann findet. Die dichterisch-musikalische Periode wird durch eine Tonart zusammengehalten, und die harmonische Entwicklung ist an den Verlauf des Textes gebunden.
Da der Begriff nur sehr knapp definiert war, wurde er unterschiedlich gedeutet und eingesetzt. Für Alfred Ottokar Lorenz etwa handelte es sich um einen Grundbegriff, mit dem er Perioden in längere Abschnitte einteilte. Die Perioden konnten dabei eine Länge zwischen 14 und 840 Takten haben. Carl Dahlhaus lehnte dies ab und setzte den Begriff nur für Einheiten von 20 bis 30 Takten ein. Ein Wechsel zwischen 14 Takten als untere und 840 als obere Grenze sei auch bei großer Aufmerksamkeit unrealistisch und mache es unmöglich, die musikalische Form zu erfassen.

#### Unendliche Melodie
Wagner führte den Begriff „unendliche Melodie“ in der Broschüre Zukunftsmusik (1860) ein, um seine durchkomponierten Werke von traditionellen Nummernopern abzugrenzen. Orientiert sich dort der melodische Aufbau an den jeweiligen Erfordernissen der Arien und Szenen und muss häufig unterbrochen werden, entwirft Wagner eine durchgehende melodische Entwicklung selbst über die einzelnen Aufzüge hinweg. So verändert sich auch die musikalische Syntax, die zu einer freieren Gliederung übergeht und nicht länger an den regelmäßigen Phrasenbau der Vokalmusik gebunden ist. Für Arnold Schönberg war dieses Konzept ein Vorgänger der von ihm propagierten „musikalischen Prosa“.
Diether de la Motte fasste die „unendliche Melodie“ als „anonym gewordene Melodik“ Wagners auf, dessen Phantasie sich in der Harmonik entfaltet und zu einem unverkennbaren Personalstil geführt habe.
Ein Wagner-freundlicher Rezensent schrieb nach einer Rheingold-Aufführung, der Zuhörer schwimme in einem Meer zauberhafter Harmonien, müsse aber andauernd schwimmen, da „die endlos flutende Bewegung“ ihn fortziehe, obwohl er lieber ausruhen wolle. Friedrich Nietzsche griff die Wasser-Metapher auf und wendete sie ins Absichtsvolle. Die „unendliche Melodie“ könne man sich damit erklären, dass jemand ins Meer geht, langsam den Boden unter sich verliert und nun den Elementen ausgesetzt ist.
Wagner ging von einem emphatisch verstandenen musikalischen Zusammenhang aus, in dem sämtliche Stimmen motivisch bedeutsam sind und die Zuhörer nicht durch Floskelhaftes enttäuscht werden. In der Durchführungstechnik Beethovens und der Polyphonie Bachs sah er Vorläufer seiner motivisch unendlichen Melodie.

### Schriften und Ideologie

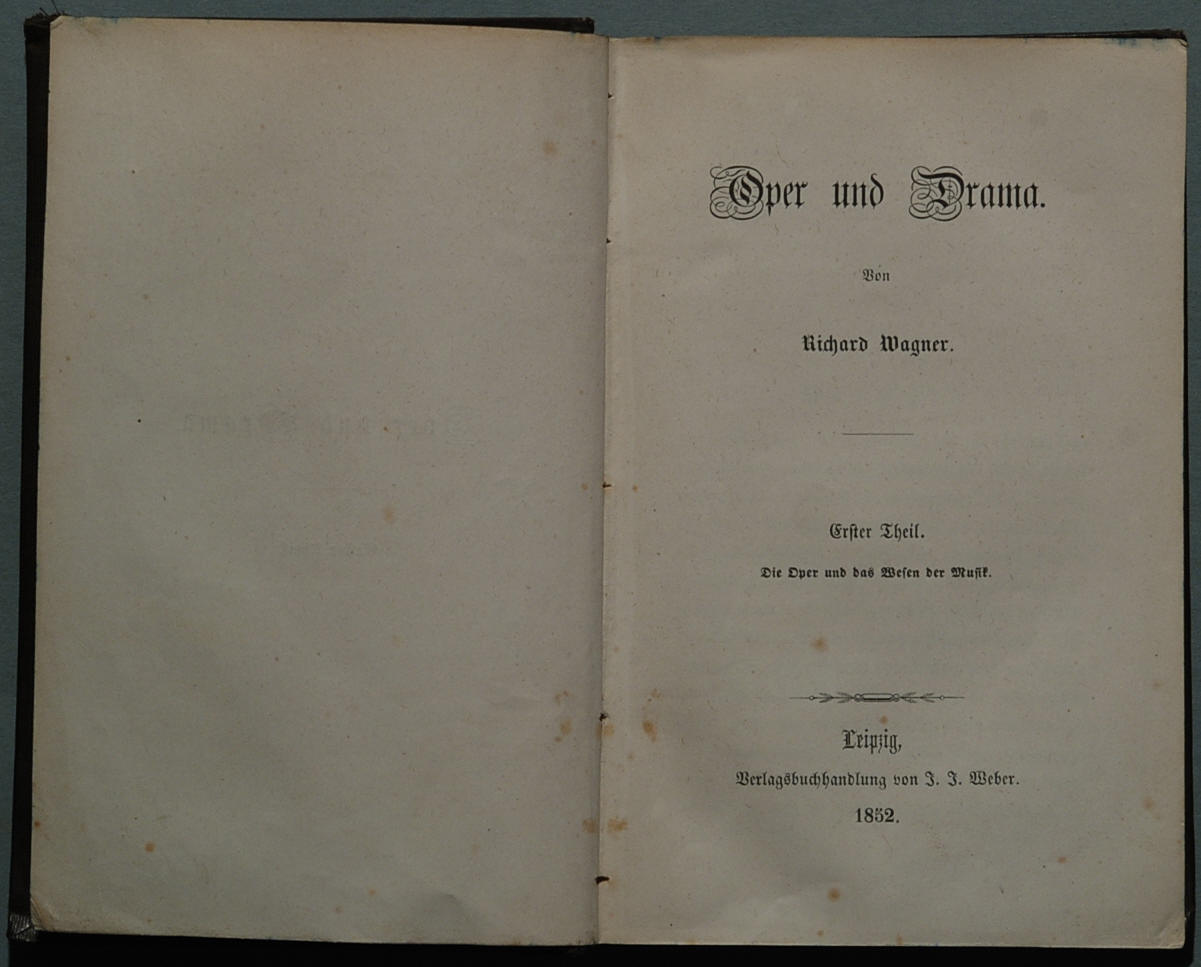
Oper und Drama, Titelblatt des Erstdruckes

Neben seinen Musikdramen hinterließ Richard Wagner ein umfangreiches schriftstellerisches Œuvre. Es war ihm wichtig, über seine Werke zu schreiben und sie in eine Perspektive zu stellen, die seiner Kunst- und Weltanschauung entsprach. In etlichen Briefen und Äußerungen wies er darauf hin, man solle seine Schriften lesen, um ihn ganz verstehen zu können. Mit über 200 Veröffentlichungen auf etwa 4000 Druckseiten gehört Wagner zu den schreibfreudigsten Komponisten der Geschichte.
Wagner sah sich schon während seiner Zeit in Würzburg nicht nur als Komponist, sondern auch als Dichter, was sich in der frühen Schrift Die deutsche Oper von 1834 widerspiegelt. Bis zu seinem Tod arbeitete er nahezu unentwegt an den Texten und schrieb zudem fast zehntausend Briefe, in denen er einzelne Aspekte seiner Essays erläuterte.
Bereits 1844 plante er, die während seiner Zeit in Paris geschriebenen Novellen und Aufsätze in einer Sammelausgabe zu veröffentlichten. Dabei verwies er auf die „eigentümliche Wichtigkeit“ der „Plänkeleien“, in denen er sich über die „ganze, in jene Zeit fallende künstlerische Konfirmirung“ geäußert habe. Seitdem ließ ihn diese Idee nicht mehr los, die er allerdings erst sehr spät verwirklichen konnte: Zwischen 1871 und 1873 erschien die neunbändige Ausgabe der Gesammelten Schriften und Dichtungen. Ein 1883 posthum herausgegebener Nachtragsband versammelte die zwischen 1873 und 1883 veröffentlichten Beiträge.
Da er seinen Weg als Künstler dokumentieren wollte, kam es immer wieder zu unterschiedlichen Plänen und Konzeptionen. Wie Cosima Wagner am 14. Oktober 1869 in ihrem Tagebuch festhielt, war ihm auch zu diesem Zeitpunkt noch unklar, wie er seine Schriften herausgeben und was er davon weglassen wollte. Er sei kein Schriftsteller im eigentlichen Sinne des Wortes.
Vom Dogma der Einheit der Künste ausgehend war das Drama für ihn der künstlerische Ausdruck der Gegenwart. Als Revolutionär wollte er sie verändern, da unter den Bedingungen der Zeit keine wirkliche Kunst möglich sei, sondern nur „egoistisch“ vereinzelte Künste. Nachdem die Revolution gescheitert war und er ins Zürcher Exil hatte gehen müssen, vertrat er in der Schrift Die Kunst und die Revolution die Ansicht, das Theater müsse als bedeutendste „Kunstanstalt“ der Veränderung vorangehen. Dies war seine Vorstellung vom Kunstwerk der Zukunft.
Diese beiden Abhandlungen sowie Oper und Drama gehören zu den Zürcher Kunstschriften, die zwischen Ende Mai 1849 und Mitte August 1858 entstanden. Ein Vierteljahrhundert später bezeichnete er die drei Schriften als seine „eigentlichen Werke“. Daneben entstanden noch andere Texte, die mit den Gedankensystemen der Hauptschriften verbunden sind. Dazu gehört das antisemitische Pamphlet Das Judenthum in der Musik, das er 1869 erneut veröffentlichte, sowie die Mitteilung an meine Freunde, in der er auf weitere Details der Hauptschriften einging.
Seine umfangreiche Kunstschrift Oper und Drama entstand zwischen Ende September 1850 und Mitte Januar 1851. Galt sie lange als seine bedeutendste Abhandlung, wird ihr Rang neuerdings bisweilen angezweifelt. Wagner befasste sich im ersten Teil mit der Oper, im zweiten mit dem Theater und im dritten mit dem utopischen Entwurf, „Dichtkunst und Tonkunst im Drama der Zukunft“ zu vereinen. Seine eigenen Probleme, die neuen Ideen präzise darzustellen und Bisheriges zu verwerfen, spiegeln sich in dem komplizierten Stil und der überbordenden Metaphorik des Werkes wider. Den Grundfehler der Gattung Oper sah er in ihrem misslungenen Versuch, das Drama auf der Basis absoluter Musik zu vollenden. Es sei ein fataler Irrtum, „ein Mittel des Ausdrucks (die Musik) zum Zwecke,“ den „Zweck des Ausdrucks (das Drama)“ dagegen „zum Mittel gemacht“ zu haben. Er kehrte diese Zweck-Mittel-Relation um und stellte Musik und Sprache unter die Vorherrschaft des Dramas.
Wagner entwickelte auch eine Theorie der Klang- und Instrumentalfarben, die von der menschlichen Stimme ausging. Der Ursprung dieser Idee ist wesentlich älter. Aristoteles wies in seiner Schrift De anima darauf hin, dass das Wort „Stimme“ metaphorisch eingesetzt wird, indem man Klänge, die nicht von der Stimme erzeugt werden, ähnlich beschreibt wie stimmliche Laute. Wagner ging weiter, indem die instrumentalen Klänge für ihn prinzipiell die gleiche phonetische Struktur haben, wie die Laute der Stimme. Er fasste diese Laute (Konsonant und Vokal) somit als Paradigma für die Klangfarben der Instrumente auf. War für Aristoteles die Hand das „Werkzeug der Werkzeuge“, so nun analog die Stimme das Instrument der Instrumente: Sie ist das älteste „und schönste Organ der Musik“, dem „unsere Musik allein ihr Dasein“ verdankt, während die Instrumente lediglich Werkzeuge sind, die nicht das „Dasein“ der Musik, sondern nur das „Echo“ erzeugen. Mit der Metapher deutete Wagner an, was stimmliche und instrumentale Klänge eint und was sie unterscheidet. Die Instrumente bleiben als „Echo“ limitiert, ein Gedanke, der sich auch in den Metamorphosen des römischen Dichters Ovid findet: „Nun verdoppelt Echo der Reden Ende und trägt nur die Worte zurück, die sie vorher gehört hat.“ Was Ovid als „Ende der Reden“ auffasste, war für Wagner der verklingende Vokal.
Im Jahre 1878 gründete Wagner die Zeitschrift Bayreuther Blätter. In einer kurzen Einführung erklärte er im ersten Heft, dass sich der Kreis seiner Anhänger über die künstlerischen Ziele Bayreuths verständigen müsse, gelte es doch, „die Hindernisse einer edlen Ausbildung des deutschen Kunstvermögens“ zu überwinden. Nachdem er mit seinen Schriften zu den Gefährten gesprochen habe, gebe es für ihn nicht mehr viel Neues zu sagen. Die „Freunde“ sollten sich über seine Ansichten „aufklären und belehren“ und überlegen, „was von dem allen“ zu halten sei, vor allem, wie es „durch neue Anwendungen“ weiterentwickelt werden könne. Wagner war es somit wichtig, dass die Anhänger seine ästhetischen Theorien angemessen rezipieren und ergänzen.
Die späte Abhandlung Religion und Kunst (mit dem Nachtrag: Was nützt diese Erkenntnis?) wurde 1880 in den Bayreuther Blättern veröffentlicht und steht am Anfang der sogenannten Regenerationsschriften. In dieser Schrift sowie in den ausdrücklich darauf bezogenen Texten Erkenne dich selbst (1881) und Heldentum und Christentum (1881) entwickelte Wagner die Grundlage einer Ideologie, die nach seinem Tod von Autoren um Hans von Wolzogen systematisiert wurde. Wagner befasste sich mit dem Mitleid, das die gesamte Handlung des Parsifal bestimmt. Mit dem „Bühnenweihfestspiel“ wollte er sich in die Tradition der „künstlerischen Dichter“ einreihen, die mit ihren Werken die Hoffnung auf eine „Regeneration des menschlichen Geschlechtes“ aufrechterhalten hätten. In Religion und Kunst wandte er sich gegen die „fortschreitende Kriegskunst“ mit ihren Waffen und Sprengstoffen.
Nachdem Wagner Texte des Rassentheoretikers Arthur de Gobineau studiert hatte, trat mit Erkenne dich selbst und Heldentum und Christentum ein weiterer Gedanke hinzu, den er bereits in den Essays der 1860er Jahre vertreten hatte – die Doktrin von der Ungleichheit der Rassen und der Degeneration. So sprach er von der „degenerierende(n) Vermischung des heldenhaften Blutes edelster Rassen mit dem“ Blut „ehemaliger Menschenfresser“, die zu „handelskundigen Geschäftsführern unserer Gesellschaft“ erzogen worden seien.
In Religion und Kunst ging Wagner von dem Gedanken aus, dass es nun der Kunst vorbehalten sei, den Kern der Religion zu retten. Sie erreiche dies, „indem sie die mythischen Symbole“, welche die Religion „als wahr geglaubt wissen will, […] ihrem sinnbildlichen Werte nach“ erfasse. Auf diese Weise werde ihre „verborgene tiefe Wahrheit“ sichtbar. Wagner griff Positionen seiner an Schopenhauer angelehnten Beethoven-Schrift auf und folgerte, dass die „der Erscheinungswelt gänzlich abgewendete“ Musik dies leisten könne. Sie spreche das Gemüt an und sei mit nichts Realem vergleichbar. Wie die meisten Utopisten der Neuzeit glaubte Wagner an eine vorzivilisatorisch unbeschädigte Natur des Menschen.
In der späten Hauptschrift setzte er sich auch für den Vegetarismus ein. Die vegetarische Lebensweise gehöre zu den vielen Maßnahmen, mit denen die Menschheit regeneriert werden könne. Es sei möglich, die Probleme internationaler Ernährungssicherung durch hohe Produktivität in Ländern Südamerikas zu überwinden. Spezielle Vereine könnten bei der Auswanderung helfen.
Den Abschluss der Regenerationsschriften bildet der Aufsatz Über das Weibliche im Menschlichen, an dem er noch kurz vor seinem Tode schrieb. In ihm ging er von der ethischen Notwendigkeit der Emanzipation der Frau ebenso aus wie von der geistigen Liebe zwischen den Geschlechtern.
Da Wagner noch während des Schreibprozesses starb, wurde der Essay nicht abgeschlossen, sondern nach einem ausformulierten Text mit zwei kurzen Schlagworten „Liebe – Tragik“ beendet. Wie in vorhergehenden Aufsätzen bezieht sich Wagner auf die Rassentheorie Gobineaus und die Evolutionstheorie Charles Darwins. Er befasst sich eingehend mit der Ehe, die von Gefühlen getragen sein soll. Laut Wagner erhebt die Ehe den Menschen „weit über die Tierwelt zur höchsten Entwicklung seiner moralischen Fähigkeiten“. Den Gegensatz bilde die Konventionsheirat, somit den „ohne Liebe geschlossenen Ehebund“ als „Mißbrauch der Ehe zu gänzlich außer ihr liegenden Zwecken“.

### Themen

#### Erlösung
Wagners reife Werke kreisen um das Motiv der Erlösung. Der Ausgangspunkt des dramatischen Konflikts liegt im Kontrast zweier Welten, die sich feindlich gegenüberstehen. So trifft im Tannhäuser die sinnliche Sphäre des Venusberges auf die vergeistigte der Wartburg-Gesellschaft, im Fliegenden Holländer stehen sich die unheimlich-dämonische und die real-bürgerliche Welt gegenüber, im Lohengrin und Parsifal wiederum heidnische Magie und Christentum. Die Ring-Tetralogie zeigt einen Gegensatz von Licht- und Schwarzalben, während in den Meistersingern die handwerkliche Genauigkeit Beckmessers auf die genialische Natur Walther von Stolzings trifft.
Laut Peter Steinacker führte der Säkularisierungsprozess im Kontext der Modernisierung zu neuen, teils synkretistischen Formen der Religion, reduzierte sich auf Ethik oder löste sich in eine vermeintlich säkulare Anthropologie auf. Wie in der Politik gab es auch in der Kunst eine Tendenz, auf Quellen zurückzugreifen, die als nationale Grundschriften verstanden wurden, um sich gegenüber den europäischen Großmächten behaupten zu können. So spielten Märchen, Sagen, nordische Überlieferungen, mittelalterliche Epen und eben auch das Nibelungenlied eine wichtige Rolle. In seinen Musikdramen verknüpfte Wagner diese Literatur auch mit Stoffen aus der Antike.
Bereits in seiner Oper Der Fliegende Holländer ist das Erlösungs-Motiv gegenwärtig. Für die Figur des Holländers verband er Züge des Odysseus mit solchen des Faust, dessen Hochmut dazu führt, sich mit dem Teufel einzulassen. Dem fügte Wagner das antijüdische Ahasver-Motiv hinzu, mit dem die vermeintliche Heimatlosigkeit der Juden erklärt werden sollte. Als Strafe für die Mitleidlosigkeit gegenüber Jesu auf dem Kreuzweg und die Zustimmung zur Kreuzigung sei Ahasver bis zur Wiederkunft Christi zu ewiger Wanderschaft verurteilt worden.
Nach Auffassung Dieter Borchmeyers sah Wagner in der Gestalt des unbehausten Mannes, der nicht sterben kann, ein Symbol seiner eigenen Persönlichkeit und seines Künstlertums, das sich stetig wandelte.
Während „dem ewigen Juden“ die Todessehnsucht verbleibt, steht Odysseus eine irdische Erlösung offen. Dem Holländer hingegen wird ein Ausweg durch göttliche Gnade und die erlösende Kraft der Liebe ermöglicht, denn alle sieben Jahre darf er an Land und wird erlöst, wenn er eine Frau findet, die ihm bis in den Tod treu bleibt. Wagner rückte die Opferbereitschaft Sentas, die an die Haltung Leonores in Beethovens Fidelio erinnert, durch die Erlösungsmission in den Vordergrund. Zehn Jahre nach der Komposition des Werkes erklärte Wagner, er habe mit der Senta-Ballade „den thematischen Keim zu der Musik der ganzen Oper“ niedergelegt.
Für Konzerte in Paris vom Januar und Februar 1860 erweiterte Wagner die Holländer-Ouvertüre um 22 abschließende Takte. Er orientierte sich dabei an der Verklärung im Finale seines Tristan und übertrug dies auch auf das Ende des dritten Aufzugs. Die so dargestellte Erlösung soll das Glück schrankenloser Liebe verewigen.
Wagner konnte die Ouvertüre nun auch als einzelnes Orchesterstück verwenden, das sich wegen der Tristan-Sphäre allerdings vom übrigen Tonsatz der Oper unterscheidet. Die musikdramatische Funktion des später eingeführten Erlösungsthemas ist deutlich zu erkennen. In einem Brief an Mathilde Wesendonck schrieb er, dass er das passende Ende des Stückes erst nach „Isoldes letzte(r) Verklärung“ habe finden können.
Mit der Harmoniefolge des „Erlösungsmotivs“ fand Wagner ein kompositorisches Grundmuster, mit dem er die Schlusswendungen in den meisten seiner Werke gestaltete. Es handelt sich um einen Plagalschluss von der Moll-Subdominante in die Dur-Tonika in Terzlage. Laut Hermann Danuser kann dieser Akkord als Archetyp dramatisch-musikalischer Erlösung angesehen werden. Am Ende des Holländers mache er die Verklärung geradezu sinnlich erfahrbar.
Auch der Tannhäuser kreist um die erlösende Kraft der Liebe, die mit christlichen Vorstellungen verbunden wird. Nachdem der Ritter das Venus-Reich verlassen hat, „ruht“ sein Heil „in Maria“. Diese Marienfrömmigkeit zeigt sich erneut im Gebet Elisabeths aus dem dritten Akt der Oper.
Martin Geck spricht vom Motiv der „Erlösung durch den Untergang“, das Wagners Werke bestimmt und sich bereits in dem frühen, handwerklich unausgereiften Leudbald findet, in dem die Liebe tragisch endet und der Held im Schoß Adelaides stirbt. Spiegele die Handlungsebene seiner Werke die Schlechtigkeit der Welt, deute die Musik auf ein sinnlich erfahrbares „Prinzip Hoffnung“: Die Liebespaare Adriano und Irene, Holländer und Senta, Tannhäuser und Elisabeth, Lohengrin und Elsa, Tristan und Isolde, Siegfried und Brünnhilde werden erst im Tod in eine andere Sphäre entrückt und kommen zur Ruhe. Dabei sorgt Wagners psychologische Musik dafür, dass aus dem „entseelten Dahinsinken“ die Versöhnung wird, wie sie sich etwa in Isoldes Liebestod zeigt.

#### Gesamtkunstwerk
Mit dem Konzept des Gesamtkunstwerks zielte Wagner auf die Synthese unterschiedliche Künste wie Musik, Dichtung und Schauspielkunst. Der Begriff selbst geht auf Karl Friedrich Eusebius Trahndorff zurück. Für Wagner war das „Kunstwerk der Zukunft“ nur in der „Genossenschaft aller Künstler“ denkbar. Die einzelnen Kunstgattungen sollten „als Mittel“ gleichsam verbraucht werden, um den „Gesamtzweck“ zu erreichen – „eine unbedingte(n) und unmittelbare(n) Darstellung der vollendeten menschlichen Natur“.
In den Musikdramen setzte er seine hohen Forderungen vor allem im Sprach-Musik-Verhältnis um. So verstärkte er die klanglichen Eigenschaften der Rede, indem er bestimmte Vokalfärbungen vornahm und den Stabreim bevorzugte. Mit seiner ausprägten Leitmotivtechnik entfaltet sich ein semantisches Netzwerk, das, vergleichbar mit dem Chor der Tragödie, das jeweilige Geschehen kommentiert, Dramenhandlung und Musik verbindet.
Für Carl Dahlhaus ist nicht das gleichberechtigte Zusammenwirken der Künste oder das geschichtsmythologische Konzept ihrer Vollendung entscheidend, sondern der Anspruch, das Theater zum Gesamtkunstwerk zu erheben. Mit den Festspielen erklärte Wagner es zum Inbegriff der Kunst und konnte dem Zeitalter so eine Umwertung ästhetischer Werte aufzwingen. An die Stelle der von Beethoven vollendeten Sinfonie trat das Musikdrama.
In der ästhetischen Hierarchie hatte das Theater zuvor auf einer niederen Stufe gestanden, Sänger und Schauspieler waren bestimmten Vorurteilen ausgesetzt. Ausgehend von der platonischen Differenz zwischen Wesen und Erscheinung waren die „reproduzierenden“ Künste gegenüber den „produzierenden“ grundsätzlich nachgeordnet. Wagner hingegen sah im Bühnenereignis nicht nur ein bloßes Mittel, das dichterisch-musikalische Werk darzustellen, sondern das eigentliche Kunstwerk selbst. Als er in seiner Schrift Oper und Drama Musik und Dichtung als Funktion dieses Kunstwerks betrachtete, meinte er mit „Drama“ nicht die Dichtung, sondern den Bühnenvorgang. Später mussten ihm seine eigenen Thesen zur Abhängigkeit der Musik von der Sprache problematisch erscheinen. Unter dem Einfluss Arthur Schopenhauers erhielt die Musik einen höheren Stellenwert als die anderen Künste, die von der Welt der Erscheinungen abhängig waren.

#### Mythos
Im Mittelpunkt der Abhandlung Oper und Drama steht Wagners Theorie des Mythos. Das Modell für das erstrebte Kunstwerk der Zukunft war die griechische Tragödie, die den Inhalt und Geist „des griechischen Mythos“ verwirklicht habe.
Nachdem die Aufklärung und die Naturwissenschaften das Mythische schrittweise zurückgedrängt und die Welt entzaubert hatten, entwickelte sich eine rückwärtsgewandte Sehnsucht nach dem Mythos, die exemplarisch in Schillers Gedicht Die Götter Griechenlandes anklingt. Die „neue Mythologie“, die angesichts der Entsinnlichung des Religiösen im Ältesten Systemprogramm des deutschen Idealismus postuliert wurde, findet sich auch in Friedrich Schlegels Rede über die Mythologie (1800). Sie ist synkretistisch und setzt sich aus nordischen, indischen und modernen Elementen zusammen.
Wagner bevorzugte hingegen das Wort „Mythos“ und lehnte die überkommene Vorstellung von „Mythologie“ als Lehre von Göttergeschichten mit ihren didaktischen Implikationen ab.
Wagner interessierte sich nicht für die historischen Vorlagen der zeitgenössischen Opern, die nur vor dem jeweiligen zeitlichen Hintergrund verstanden werden konnten. Die geschichtlichen Stoffe schienen ihm nicht geeignet, überzeitliche Fragen darzustellen. Der Mythos hingegen brachte Grundkonflikte und allgemeine Widersprüche des Lebens zum Vorschein, erzählte vom „Reinmenschlichen“ und war ein Erklärungsmodell der Wirklichkeit: „Das Unvergleichliche des Mythos ist, daß er jederzeit wahr, und sein Inhalt […] für alle Zeiten unerschöpflich ist.“ Der Dichter habe nur die Aufgabe, „ihn zu deuten.“ Der so verstandene Mythos hatte für Wagner auch etwas Tröstliches: Er relativierte individuelle Probleme, indem er zeigte, dass es immer schon große Konflikte gab.
Aus diesem Grund bediente er sich nach dem Rienzi nicht erneut einer historischen Vorlage. Die Meistersinger gehen zwar auf geschichtliche Vorlagen zurück, spielen aber in einem mythisch verstandenen Nürnberg und umkreisen den Mythos der Kunst.
Wagners Theorie ist die ideelle Basis der Ring-Tetralogie und wirkte sich durch die Rezeption bei Nietzsche auch auf die Kunst, Literatur und Philosophie der Jahrhundertwende aus.
Nach Wagners Auffassung entsprangen die anschaulichen Geschichten von Göttern und Heroen, Jenseits, Schöpfung und Weltuntergang der „gemeinsamen Dichtungskraft des Volkes“, das im Mythos zum Schöpfer der Kunst wurde. Die dichterische Kraft sei darauf gerichtet, den Zusammenhang der Welt der Erscheinungen „in gedrängter Gestalt“ zu versinnbildlichen.
In seiner Schrift Die Wibelungen. Weltgeschichte aus der Sage bestimmte er den Mythos, der romantischen Tradition folgend, als Inbegriff der „Volksanschauung“ und postulierte ein „Urkönigtum“. Ausgehend von Karl Wilhelm Göttlings Nibelungen und Ghibellinen und Franz Joseph Mones Untersuchungen zur Geschichte der teutschen Heldensage entwickelte er die (heute widerlegte) Theorie, die Nibelungen seien mit dem Königsgeschlecht der Wibelungen (Ghibellinen) identisch. Laut Dieter Borchmeyer ging es Wagner nicht um einen wissenschaftlich-sprachgeschichtlichen Zusammenhang; auf den Spuren Herders habe er vielmehr eine alternative Geschichtsschreibung gesucht, die sich nicht an der üblichen „Herren- und Fürstengeschichte“, sondern an der „Volksgeschichte“ orientierte.
Der Mythos bestand für Wagner aus einem narrativen Kern mit identischen Elementen, um den sich neue Ausdeutungen legen wie Jahresringe um den Mittelpunkt eines Baumes. Die Geschichte wird ausgeschmückt und erhält abweichende Perspektiven, was sich an Wotans Erzählung im Ring des Nibelungen zeigt, die mehrfach variiert wird. Der mythische Stoff konnte abgewandelt und auf diese Weise in die Gegenwart übertragen werden, um der Nachwelt etwas Allgemeingültiges zu präsentieren. Wie Udo Bermbach ausführt, entwickelte sich so auch ein Mythos der deutschen Musik, der sich im 19. Jahrhundert auf unterschiedliche Entwicklungen wie die Verbreitung des Klaviers in bürgerlichen Wohnstuben stützen konnte.
Der Ethnologe Claude Lévi-Strauss analysierte, wie Wagner mythische Stoffe in seinen Werken verarbeitete und bezeichnete ihn als den „unbestreitbaren Vater der strukturellen Analyse von Mythen.“ In den mythischen Erzählungen unterschiedlicher Kulturen sah Lévi-Strauss universelle Muster und allgemein vorhandene Strukturen der Weltordnung, ein Konzept, das den Ausgangspunkt des ethnologischen Strukturalismus bildet.
Laut Alex Ross führte die Übertragung der Mythen in die Gegenwart fatalerweise dazu, dort auch die dunklen und monströsen Gegner zu vermuten.
In den Wibelungen etwa vergleiche Wagner Siegfrieds Tod mit der Kreuzigung Christi. Siegfried sei „ermordet“ worden, „beklagt und gerächt […] wie wir noch heute an den Juden Christus rächen“.

## Persönlichkeit, Einflüsse und Antisemitismus

### Verhältnis zu zeitgenössischen Komponisten und Kritikern

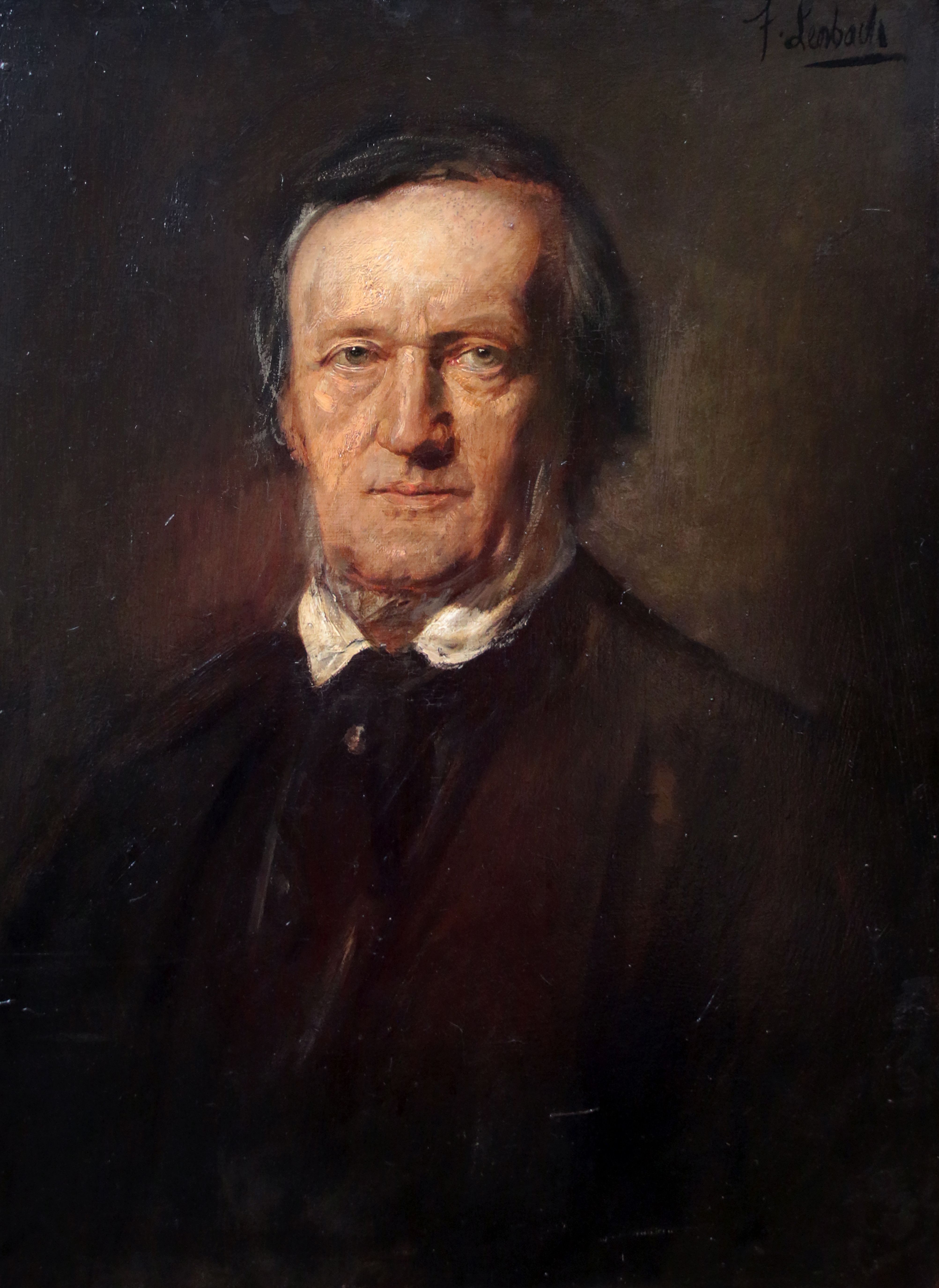
Postumes Porträt durch Franz von Lenbach, 1895 (Alte Nationalgalerie, Berlin)

Wagner war schon früh davon überzeugt, anderen Komponisten überlegen zu sein und später die musikalische Welt zu beherrschen. Als 23-Jähriger sprach er hochmütig über die darniederliegenden „jetzigen Binnen-Componisten“ und prophezeite sowohl Giacomo Meyerbeer als auch Robert Schumann, er werde berühmt werden. Sein Überlegenheitsgefühl führte dazu, dass er sich kaum für zeitgenössische Tonkünstler interessierte und „nur von den Toten Gutes“ reden konnte. Dies spiegelt sich auch in seiner Büchersammlung und Korrespondenz wider: Unter den etwa 2.500 Bänden der „Wahnfried-Bibliothek“ befinden sich nur etwa 50 Werke zeitgenössischer Komponisten. Damit vergleichbar richten sich von den rund 9.000 erhaltenen Briefen nur 545 an Adressaten, die man im weiten Sinne als Komponisten bezeichnen kann.
Er war von der Idee beherrscht, Musik und Drama zu verknüpfen, in Anlehnung an die Tradition der griechischen Tragödien eine neue Kunstrichtung zu begründen und die aus seiner Sicht dekadenten Theater zu reformieren. In seiner umfangreichen Zürcher Kunstschrift Oper und Drama zeichnete er die Entwicklung der Oper als Verfallsgeschichte. Um ihr eigentliches Ziel erreichen zu können, die Darstellung des Menschen, griff er auf die Anthropologie Ludwig Feuerbachs zurück, der während der Zeit des Vormärz und des Jungen Deutschland sehr populär war.
Wagner verstand sich selbst als Kritiker. In Oper und Drama entwarf er eine linkshegelianische Theorie der Selbstaufhebung von Kritik, die im Moment ihrer Erfüllung auch ihre Daseinsberechtigung verliert. Ihrem Wesen nach sei die Kritik der Kunst fremd und verliere ihren Zweck, sie zu befördern. Wagner ließ offen, ob die Kunst sich dialektisch in der Kritik aufhebt. Ihm ging es vielmehr um die Frage, wie die Kritik der Kunst dienen konnte und wie lange sie dienen musste, um diese Aufgabe schließlich zu verlieren. Das größte Übel der Kritik liege in ihrem eigenen Wesen.
Wagner sah sich als Nachfolger Beethovens und Kulminationspunkt der Musikgeschichte und inszenierte sich als Erlöser von der trostlosen Gegenwart. Er verstand das Musikdrama geschichtsphilosophisch als Telos der Musikentwicklung schlechthin.
Wenn er Zeitgenossen wie Spohr und Bellini, Rossini und Marschner unter einem bestimmten Aspekt lobte, konnte er sie aus einer anderen Perspektive wieder pauschal verdammen. So bezeichnete er Marschner als „hochbegabten deutschen“ Musiker, bewertete nach einer Aufführung des Vampyr die Musik aber als „rasend-dumm und geschmacklos“.
Jüngere Komponisten wie etwa Charles Gounod und Georges Bizet oder solche, die ihm ästhetisch nahestanden, wie Joachim Raff oder Peter Cornelius, nahm er nicht ernst. Gegenüber Anton Bruckner, der ihn sehr verehrte, blieb er indifferent, indem er zwar die Widmung für dessen dritte Sinfonie akzeptierte, sich ansonsten aber wenig für den österreichischen Komponisten interessierte.
Bruckner begeisterte sich zwar für Wagner, gehörte aber nicht zu den Neudeutschen, da er sich dem Musikdrama verweigerte und an der Sinfonie festhielt.

#### Johannes Brahms

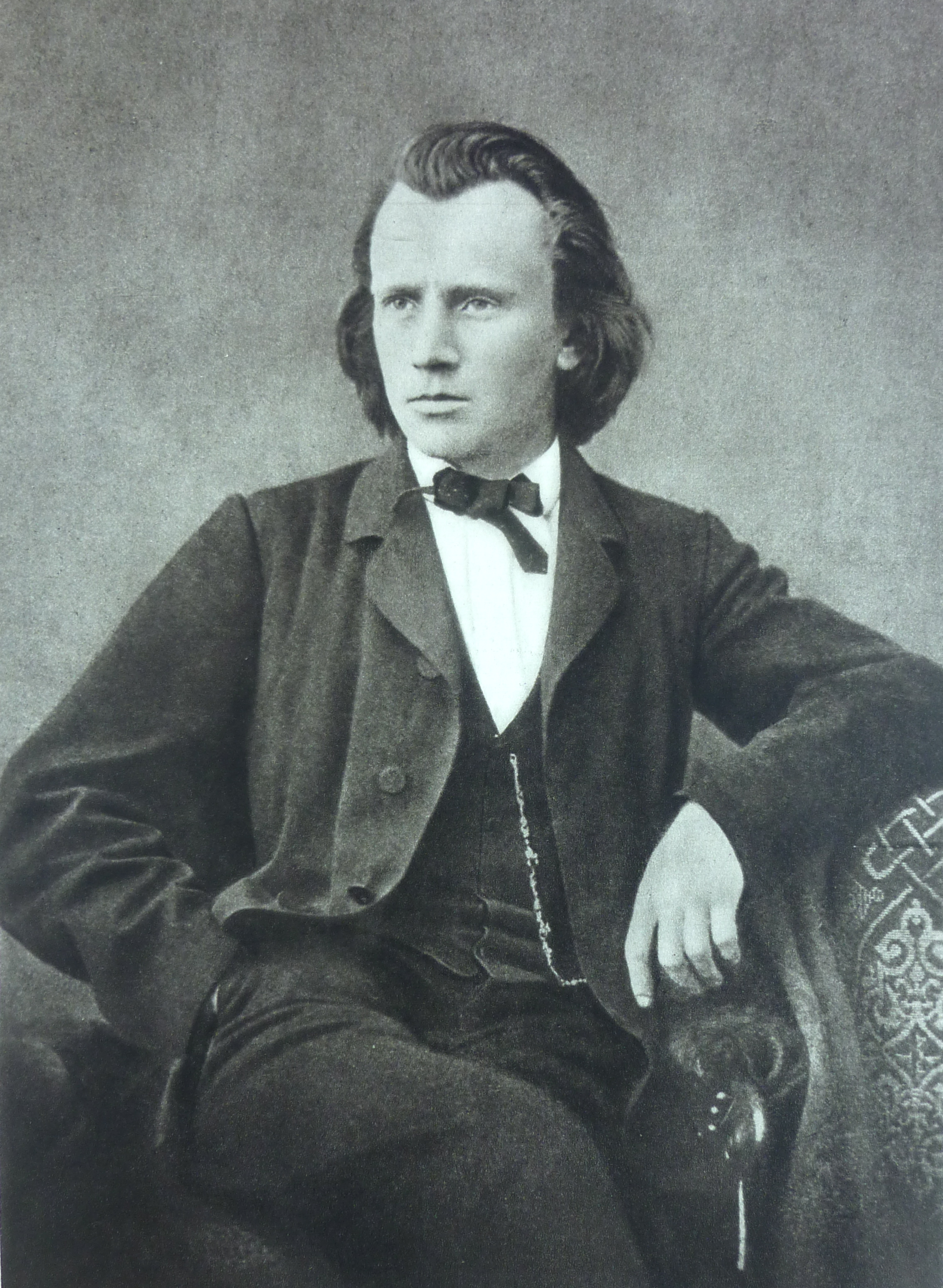
Johannes Brahms, um 1866

Häufig wird Johannes Brahms als Gegenspieler Wagners und der Neudeutschen Schule angesehen.
Brahms schrieb keine Oper, setzte sich aber mit der Kunstform auseinander und erwarb vor allem in seiner Wiener Zeit Kenntnisse der älteren wie zeitgenössischen Opernliteratur. Mit zunehmendem Alter beschäftigte er sich häufiger mit Wagner, bewunderte und achtete ihn mit einem gewissen Widerwillen. Anders als seine Anhänger sah er den Gegensatz zwischen sich selbst als Repräsentanten der Vergangenheit und Wagner als Erneuerer nicht so verbissen. In seinen Erinnerungen an Johannes Brahms schrieb Richard Heuberger, Brahms habe „immer warm und fast ehrfurchtsvoll von Wagner“ gesprochen, aber nichts getan, um „seine Ansicht öffentlich bekannt“ zu machen. Er nannte sich den „besten Wagnerianer“, hielt dessen Theorien aber für „absurd“ und die „Methoden der Publizität und Propaganda“ für „demagogisch“.
Unter Vermittlung von Peter Cornelius und dem Pianisten Carl Tausig, der ihn zu seinen Paganini-Variationen inspirierte, kam es im Jahre 1862 zu einer ersten Begegnung in Wien, als Wagner dort Tristan und Isolde aufführen wollte.
Wagner hingegen äußerte sich nur selten freundlich über Brahms. 1869 griff er den vermeintlichen Gegner öffentlich als einen Komponisten an, der „unentwegt die Hände nach dem ersehnten Opernerfolge“ ausstrecke. Er polemisierte gegen den „Heiligen Johannes“ und die „Enthaltsamkeitskirche“, in der allenfalls Kammermusik zu hören sei.

#### Eduard Hanslick

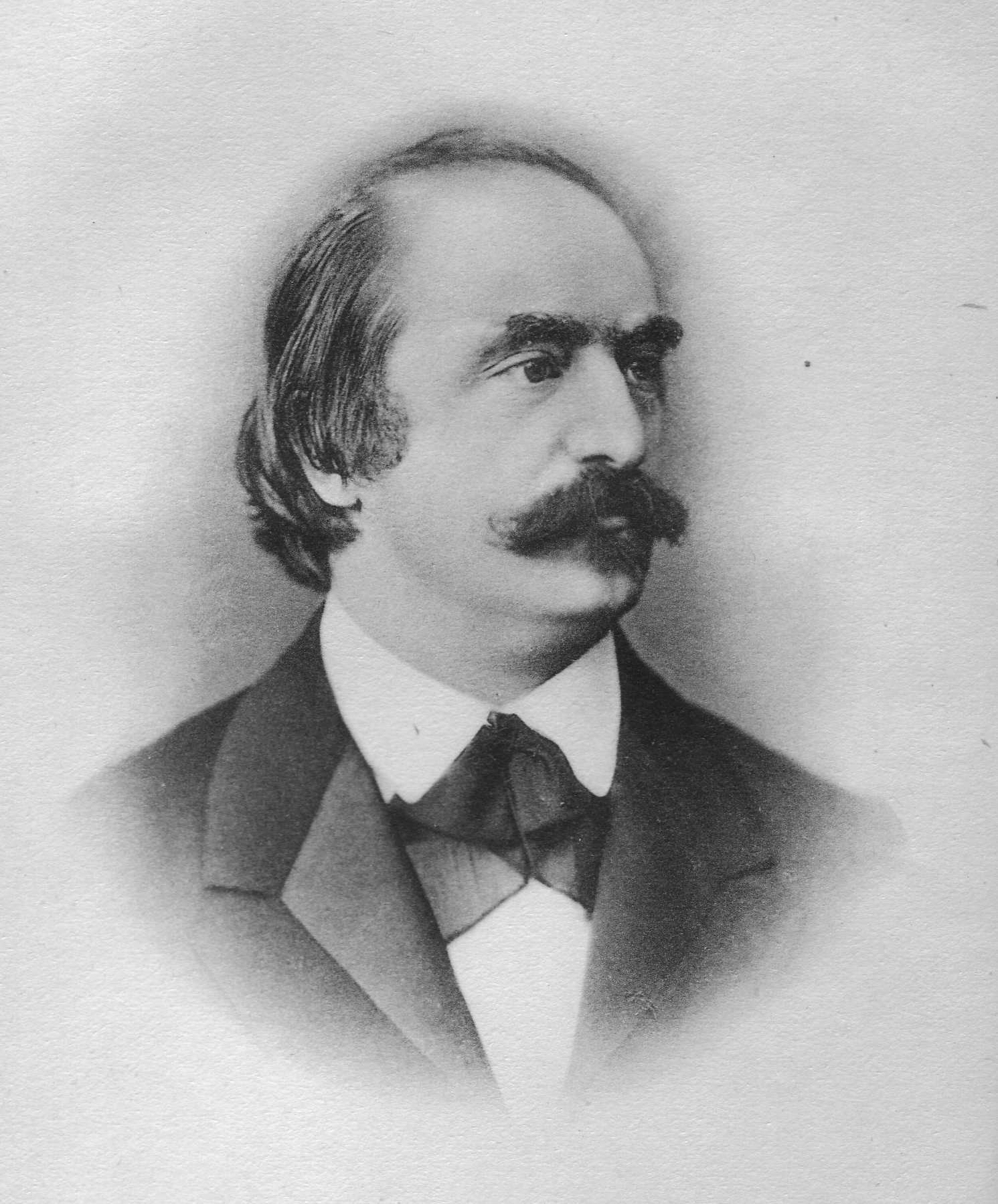
Eduard Hanslick

Der Musiktheoretiker und -kritiker Eduard Hanslick stand der von Franz Liszt, Hector Berlioz und Richard Wagner repräsentierten Neudeutschen Schule tendenziell ablehnend gegenüber. Er gilt als Intimfeind des Komponisten, bewertete dessen Kunst allerdings nicht durchgehend negativ.
In seiner 1854 veröffentlichten Schrift Vom Musikalisch-Schönen hatte er eine Theorie der absoluten Instrumentalmusik vorgelegt, in der er den Inhalt der Musik als „tönend bewegte Formen“, Kompositionen wiederum als „Arbeiten des Geistes in geistfähigem Material“ verstand. Den von Wagner negativ bestimmten Begriff der „absoluten Musik“ wendete er im Hinblick auf die Wiener Klassik ins Positive. Das Musikalisch-Schöne bedürfe keiner außermusikalischen Aspekte. Musik könne nur die Dynamik und Bewegung von Gefühlen darstellen, nicht die Gefühle selbst.
In seiner Kritik zur Wiener Erstaufführung des Fliegenden Holländers schrieb er von der „ungefälschte(n) Trivialität in“ dem großen Duett zwischen Senta und dem Holländer. „Durch ein endloses Gesinge, das dem stolpernden Umhertappen eines Blinden“ gleiche, erreiche man endlich das abschließende Allegro „von reinstem Donizetti’schem Wasser.“
Ende 1846 kritisierte er in der Allgemeinen Wiener Musik-Zeitung ausführlich Wagners Oper Tannhäuser, deren Partitur er gründlich studiert habe. Bei allem grundsätzlichem Wohlwollen gegenüber Wagner störte er sich an der effektorientierten Kompositionsweise des Komponisten. Sowohl in den gelungenen wie weniger gelungenen Stellen der Oper verglich er sie mit Werken Giacomo Meyerbeers und empfand eine Erfindungsarmut ebenso wie eine „unnatürlich“ reflektierende Konstruiertheit. Den jungen Wagner verletzten die naheliegenden Vergleiche mit Meyerbeer und trieben ihn möglicherweise dazu, die Kritik brüsk von sich zu weisen und darauf später antisemitisch zu reagieren.
Zunächst antwortete er am 1. Januar 1847 mit einem ausführlichen Brief an Hanslick, dessen detaillierte Analyse in ihm ein Unwohlsein hervorgerufen habe, eine „sehr beängstigende Wirkung“, als ob jemand in seine Eingeweide gegriffen habe. Er wies den Vorwurf des künstlich Konstruierten zurück und verteidigte die „Kraft der Reflexion“. Zeitgenössische Kunstwerke könnten nur „im Bewußtsein produziert werden“. In den kommenden Jahren veröffentlichte er eigene Interpretationen zum Tannhäuser in einer regelrechten Schreibflut, die mit seiner eingeschränkten Reisefreiheit ebenso zu erklären sind wie mit den vielen unterschiedlichen Fassungen der Oper.
In seiner Autobiografie Aus meinen Leben charakterisierte Hanslick den bornierten Stadtschreiber Sixtus Beckmesser aus den Meistersingern als Wagners „verständlichste Figur“. Beckmesser sei „der Typus eines an lauter Kleinlichkeiten und Nebensachen hängenden Pedanten, ein Philister ohne Schönheitssinn“, der jede von der Regel abweichende Note „als ein Verbrechen an der Kunst“ ankreide.
Diese Einschätzung entspricht Wagners Deutung des Merkers als eines typisch deutschen Prinzipienreiters, den er später auch in Ulrich von Wilamowitz-Moellendorffs Polemik gegen Nietzsches Schrift Die Geburt der Tragödie aus dem Geiste der Musik wiederkehren sah.

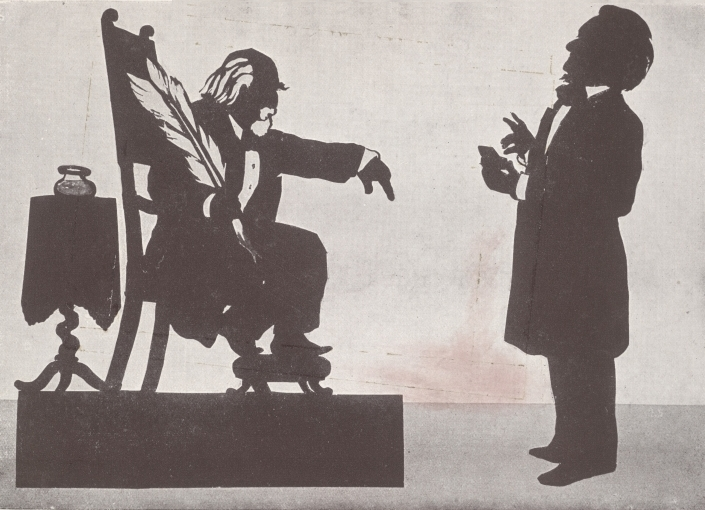
Hanslick und Wagner, Schattenbild von Otto Böhler

Hanslick wusste offenbar nicht, dass der Komponist in seinen Prosa-Entwürfen der Meistersinger den Namen „Veit Hanslich“ und „Hans Lick“ gewählt, mit seiner Satire also auf ihn gezielt hatte.
Anders als Wagner es in Mein Leben darstellte, fühlte er sich nicht betroffen und reagierte nicht beleidigt. In seiner Rezension der Oper vom 27. Februar 1870 lehnte er Beckmessers kleinliche Tadel an den Melodien Walther von Stolzings ab und sprach von „Sonnenblicke(n)“ des ersten Aufzugs, den er insgesamt als ermüdend empfand. Dabei übersah er – oder ließ sich nichts anmerken –, dass Wagner ihn mit der Figur selbst gemeint haben könnte. Trotz aller Kritik an der poetischen und musikalischen Grundidee der Oper leuchtete ihm die Aussage des Werkes – „Gegenüberstellung der freien […] Dichtung gegen die geistlos schulmäßige Poesiemacherei“ durchaus ein. Schließlich gestand er, dass eine „Abnormität“ wie die Meistersinger immer noch nachhaltiger anrege „als ein Dutzend Alltagsopern“ der vielen „korrekten“ deutschen Komponisten, denen man mit dem Ausdruck „Halbtalente“ noch zu viel Ehre erweise. Wie Hanslick in seiner Autobiografie erklärte, zielte er mit seiner Kritik auf die Grundtendenz des Wagnerschen Musikdramas, nicht auf bestimmte Regelwidrigkeiten. Im Zusammenhang mit den Meistersingern schrieb er, Wagners „eigentümliche(s) Prinzip“ bestehe darin, alle festen Formen „in ein gestaltloses, sinnlich berauschendes Klingen“ aufzulösen und gegliederte Melodien durch ein „vages Melodisieren“ zu ersetzen.

### Wagner als Dirigent

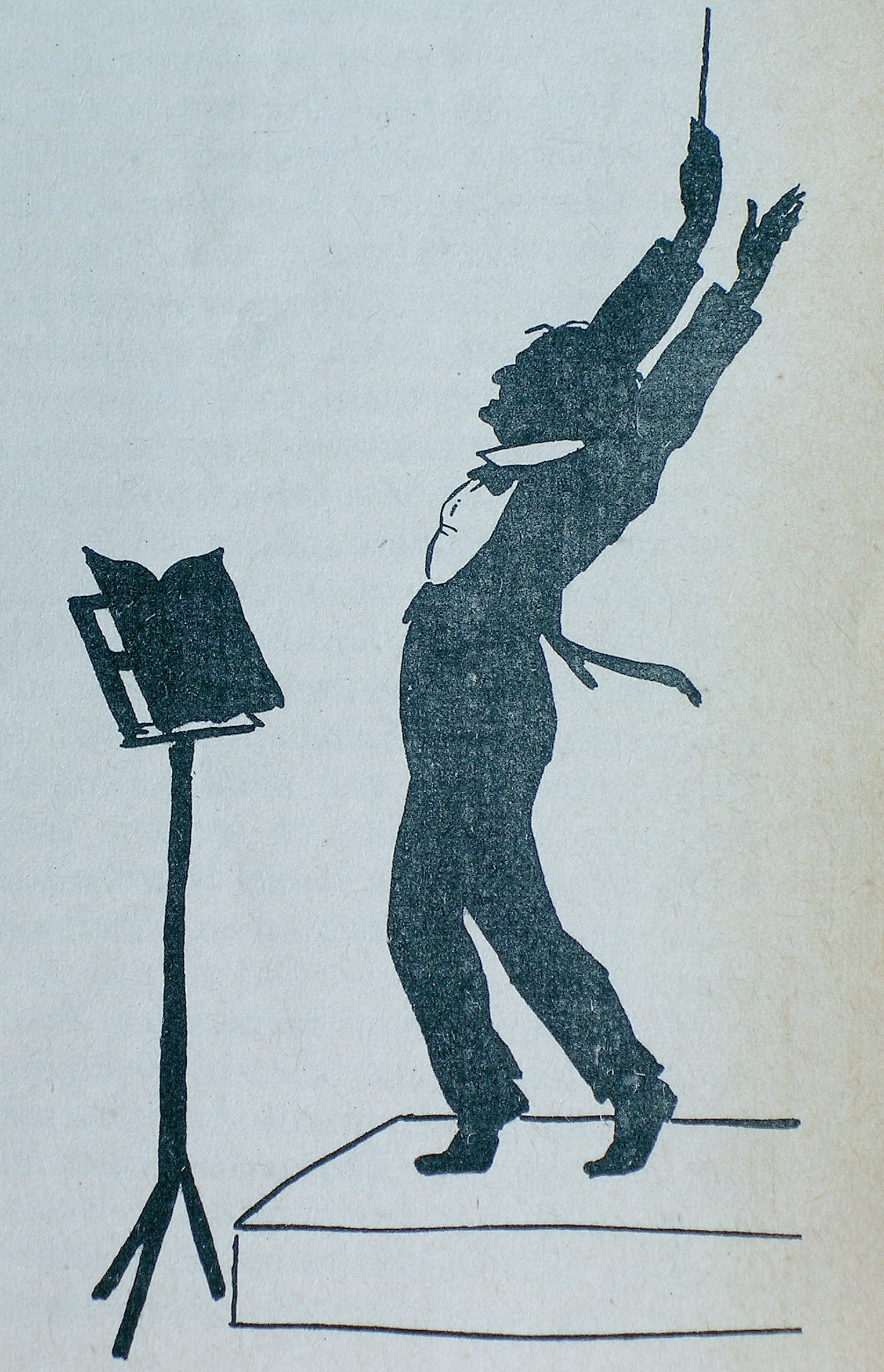
Schattenriss von W. Bithorn

Wie Felix Mendelssohn Bartholdy und später etwa Richard Strauss und Gustav Mahler gehörte Wagner zu den dirigierenden Komponisten. Bereits Joseph Haydn, Wolfgang Amadeus Mozart und Ludwig van Beethoven hatten als Kapellmeister bestimmte Schwerpunkte in Dynamik, Phrasierung und Spieltechnik gesetzt. Auch Carl Maria von Weber wirkte als Dirigent und nahm mit seinen Äußerungen über bewegliche Tempi Wagners spätere Forderungen vorweg.
Als Kapellmeister in Magdeburg, Königsberg und Riga hatte Wagner Erfahrungen gesammelt und seinen eigenen Stil während der Zeit als Hofkapellmeister in Dresden gebildet. Von der romantisch-dramatischen Vortragskunst der berühmten Opernsängerin Wilhelmine Schröder-Devrient angeregt, entwickelte er die Kunst des variablen Zeitmaßes.
Mendelssohn, Spontini und Hector Berlioz hingegen tendierten in eine andere Richtung, die sich durch Ausgeglichenheit und raschere Tempi von der Ausdrucksfülle und den rhythmischen Freiheiten Webers und Wagners absetzte. So verglich Berlioz das Dirigat Wagners mit einem „Tanz auf einem schlaffen Seil, sempre tempo rubato.“
Wagner schätzte den einflussreichen Komponisten zwar als Dirigenten eigener Werke, nannte ihn aber einen „ordinären Taktschläger“, nachdem er 1855 in London die g-Moll-Sinfonie Mozarts unter dessen Leitung gehört hatte und sehr enttäuscht war. Ihn beeindruckte hingegen François-Antoine Habeneck, der die Uraufführung der Symphonie fantastique geleitet hatte. In Europa war Habeneck für die detailreichen Aufführungen der Beethoven-Sinfonien bekannt, die er stets auswendig dirigierte. Unter seinem Einfluss hatte Wagner sich bereits in Paris dafür entschieden, die zunächst sehr rasch gespielten Sinfonien langsamer zu dirigieren und damit auch einen Trend in Deutschland umgekehrt.
In dem Essay und Erfahrungsbericht Über Das Dirigieren (1869) zog Wagner Bilanz und systematisierte seine Interpretationsästhetik. Das Werk steht im Kontext mit der Wiederauflage der Zürcher Schriften Oper und Drama und Das Judenthum in der Musik. Seine beabsichtigten Neuerungen hatte er bereits in Dresden und dann erneut in München mit einem an den König von Bayern adressierten Memorandum über eine „zu errichtende deutsche Musikschule“ zusammengefasst.
Gab es für Weber „kein langsames Tempo, das nicht Passagen enthielte, die raschere Bewegungen verlangen“ und kein Presto, das nicht häufig „einen langsameren Vortrag benötige“, schrieb Wagner in seiner Abhandlung, dass „nur die richtige Erfassung des Melos […] auch das richtige Zeitmaß“ angebe und kritisierte damit die klassizistische Haltung Mendelssohns. Die zeitgenössischen Dirigenten wüssten nichts „vom richtigen Tempo“, weil sie „nichts vom Gesange verstehen.“
Wie in anderen ästhetischen Abhandlungen kamen die Neuerungen auch in dieser wirkungsgeschichtlich bedeutenden Schrift nicht ohne Polemik gegen eine Tradition aus, die es zu überwinden galt. Wagners Kritik richtete sich allerdings nicht gegen die „Kapellmeister vom alten Schrot“, sondern zielte auf einen bestimmten Typus des modernen Dirigenten. Er kritisierte eine angeblich etablierte und schädliche Interpretationsweise und brachte sie mit dem vormals geschätzten Mendelssohn in Verbindung. Die polemische Wendung vom „Musikbankier“ lässt den antisemitischen Subtext auch dieses Essays erkennen.
Schlimmer als Mendelssohn schienen Wagner die gegenwärtigen „Musikbankiers“, die aus dessen Schule hervorgegangen seien oder „durch dessen Protektion der Welt empfohlen wurden.“ Trotz ihrer „eleganten Bildung“ würden sie nur das effektvoll Äußerliche der Musik beachten und auf ihren eigenen Erfolg schielen. Mit Bankiers vergleichbar hielten sie lediglich die Zirkulation der Ware Musik in Gang und seien an Werten nicht interessiert.
Wagners Repertoire umfasste mindestens 60 Opern sowie 70 Orchesterwerke. Neben französischen und italienischen Komponisten wie Daniel-François-Esprit Auber, Ferdinand Hérold, Vincenzo Bellini, Gioachino Rossini und Luigi Cherubini sind deutsche Opernkomponisten wie Louis Spohr, Heinrich Marschner, Giacomo Meyerbeer und vor allem Carl Maria von Weber zu nennen. In Dresden gelang es Wagner zudem, mit den Opern Armide und Iphigénie en Aulide eine „Gluck-Renaissance“ auszulösen.

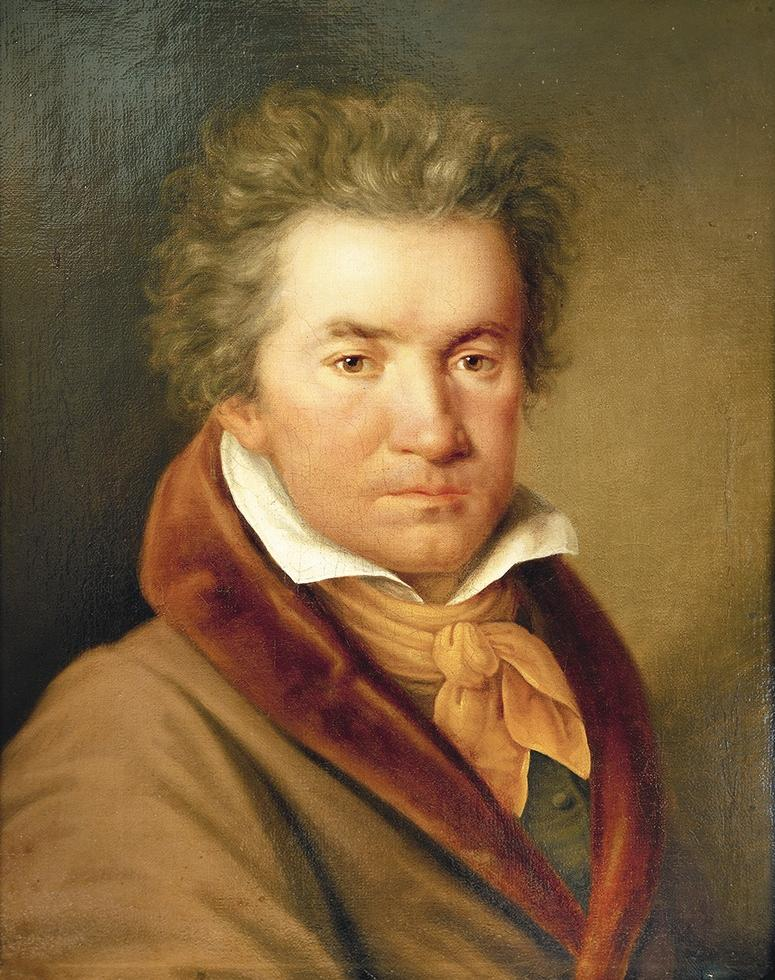
Ludwig van Beethoven im Jahr 1815, Detail aus einem Gemälde von Willibrord Joseph Mähler

Mozart und Beethoven nahmen in Wagners Dirigaten eine herausgehobene Stellung ein. Die Interpretationen der Beethoven-Sinfonien in Dresden (1846 und 1849), Zürich (1850 – 1855) und anderen Städten wurden gelobt und gelten als Marksteine seiner Biographie. Zu den besonderen Ereignissen zählen das gemeinsame Konzert mit Franz Liszt in St. Gallen am 23. November 1856, bei dem er die Eroica dirigierte, sowie die Aufführung der 9. Sinfonie anlässlich der Grundsteinlegung des Bayreuther Festspielhauses am 22. Mai 1872. In den 1830er Jahren hatte Wagner vorübergehend eine ambivalente Einstellung zu Beethoven, wofür vermutlich eine Enttäuschung im Leipziger Gewandhaus verantwortlich war. In dieser Phase wandte er sich Mozart zu und dirigierte u. a. die Oper Don Giovanni, die er allerdings sehr unterschiedlich bewertete. Seine humoristische Novelle Eine Pilgerfahrt zu Beethoven (1840) zeigte, dass er sich wieder intensiv mit dem Komponisten beschäftige, was auch mit seinem Aufenthalt in Paris zusammenhing.
Wagner war ein Dirigent mit ausgeprägtem Personalstil. In den späteren Jahren neigte er dazu, die musikalische Leitung eigener Werke an andere zu delegieren. Schon am Anfang seines Zürcher Exils ging er dazu über, Hilfskräfte zu beauftragen und auszubilden, um sich von Dirigierverpflichtungen zu entlasten. Bald entstand eine eigene Schule, die sich von der in seinen Augen darniederliegenden Interpretationskultur absetzte. Nachdem der sächsische König Johann ihn begnadigt hatte, vertraute er den musikalischen Teil der Aufführungen seiner Opern nach Lohengrin fast nur noch ausgesuchten Schülern an und konnte sich so auf die szenische Gesamtproduktion konzentrieren.
Bedeutende Dirigenten waren Hans von Bülow und Hans Richter, mit denen sich eine Arbeitsteilung entwickelte, die in München weiter ausgebaut und bei den Bayreuther Festspielen regelrecht systematisiert wurde. Im Umkreis Wagners nannte man diese Tätigkeit und Traditionsstiftung scherzhaft „Nibelungen-Kanzlei“.
Weitere namhafte Interpreten waren Felix Mottl und der jüdische Dirigent Hermann Levi, der ursprünglich dem Kreis um Johannes Brahms angehört hatte, dann aber in den Bann Wagners geriet. Er wurde in die Vorbereitungen der Festspiele im Jahre 1876 eingebunden und leitete 1882 die Uraufführung des Parsifal. Zu den Assistenten gehörten später auch Anton Seidl, Franz Fischer und Hermann Zumpe. Die Mitglieder der „Kanzlei“ wurden von Wagner entscheidend geprägt und setzten sich zudem für Anton Bruckner ein.

### Wagner im Porträt

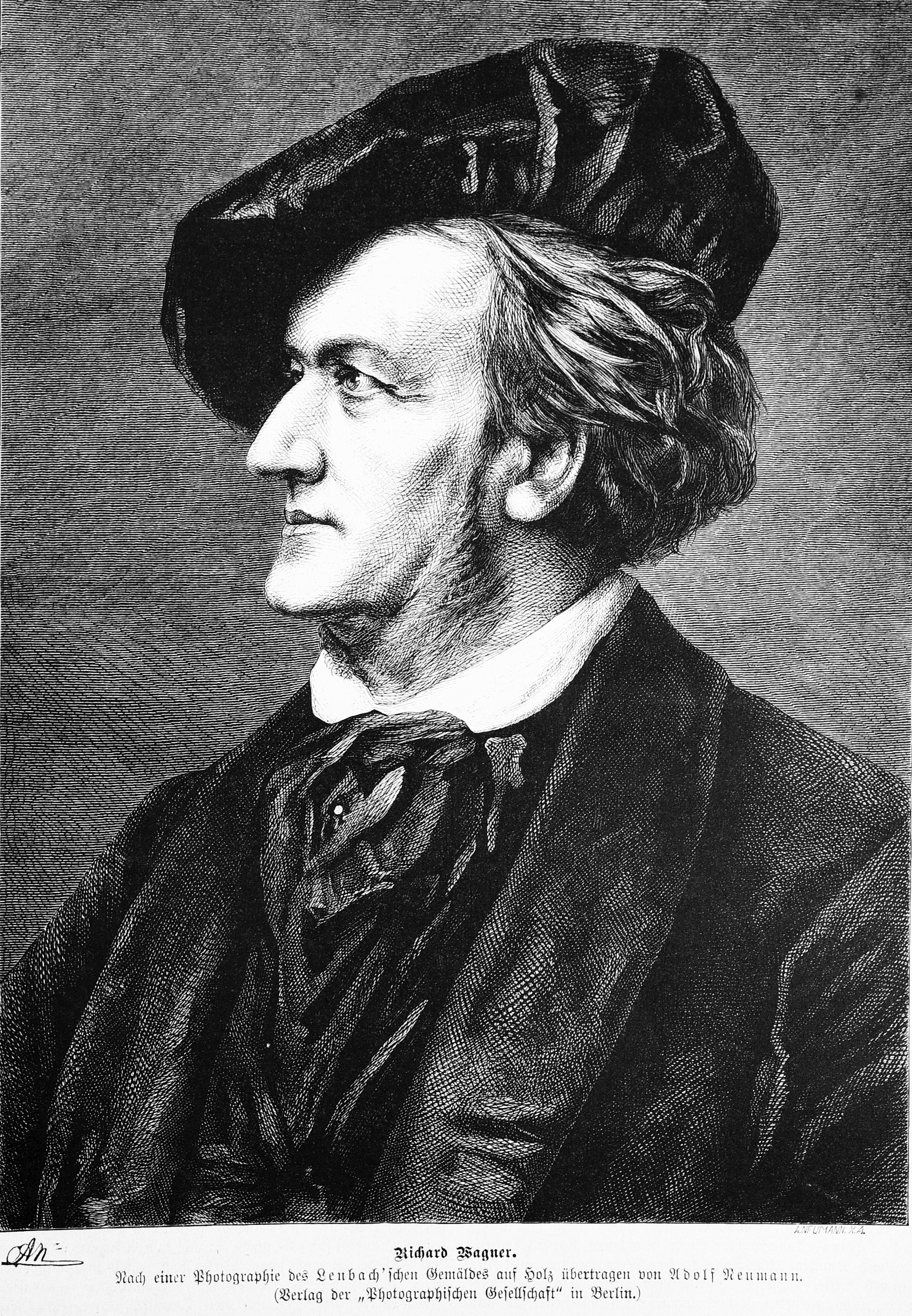
Porträt nach Franz Lenbach, 1880

Die Reihe der Wagner-Bilder beginnt mit einem Scherenschnitt von 1835 und reicht bis zur Totenmaske, die am 14. Februar 1883 in Venedig abgenommen wurde. In den dazwischenliegenden rund 50 Jahren entstanden etwa 100 Porträts, unter denen die Fotografien die größte Gruppe bilden. Die vielen Abbildungen spiegeln auch die Wirren und Extreme seines Lebens wider und reichen vom Schandbild eines Steckbriefs bis zum Medaillon des Wagner-Ordens, den der Namensgeber zum Jahrestag der Ring-Premiere gegründet hatte.
Dass diese Menge nicht ungewöhnlich ist, zeigt ein Vergleich mit Zeitgenossen wie Hector Berlioz, Johannes Brahms und Giuseppe Verdi, für die sich eine entsprechende Ikonografie nachweisen lässt. Der Vorreiter war Wagners späterer Schwiegervater Franz Liszt, der gleichsam eine zweite visuelle Existenz führte.
Richard Wagner beurteilte Porträts von sich selbst häufig schwankend. Dabei ging er nicht auf den Kunstcharakter der Werke ein, sondern verglich sie lediglich mit der jeweiligen Stimmung oder Lebenssituation: So ist er in Franz von Lenbachs Profilbild in altdeutscher Tracht zu sehen. Seinem Sohn Siegfried sagte er, es drücke Lebensmut aus. Er verstehe das Bild, denn wer so glücklich sei wie er, mache „keine melancholischen Augen“ und lasse „den Kopf nicht hängen“, sondern wage „es mit dem Leben und“ nehme „es auf mit der Welt“. Auch Nietzsche gegenüber bezeichnete er es als „ein ergreifend richtiges Bild“, während er sich bei Cosima scherzhaft darüber beschwerte, dass es ihn „zu garstig“ darstelle.
Der Kunstgeschmack Wagners war konservativ. So machte er sich über die Impressionisten lustig, war aber bereit, für Auguste Renoir Modell zu sitzen. Die Treffen fand im Jahre 1882 in Palermo statt, nachdem Wagner dort die Partitur des Parsifal vollendet hatte.

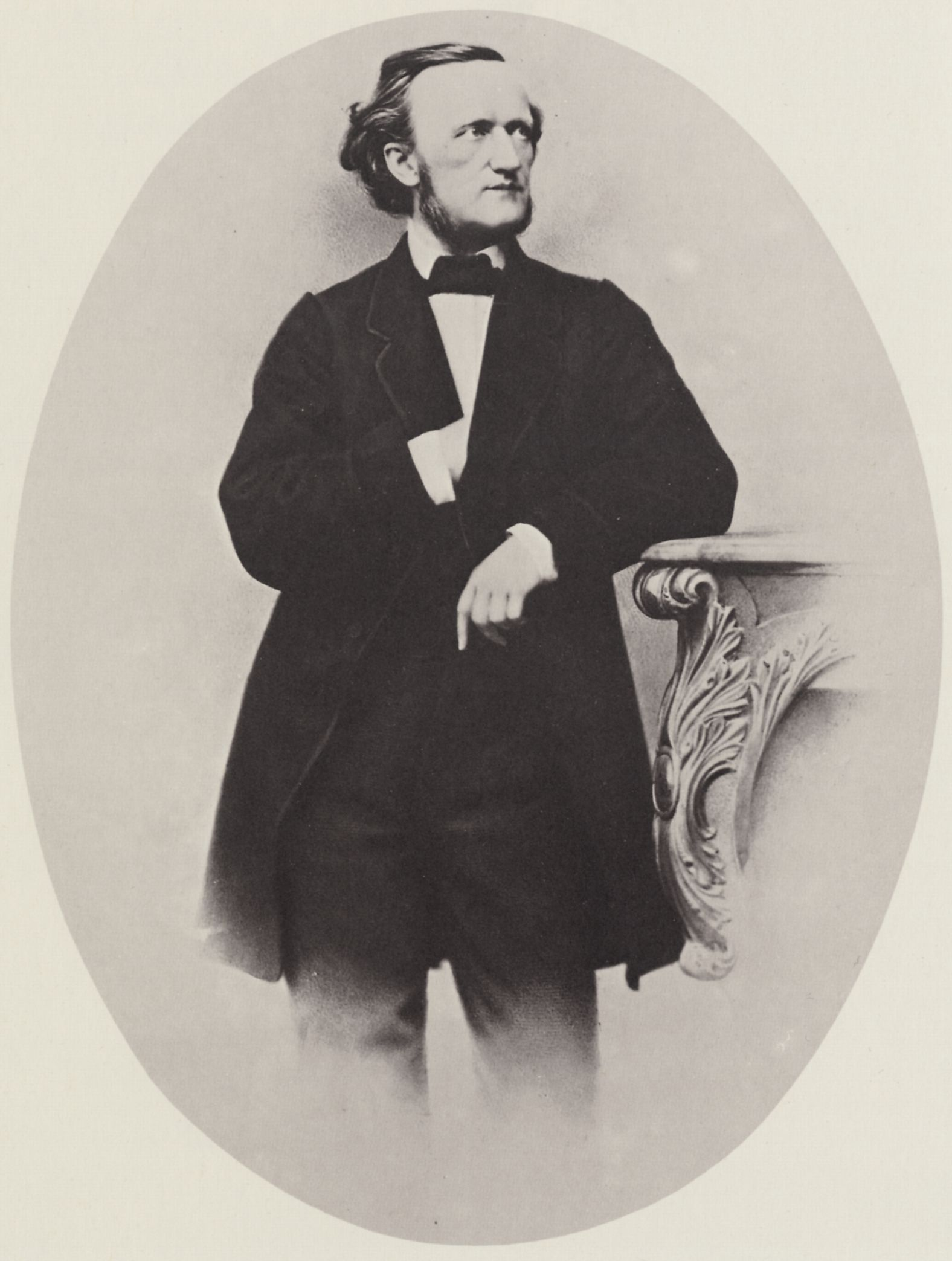
Eine Fotografie Richard Wagners aus dem Atelier von Joseph Albert, 1864

Wagner war häufig im Ausland, benötigte Mäzene und musste schließlich die Werbetrommel für die Bayreuther Festspiele rühren. Diese drei Faktoren bestimmten die Entstehung der Porträt-Ikonografie des Komponisten. In zahlreichen europäischen Metropolen wie London, Zürich, Luzern, Wien, Sankt Petersburg, Moskau und Neapel besuchte er Ateliers, um Fotografien von sich anfertigen zu lassen. Während dieser Zeit entstanden etwa 50 Originalaufnahmen. Vermutlich orientierte er sich an Franz Liszt, von dem es mindestens 260 Fotoporträts gibt. Während des Zürcher Asyls ließ er eine Lithografie anfertigen, die für die deutsche Öffentlichkeit bestimmt war, während weitere Bilder für die Presse oder Musikverlage vorgesehen waren.
Auch aus finanziellen Gründen bevorzugte Wagner zunächst reproduzierbare Bildnisse, während er Bildunikate erst später malen ließ. 1862 beauftragten die Mäzene Mathilde und Otto Wesendonck den deutschen Maler Cäsar Willich, ein Ölgemälde von Wagner anzufertigen.
Vom bayrischen König Ludwig II. ging ab 1864 eine regelrechte Bild-Offensive aus. Bereits einige Wochen nach der ersten Begegnung in München erhielt Caspar von Zumbusch den Auftrag für eine Büste Wagners. Friedrich Pecht stilisierte in seinem Gemälde von 1864 das mäzenatische Verhältnis von Wagner und Ludwig II. zur Freundschaft.
Auf Wunsch des Monarchen stellte Wagner sich in den Ateliers von Franz Hanfstaengl sowie Joseph Albert vor, in denen er zahlreiche Fotografien anfertigen ließ, die bald veröffentlicht wurden. Der König, ohne den eine derartige Ikonographie unmöglich gewesen wäre, erhielt einige handkolorierte Exemplare.

### Literatur

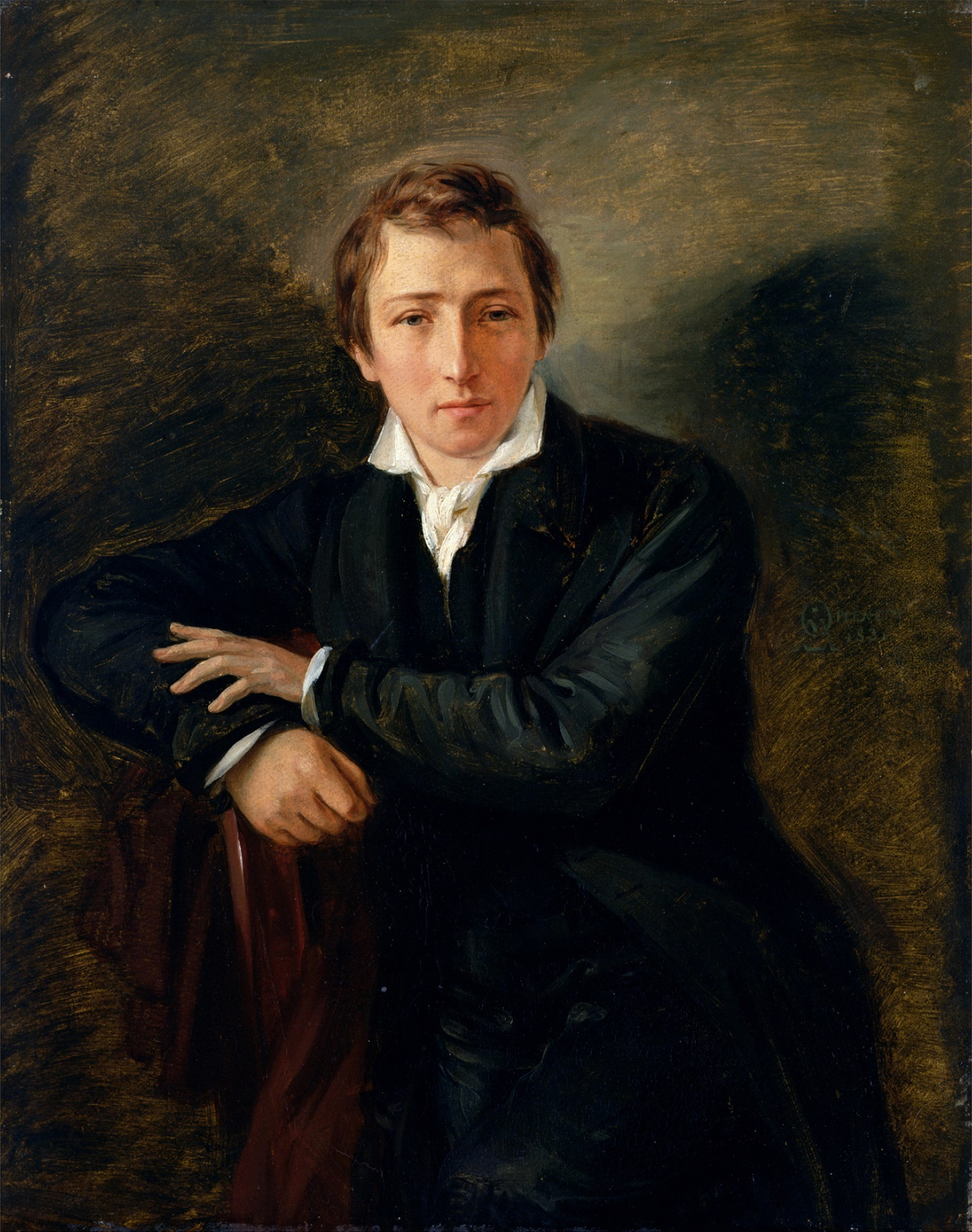
Heinrich Heine, Gemälde von Moritz Daniel Oppenheim, 1831

### Philosophie

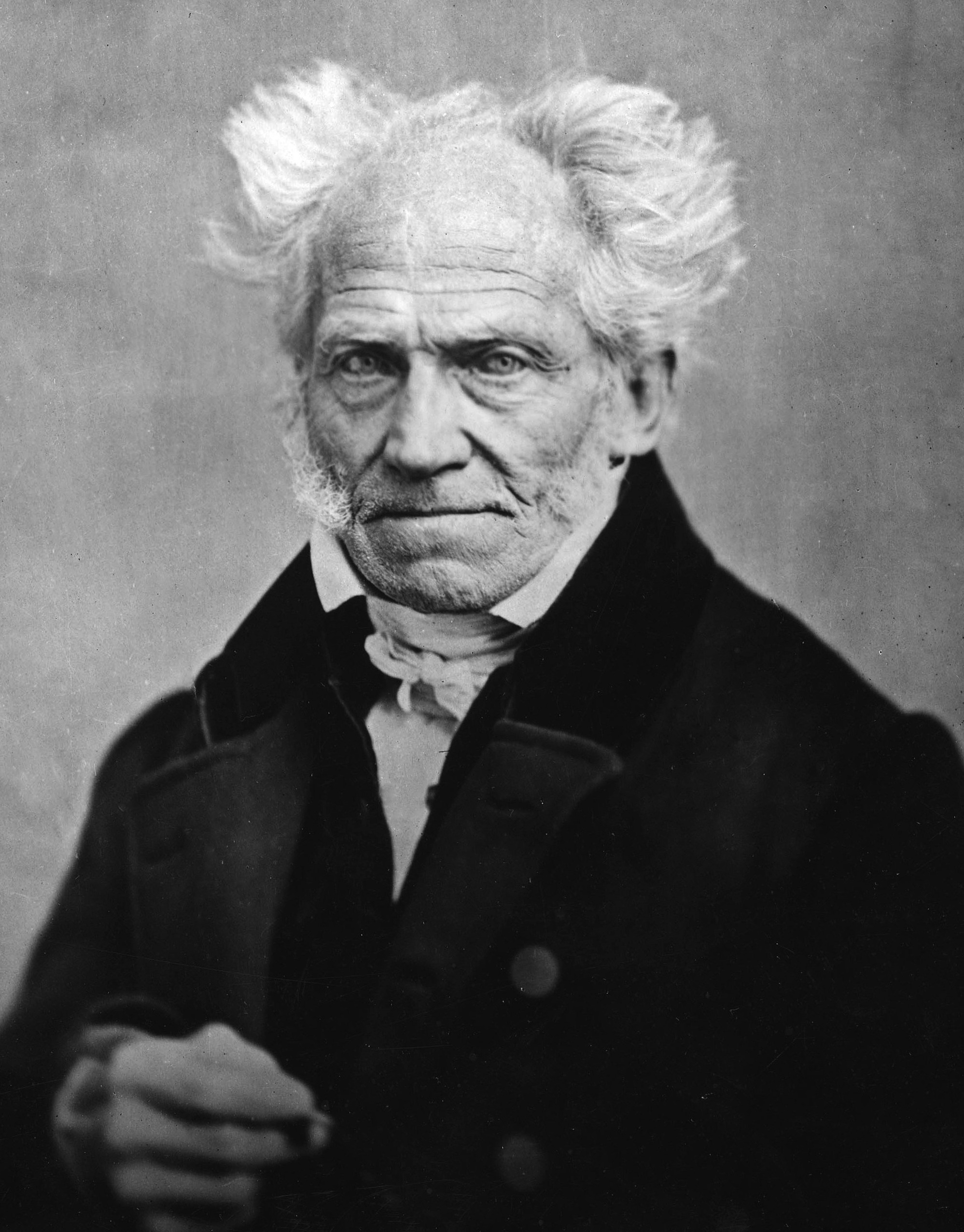
Arthur Schopenhauer. Fotografie von Johann Schäfer (1855)

Wie kein anderer Denker beeinflusste Arthur Schopenhauer die bedeutenden späteren Werke Wagners. Das gilt nicht nur für den Tristan, sondern auch für die Meistersinger und das Spätwerk Parsifal. Darüber hinaus zeigen sich Einflüsse in den nach 1854 entstandenen Schriften. Vor dem Hintergrund des immerwährenden irdischen Leidens hat die Kunst – vor allem die Musik – in Schopenhauers Philosophie eine überragende Bedeutung und bildet ein Quietiv des rastlosen Willens. Für Schopenhauer war die Musik die höchste aller Künste, zeigte sie doch den Willen selbst als Ding an sich.
Die mehrfache Lektüre der Welt als Wille und Vorstellung veranlasste Wagner, die Revolution aufzugeben. Kurioserweise ging die wichtigste intellektuelle Erfahrung seines Lebens auf eine Anregung des sozialistischen Dichters Georg Herwegh zurück. Das Hauptwerk Schopenhauers erweiterte seinen philosophischen Horizont, führte aber auch zu einer Krise. So unterbrach er die Arbeit an Siegfried und wandte sich Tristan und den Meistersingern zu. In dem zentralen Kapitel Über den Tod und sein Verhältnis zur Unzerstörbarkeit unseres Wesens an sich charakterisiert Schopenhauer das Sterben als den „Augenblick der Befreiung von der Einseitigkeit einer Individualität“, „die nicht den innersten Kern unseres Wesens ausmacht“, sondern eher „als eine Art der Verwirrung“ erscheint. Die wirkliche und „ursprüngliche Freiheit“ zeige sich in diesem Moment vielmehr als „Restitutio in integrum“.
Wie Schopenhauer ordnete Wagner dem Willen nur die Musik zu, die auf diese Weise eine überlegene Position innerhalb der Künste erhält und zum Kern des Dramas wird.
Wagner gestand den philosophisch-politischen Umbruch in seiner Weltanschauung und den Gegensatz zur Gedankenwelt der Zürcher Kunstschriften nicht ein. Er versuchte vielmehr, seine vorherigen Maximen mit den späteren Überlegungen in Einklang zu bringen. Ein gutes Beispiel dafür ist sein Kommentar zu den unterschiedlichen Schlüssen der Götterdämmerung im sechsten Band der Gesammelten Schriften. Er gab an, das ursprünglich von Ludwig Feuerbach beeinflusste und das spätere „Schopenhauer-Finale“ seien in „einem“ Sinne erdacht worden.
Wagner erschienen die zentralen Thesen aus Oper und Drama - die Abhängigkeit der Musik von der Sprache sowie die Mittel-Zweck-Relation von Musik und Drama - nun problematisch, da die Musik im Lichte Schopenhauers eine höhere metaphysische Würde hatte als die anderen Künste, die an die Welt der Erscheinungen gebunden waren. Schopenhauer hatte Wagner über François Wille mitteilen lassen, dass er die Ansichten über die Beziehung von Sprache und Musik nicht teile und stattdessen Mozart und Rossini treu bleibe.
Auch der junge Friedrich Nietzsche lehnte diese Thesen ab. Als Wagner das Werk 1872 für seine Gesammelten Schriften korrigierte, ging er Cosima gegenüber auf Nietzsches und Schopenhauers Einwände „über die Sprache als bedingenden Faktor der Musik“ ein. Er habe damals nicht zu sagen gewagt, „daß die Musik das Drama produziert habe“.
Für Schopenhauer stand der egoistische, auf Lebenserhaltung gerichtete Eros dieser Befreiung im Wege, während Wagner ihn aus der Abhängigkeit von der Selbsterhaltung herausnahm: Die Liebe überwindet die Schranken der Individualität („Du Isolde, Tristan ich, nicht mehr Isolde!“) und sehnt sich nach der Einheit mit dem All. In seinem ersten Roman Buddenbrooks griff auch Thomas Mann dieses Kapitel als „metaphysische(n) Zaubertrank“ auf, der Thomas Buddenbrook den Tod als Glück und Befreiung von dem „peinlichen Irrgang“ erscheinen lässt.

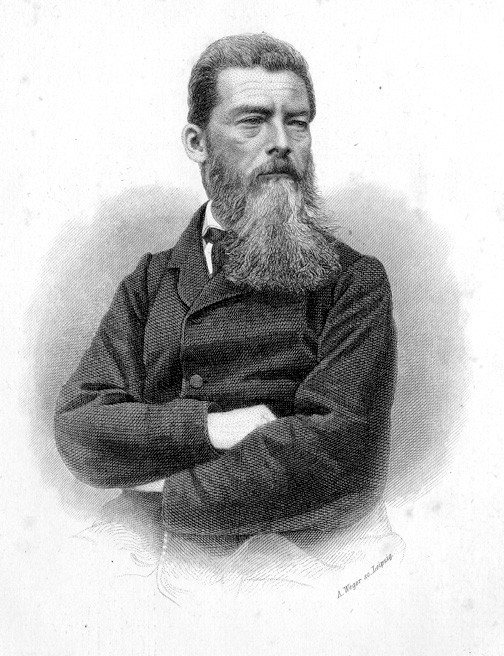
Ludwig Feuerbach, Stich von August Weger

Neben Schopenhauer ist vor allem Ludwig Feuerbach zu nennen. Unter allen Philosophen war er derjenige, der Wagners Denken über die Gegenwart und Zukunft am deutlichsten prägte. Feuerbach kritisierte die idealistischen Systeme der Philosophie – vor allem dasjenige Georg Wilhelm Friedrich Hegels – und das kirchlich verfasste Christentum. Er bezog sich auf Gedanken der Aufklärung und wurde in der politisch aufgeladenen Situation von vielen begeistert aufgenommen. Mit Themen wie Freiheit und Sinnlichkeit, Menschheit und Unsterblichkeit traf er den Nerv der Zeit. Er beeindruckte den jungen Wagner, der sich vermutlich schon während seiner Pariser Zeit mit ihn beschäftigte.
Statt komplexe Gedankensysteme in einer oft unzugänglichen Sprache zu verfassen, wählte Feuerbach einen essayistischen Stil und erinnerte so an die populäre Aufklärungsphilosophie des 18. Jahrhunderts. Nach der ersten Lektüre von Feuerbachs Gedanken über Tod und Unsterblichkeit schrieb Wagner von einem „sehr anregenden“ Stil, der auf ihn als „gänzlich Fachungebildeten einen großen Reiz“ ausgeübt habe. Später las er weitere Schriften und versah sein Kunstwerk der Zukunft mit einer längeren Widmung an den Philosophen. Allerdings war er nicht von allen Werken Feuerbachs überzeugt, empfand etwa die breite „Darstellung des einfachen Grundgedankens“ in der religionskritischen Schrift Das Wesen des Christentums als störend.
Nicht nur Feuerbachs Religionskritik, sondern auch dessen Anthropologie beeinflusste Wagner. Die Projektionstheorie als Teil des Feuerbachschen Systems war allerdings nicht neu, da sie sich bereits bei Immanuel Kant und Friedrich Schleiermacher findet. In einem Brief an seinen Freund Ferdinand Heine schrieb Wagner, der „schlechte Gott“ werde einmal verjagt werden, „der rechte“ irgendwann von selbst kommen. Mit diesem Ausdruck meinte er die richtige Einsicht in das Wesen des Menschen und der Menschheit. Wie Claus-Dieter Osthövener ausführt, steht dieser Einsicht aber gerade die Projektion entgegen, mit der dieses Wesen auf einen Gott übertragen und Gott so zum Spiegelbild des Menschlichen wird. Sie führt zur persönlichen und sozialen Entfremdung, ein Gedanke, der den Revolutionär Wagner besonders ansprach. Das Hemmende musste zerstört werden, um das Gute zu fördern. So wurde die Kritik der Religion zur Kritik der politischen Verhältnisse.
Wagner machte sich auch den Sensualismus Feuerbachs zu eigen: „Wahr und lebendig ist aber nur, was sinnlich ist und den Bedingungen der Sinnlichkeit gehorcht.“
Die so verstandene Sinnlichkeit ist nicht auf die Sinneswahrnehmung beschränkt, sondern bezieht sich auf die affektive und leibliche Dimension des Menschen, die einen Ausweg aus der entfremdeten Situation bieten soll. In seinem Kunstwerk der Zukunft umkreiste Wagner diese Themen und prägte den Begriff des „Reinmenschlichen“, der in anderen Schriften ebenfalls eine Rolle spielt und mit der Liebe verbunden ist. Hier zeigen sich Zusammenhänge mit den Musikdramen vom Holländer bis zum Parsifal.

### Antisemitismus
Richard Wagner gehört zu den bekanntesten Verfechtern des Antisemitismus. Bis in die Gegenwart wird diskutiert, inwieweit seine Judenfeindlichkeit das eigene ambivalente Verhältnis zum Judentum, zur Religion im Allgemeinen und zur politischen Landschaft seiner Zeit widerspiegelt und Eingang in sein musikdramatisches Werk gefunden hat. Kein Bereich der Wagner-Forschung ist durch eine derart breite und stellenweise widersprüchliche Bewertung geprägt.

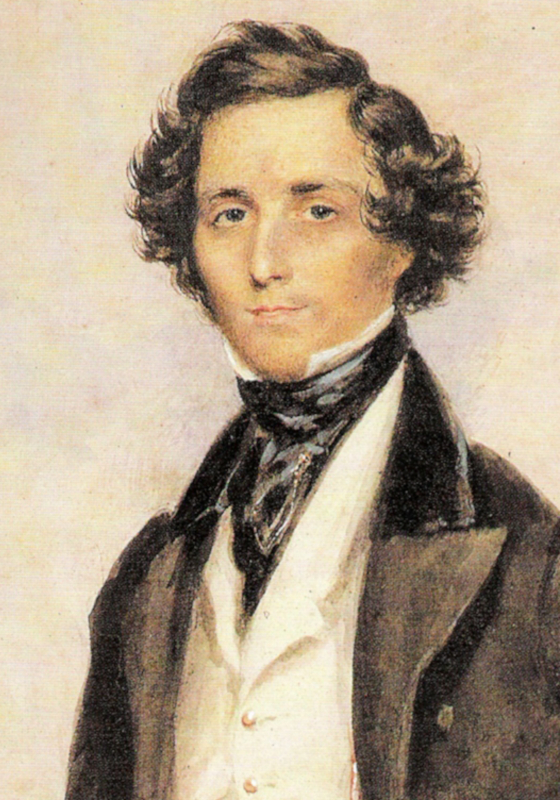
Felix Mendelssohn Bartholdy mit 30 Jahren. Aquarell von James Warren Childe, (Ausschnitt), 1839

Blieben finanzieller Erfolg und Anerkennung aus, wähnte Wagner sich nicht selten als Opfer angeblicher jüdischer Gegner und Machenschaften. Seine Beleidigungen richteten sich gegen jüdische Komponisten wie Giacomo Meyerbeer und Felix Mendelssohn Bartholdy, deren Einfluss auf sein Werk deutlich erkennbar ist. Trotz der persönlichen Vorbehalte rühmte Wagner Mendelssohns Musik in anderen Zusammenhängen und bezeichnete dessen Hebriden-Ouvertüre in der späten Abhandlung Über das Dichten und Komponieren als „eines der schönsten Musikwerke, die wir besitzen“.
In seiner Hetzschrift Das Judentum in der Musik ist Mendelssohn für ihn ein Beispiel dafür, dass auch ein gebildeter Jude „von reichster spezifischer Talentfülle“ niemals „die tiefe, Herz und Seele ergreifende Wirkung“ hervorbringen könne, die man von der Kunst erwarte. Während seiner Bayreuther Zeit verglich Wagner ihn mit „den Affen, welche in der Jugend so begabt seien, dann mit wachsender Kraft dumm würden“.
Mit der Veröffentlichung des antisemitischen Pamphlets schrieb Wagner sich unmissverständlich in die Geschichte des modernen Antisemitismus ein. Damit nahm er auch an der Debatte über die Judenfrage teil, die in der zweiten Hälfte des 19. Jahrhunderts geführt wurde und spätestens mit dem aufflammenden Antisemitismus nach der Reichsgründung 1871 eine andere Bedeutung gewann.
Wagner hatte den Aufsatz bereits 1850 in der Neuen Zeitschrift für Musik unter dem Pseudonym „K. Freigedank“ publiziert. Auf Cosimas Initiative trat er damit 1869 wieder an die Öffentlichkeit, diesmal unter eigenem Namen und ergänzt durch einen Anhang (S. 31–57), der den ursprünglichen Aufsatz an Gehässigkeit und Demagogie noch übertrifft. Darin findet sich gegen Ende der scheinbar resignierende Aufruf: „Ob der Verfall unserer Cultur durch eine gewaltsame Auswerfung des zersetzenden fremden Elementes aufgehalten werden könne, vermag ich nicht zu beurtheilen, weil hierzu Kräfte gehören müssten, deren Vorhandensein mir unbekannt ist.“

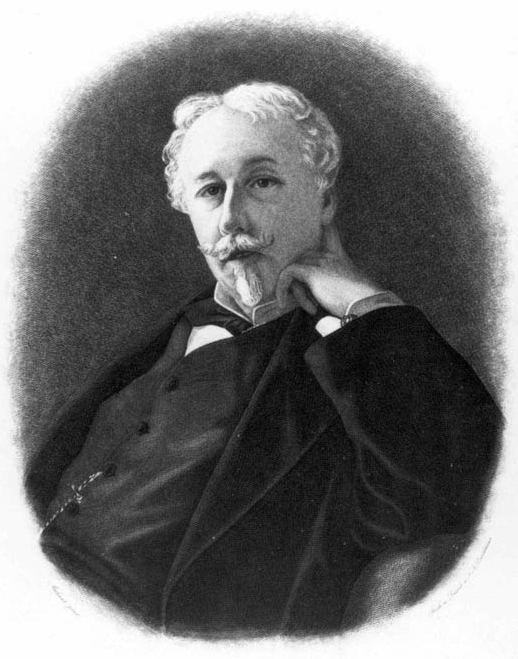
Arthur de Gobineau

Wagner bewunderte den Rassentheoretiker Arthur de Gobineau, grenzte sich von dessen Vorstellungen aber stellenweise ab: Gegen die von Gobineau behauptete Ungleichheit der „Rassen“ gebe es mit dem „Blut des Heilandes“ ein „Antidot“. Wie er in der Schrift Heldentum und Christentum (1881) ausführte, könne dies als „göttliches Sublimat“ der „ganzen leidenden menschlichen Gattung […] nicht für das Interesse einer noch so bevorzugten Race fließen“, sondern spende „sich dem ganzen menschlichen Geschlechte.“ Dem von Gobineau behaupteten Rassenunterschied stellte Wagner die Einheit aller Menschen gegenüber, die sich aus christlichen Vorstellungen ergebe und im Leiden und Mitleiden bestehe. Die „Rassen“ hätten „ausgespielt“, so dass nur noch das „Blut Christi wirken“ könne; in der Eucharistie spielt es eine ebenso zentrale Rolle wie in seinem letzten Werk Parsifal.
Im Laufe der Zeit bildete sich ein Kreis von Wagner-Verehrern, die sich in der Villa Wahnfried trafen. Sie priesen Wagner nicht nur als Musiker, sondern auch als Philosophen und glaubten an sein Ideal, die gesellschaftliche Ordnung durch die Macht der Kunst zu reformieren. In Wagners letzten Lebensjahren entwickelte Bayreuth sich zum Sammelpunkt der Wagnerianer, die diese Vorstellungen bis in die Zeit des Nationalsozialismus verfolgten.

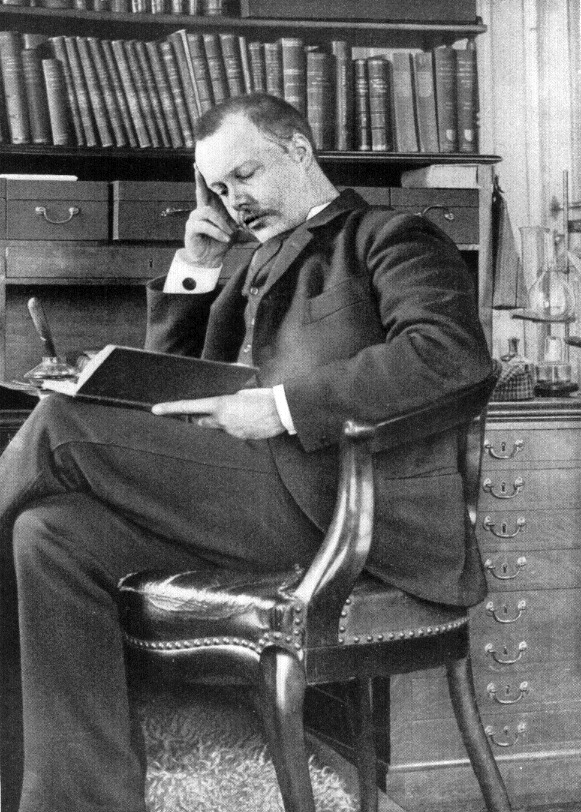
Houston Stewart Chamberlain, 1895

Zu Lebzeiten Wagners hatte der Bayreuther Kreis noch keinen nennenswerten Einfluss. So lag die Auflage der Bayreuther Blätter um die Jahrhundertwende bei lediglich vier- bis fünfhundert Exemplaren. Dies änderte sich mit dem Aufstieg Houston Stewart Chamberlains, eines gebürtigen Briten, der die ersten Lebensjahre in Frankreich verbracht und in der Schweiz studiert hatte. Mit seinen Schriften und der 1908 geschlossenen Ehe mit Wagners Tochter Eva spielte er eine herausragende Rolle innerhalb der Gruppe. Seine Schrift Die Grundlagen des neunzehnten Jahrhunderts hatte laut David Clay Large für die Vorkriegszeit eine ähnliche Bedeutung wie Oswald Spenglers Untergang des Abendlandes für die Phase nach dem Ersten Weltkrieg.
Mit Anfeindungen gegen jüdische Künstler, auch aus Wagners Bekanntenkreis wie Hermann Levi, Alexander Kipnis oder Ottilie Metzger-Lattermann trug der Bayreuther Kreis dazu bei, antisemitische Ressentiments unter Intellektuellen zu verbreiten. Durch das Engagement der Wahnfried-Zirkel wurde im Kaiserreich eine Art Wagner-Bewegung ausgelöst, die sich in der Gründung zahlreicher Kulturvereine zeigte. Hier wurde Wagner-Begeisterung mit Judenfeindlichkeit und Nationalismus verbunden. Unter dem Einfluss des Hofpredigers Adolf Stoecker sowie Philipp zu Eulenburgs, Cosima Wagners und Chamberlains wurde auch Kaiser Wilhelm II. für die Unterstützung der Wagner-Bewegung gewonnen.
Im Gefolge des Berliner Antisemitismusstreits 1880/81 breitete sich in Deutschland eine aggressive, antijüdische Stimmung aus, deren Kerngedanke die Vorstellung war, Juden seien ein in Deutschland nicht integrierbarer Fremdkörper und besäßen nach ihrer Emanzipation einen zerstörerischen Einfluss auf die deutsche Kultur. Kurz vor seinem Tod stellte Wagner sich noch einmal auf die Seite der antisemitischen Agitatoren und schrieb am 22. November 1881 in einem Brief an König Ludwig II., er halte „die jüdische Rasse für den geborenen Feind der Menschheit und alles Edlen in ihr“. Es sei gewiss, dass die Deutschen „an ihnen zugrunde gehen“ würden.
Hinsichtlich der Antisemitenpetition 1880/1881 vertraute Cosima am 16. Juni 1880 ihrem Tagebuch an, Wagner sei aufgefordert worden, „eine Petition an den Reichskanzler zu unterschreiben, behufs Ausnahmegesetze gegen die Juden.“ Er unterschreibe aber nicht, da er „das Seinige getan“ habe und sich „ungern an Bismarck wende“, den er als leichtsinnig und launisch einschätze. „In der Sache“ sei „nichts mehr zu machen.“
Nach Auffassung Micha Brumliks zeigt dies, dass Bayreuth eine Hochburg des mit Bildungsanspruch verbrämten Antisemitismus war, in der sich auch „konkurrierende(n) und gegeneinander intrigierende(n) antisemitische(n) Milieus“ äußern konnten.
Ausgehend von Adolf Hitlers Leidenschaft für Wagner wurde dessen Werk in der Zeit des Nationalsozialismus zum Staatskult erhoben.

## Rezeption

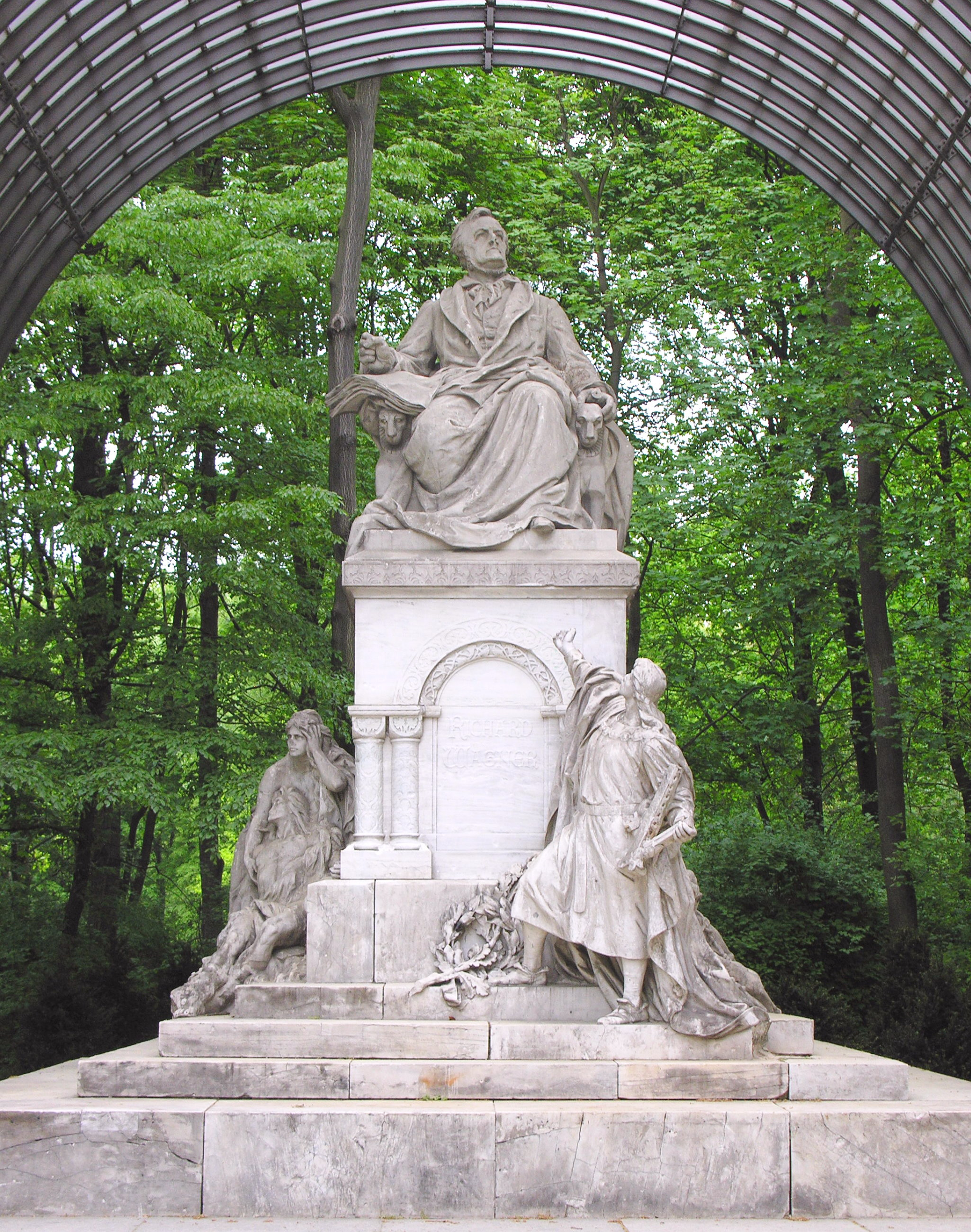
Richard-Wagner-Denkmal in Berlin

Richard Wagner gehört zu den einflussreichsten Komponisten und umstrittensten Persönlichkeiten der Musikgeschichte. Wie kaum ein anderer Künstler des 19. Jahrhunderts polarisierte er, und bis in die Gegenwart beschäftigen sich Interpreten unterschiedlicher Disziplinen mit seinem vielschichtigen Werk. Seine Werke beherrschen neben denen Mozarts, Verdis und Puccinis die Opernbühnen der Welt. Wie bei berühmten Künstlern und Persönlichkeiten des öffentlichen Lebens üblich, sind etliche Plätze und Straßen nach ihm benannt.
Während er von Verehrern als beispielloses künstlerisches Genie bezeichnet wird, hinterfragen andere seinen Rang und sehen ihn auch als Vertreter einer fragwürdigen Ideologie. Derlei Grabenkämpfe sind für bedeutende Künstler wie etwa Shakespeare und Mozart unbekannt, und auch für Goethe, Beethoven und Thomas Mann lassen sich apologetische oder polemische Parteistreitigkeiten wie im „Fall Wagner“ nicht wahrnehmen. Entwickelten sich andere, zunächst umstrittene Künstler wie etwa Bertolt Brecht in den Folgejahren häufig zu „Klassikern“, die in der öffentlichen Wahrnehmung keine vergleichbaren Streitigkeiten auslösen, bleibt Wagner auch in der Gegenwart umstritten.
Schon zu seinen Lebzeiten, etwa in den 1840er und 1870er Jahren, löste er heftige Debatten und Kontroversen aus. Im Zusammenhang mit der wirkungsmächtigen Ring-Tetralogie erschienen Artikel, Pamphlete und Karikaturen.
Die ersten Bayreuther Festspiele im August 1876 machten Wagner über die Landesgrenzen hinaus bekannt und begründeten seine Weltgeltung. Bei diesem gesellschaftlichen Ereignis waren neben dem deutschen Kaiser Wilhelm I. zahlreiche Prominente aus dem In- und Ausland anwesend. Von Beginn an erhielt sein Werk vor allem von der Presse ein geteiltes Echo. Die Kritik richtete sich überwiegend gegen Wagners Ästhetik und Herrschaftsanspruch, während der Rang seiner Kunst meist anerkannt wurde. Die ersten Festspiele ließen auch ein anderes Phänomen zutage treten, das für lange Zeit das Bild des Komponisten prägen sollte: die verfestigte Meinung und Unduldsamkeit der Wagnerianer.
Nach der Reichsgründung entwickelte sich das Werk in Deutschland zu einem vorwiegend konservativen Kulturphänomen. So wurden Stücke Wagners gespielt, um die militärische Macht der neuen deutschen Nation musikalisch zu untermalen. Cosima Wagner vertraute ihrem Tagebuch an, dass beim Erscheinen des preußischen Königs Wilhelm I. nach der entscheidenden Schlacht von Sedan das Gebet aus dem Lohengrin gespielt worden sei. Laut einer französischen Quelle mischten sich die Rufe der Menschenmenge mit Melodien der Oper. In dem Gebet wendet sich König Heinrich an Gott und bittet: „Durch Schwertes Sieg ein Urteil sprich, / Das Trug und Wahrheit klar erweist“. Theodor Fontane berichtete von Frankreich aus über die deutsche Besetzung und schrieb, dass die Kapelle des 40. Regiments in Dieppe den Tannhäuser-Marsch gespielt habe.
Wagners Einfluss auf die Entwicklung der Neuen Musik bis zur Auflösung der Tonalität ist vielfältig. Die ausgeprägte Chromatik und die eigenwilligen harmonischen Wendungen wirkten bis zu Alexander Skrjabin, Arnold Schönberg, Anton Webern und weiteren Komponisten. Bereits Franz Liszt, Haupt der Neudeutschen Schule, hatte die raffinierten Akkordfolgen des Lohengrin  gelobt. Der spätere Kritiker Nietzsche sprach von der Klangmagie, die „mit einer aufgelösten und gleichsam elementarisch gemachten Musik ausgeübt“ werde und erwähnte die „Bewegung, Farbe, kurz die Sinnlichkeit der Musik.“
Die Idee des Gesamtkunstwerks war ebenfalls wirkmächtig, wie etwa in Skrjabins späten Werken und in Schönbergs „Drama mit Musik“ Die glückliche Hand zu sehen ist. Die Protagonisten der Zweiten Wiener Schule sahen in Wagners Neuerungen seit dem Tristan einen wesentlichen Schritt von der erweiterten zur schwebenden Tonalität.
In den ersten Jahren der Nachkriegszeit schien es unmöglich, den Betrieb der Bayreuther Festspiele wieder aufzunehmen. Während der amerikanischen Besatzung wurde das Festspielhaus als Varieté-Theater genutzt, etwa von Jack Benny oder dem Glenn Miller Orchestra. Franz Wilhelm Beidler, der Sohn der in Ungnade gefallenen Isolde Beidler, entwarf einen Plan, nach dem Thomas Mann als Ehrenpräsident einer Bayreuther Stiftung amtieren sollte, der allerdings scheiterte.
Nachdem Winifred Wagner eingewilligt hatte, ihren Söhnen Wieland und Wolfgang Wagner die Leitung der Festspiele zu übertragen, wurden diese im Jahre 1951 mit einer Neuinszenierung des Parsifal unter der Leitung von Hans Knappertsbusch wiedereröffnet. Weitere Dirigenten waren Wilhelm Furtwängler, Joseph Keilberth und Herbert von Karajan.
Wieland Wagners karge und anti-historistische Inszenierungen im „neuen Bayreuth“ brachen mit dem traditionellen Stil der NS-Zeit. Er hatte sich mit Sigmund Freud sowie Carl Gustav Jung beschäftigt und sich mit moderner Kunst vertraut gemacht, die während der Zeit des Nationalsozialismus als „entartet“ galt. Als er 1961 die schwarze Sopranistin Grace Bumbry für die Rolle der Venus im Tannhäuser auswählte, löste er einen Pressewirbel aus. Unter dem Einfluss von Bertolt Brecht experimentierte er mit Formen des epischen Theaters.
Auch der von den Nationalsozialisten verunglimpfte Paul Hindemith, dessen Musik mit einem Aufführungsverbot belegt und als „entartet“ bezeichnet worden war, kam 1953 nach Bayreuth und dirigierte dort die neunte Sinfonie Beethovens.
In anderen Kunstformen ist der Einfluss ebenfalls erkennbar. Kaum ein anderer Komponist hat die europäische Literatur so nachhaltig beeinflusst wie Richard Wagner, der mit seinem Werk der Moderne einen neuen Mythos als Erklärungsmodell der Wirklichkeit vermittelte.
Vor allem die französische Literatur des 19. und frühen 20. Jahrhunderts verdankt ihm viele Anregungen. So rezipierten Autoren des französischen Symbolismus wie Charles Baudelaire, Paul Verlaine und Stéphane Mallarmé sein Werk emphatisch und bezogen sich in ihrer Lyrik und Prosa auf Wagner.
Die Entwicklung der modernen Malerei sowie der Filmmusik wurde durch ihn entscheidend geprägt.

### Musik
Bei Wagners Einfluss kann nicht von einer kontinuierlichen, gleichförmigen Entwicklung gesprochen werden. So bewegten sich Pjotr Iljitsch Tschaikowski, Antonín Dvořák und andere zeitgenössische Komponisten in vergleichsweise traditionellen harmonischen Bahnen, während etwa Gustav Mahler, Claude Debussy und Richard Strauss von Wagners Tonsprache deutlich geprägt wurden.
Neben Anhängern und Bewunderern wie Franz Liszt, Anton Bruckner und Richard Strauss gab es zahlreiche Kritiker. Zu ihnen gehörten Erik Satie, Igor Strawinsky und die Groupe des Six, deren Produktivität auf der Abgrenzung von Wagner beruhte. Der als zu dominant wahrgenommene Einfluss auf die französische Romantik führte zu Gegenentwürfen, in denen auch mit Mitteln der Parodie gearbeitet wurde.
Vor allem Johannes Brahms gilt als Antipode Wagners und Bruckners, als Galionsfigur der Konservativen, die gegenüber den Neudeutschen eine absolute Musik anstrebten. Bis in die Gegenwart wird Brahms fast durchgehend als Gegenpol zu Wagner gesehen.
Tatsächlich handelt es sich um ein komplexes Beziehungssystem, in dem unterschiedliche musikpolitische und ästhetische Argumente eine Rolle spielten. Bei dem Parteienstreit ging es auch um die Frage, welcher Komponist legitimer Erbe Beethovens sei. Hielten die Neudeutschen Wagners Musikdramen und die sinfonischen Dichtungen für die richtige Entwicklung nach Beethoven, orientierten sich die „Konservativen“ an den Werken Brahms’, der eine „dauerhafte Musik“ schaffen wollte, die durch ihre Qualität dem historischen Wandel entzogen sei.

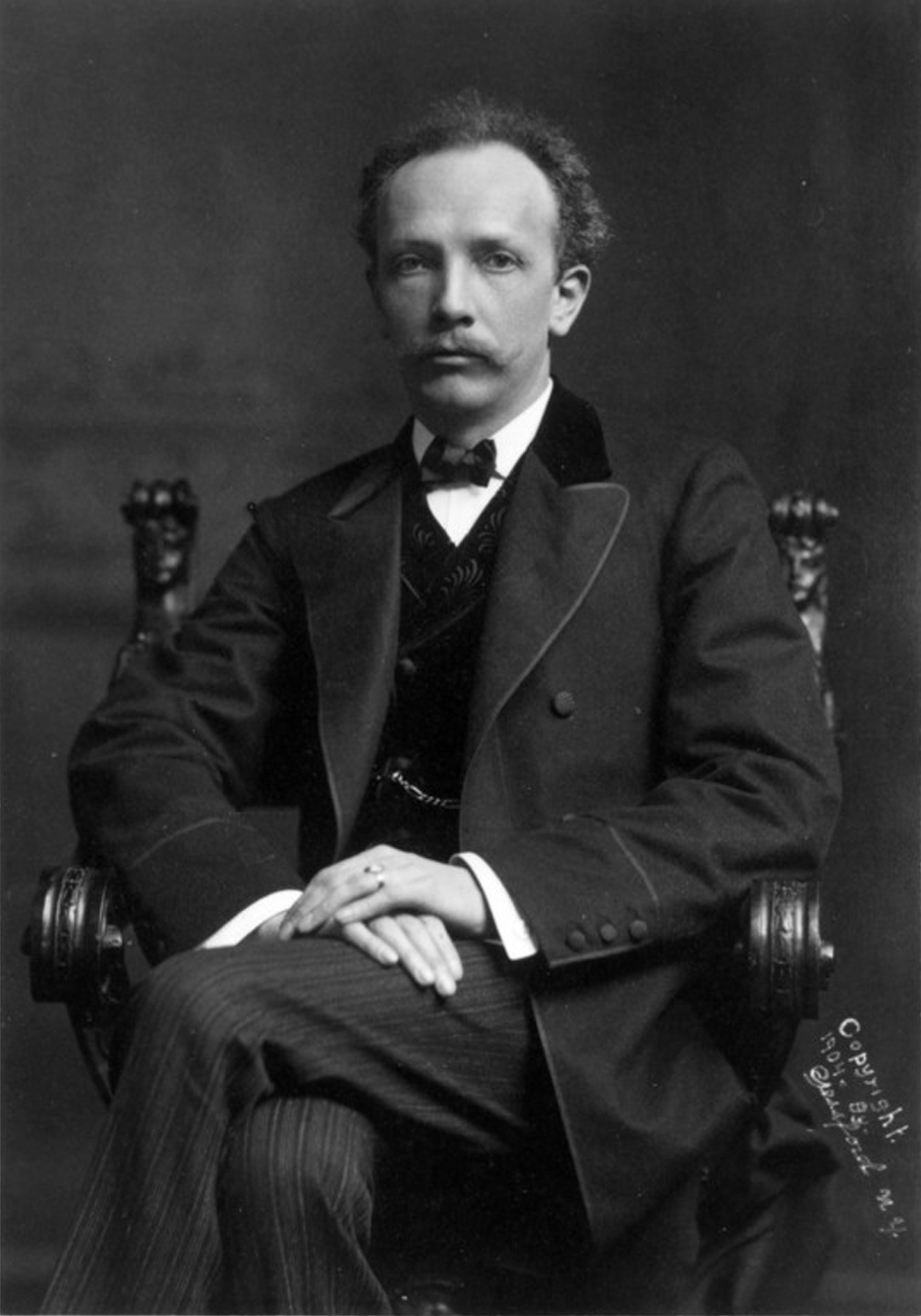
Richard Strauss, 1904

Richard Strauss studierte bereits mit 17 Jahren begeistert die Tristan-Partitur und löste sich schrittweise von Brahms.
Gegen familiäre Einwände setzte er sich bedingungslos für Wagner ein, leitete zahlreiche Neueinstudierungen – etwa von Rienzi, Lohengrin und Tannhäuser –  und dirigierte auch in Bayreuth selbst.
In vielen seiner Kompositionen ist Wagners Klangwelt ebenso gegenwärtig wie dessen Leitmotivtechnik. Seiner Auffassung nach hatte die reine Instrumentalmusik seit Beethoven ihre Berechtigung verloren – die Musikgeschichte kulminierte in Wagners Musiktheater. Folgerichtig schrieb er selbst Opern, setzte sich aber vom Erlösungsdrama des Vorbildes ab und suchte Individualität und musikalische Vielfalt. Dies zeigt sich auch in den auf Berlioz und Liszt folgenden sinfonischen Dichtungen, die mit ihrer virtuosen Instrumentation und den Klangraffinessen über Wagner hinausgehen.
In Till Eulenspiegels lustige Streiche findet sich der Tristan-Akkord als halbverminderter Septakkord, der sich nun allerdings in einen F-Dur-Sextakkord auflöst; die Eulenspiegel-Themen variieren das chromatische „Leidensmotiv“ des Tristan-Vorspiels.
Auch in seinen späteren Werken erklingen Wagner-Zitate: Im ersten Akt von Arabella ist ein Lohengrin-Motiv erkennbar, während in Ariadne auf Naxos und Intermezzo erneut der Tristan-Akkord zu hören ist. Die Harmonik der spektakulären Einakter Salome und Elektra reicht bis zu neuen Mischklängen und elftönigen Dissonanzen.
Insbesondere die französische Musik wurde von den Neuerungen tief beeinflusst; das gilt für Komponisten wie etwa Vincent d’Indy, Henri Duparc, Ernest Chausson und Claude Debussy.
Debussys Einstellung zu Wagner war ambivalent. Bereits als Schüler lehnte er das überkommene Regelsystem des Pariser Konservatoriums ab, in dem die Neuerungen nicht akzeptiert wurden. Einerseits empfand er Wagners Einfluss als zu dominant, um sich künstlerisch entwickeln zu können, andererseits gingen von dessen Œuvre zahlreiche Anregungen für sein eigenes Schaffen aus. Das betrifft etwa die Klangflächenkomposition des Es-Dur-Akkords zu Beginn des Rheingolds, der sich über das gesamte Vorspiel erstreckt und schrittweise Farbe und Intensität variiert. In den wogenden Es-Dur-Klängen sah Debussy, dass sich die Klangfarbe, die zuvor eher melodische Linien und thematische Aspekte verdeutlichen sollte, nun endgültig emanzipierte.
Debussy lobte auch den Parsifal, das abgetönte Spätwerk, an dem sich die Geister schieden. War das „Bühnenweihfestspiel“ mit der verdichteten Handlungsführung, der Grals- und Erlösungsthematik für Nietzsche ein wesentlicher Ausgangspunkt seiner Kritik, fanden der eingefleischte Wagner-Kritiker Hanslick und Adorno lobende Worte. Debussy sprach von „Orchesterklänge(n), die einmalig sind und ungeahnt, edel und voller Kraft.“ und ließ sich in den harmonischen Abtönungen eigener Kompositionen von Parsifal beeinflussen.

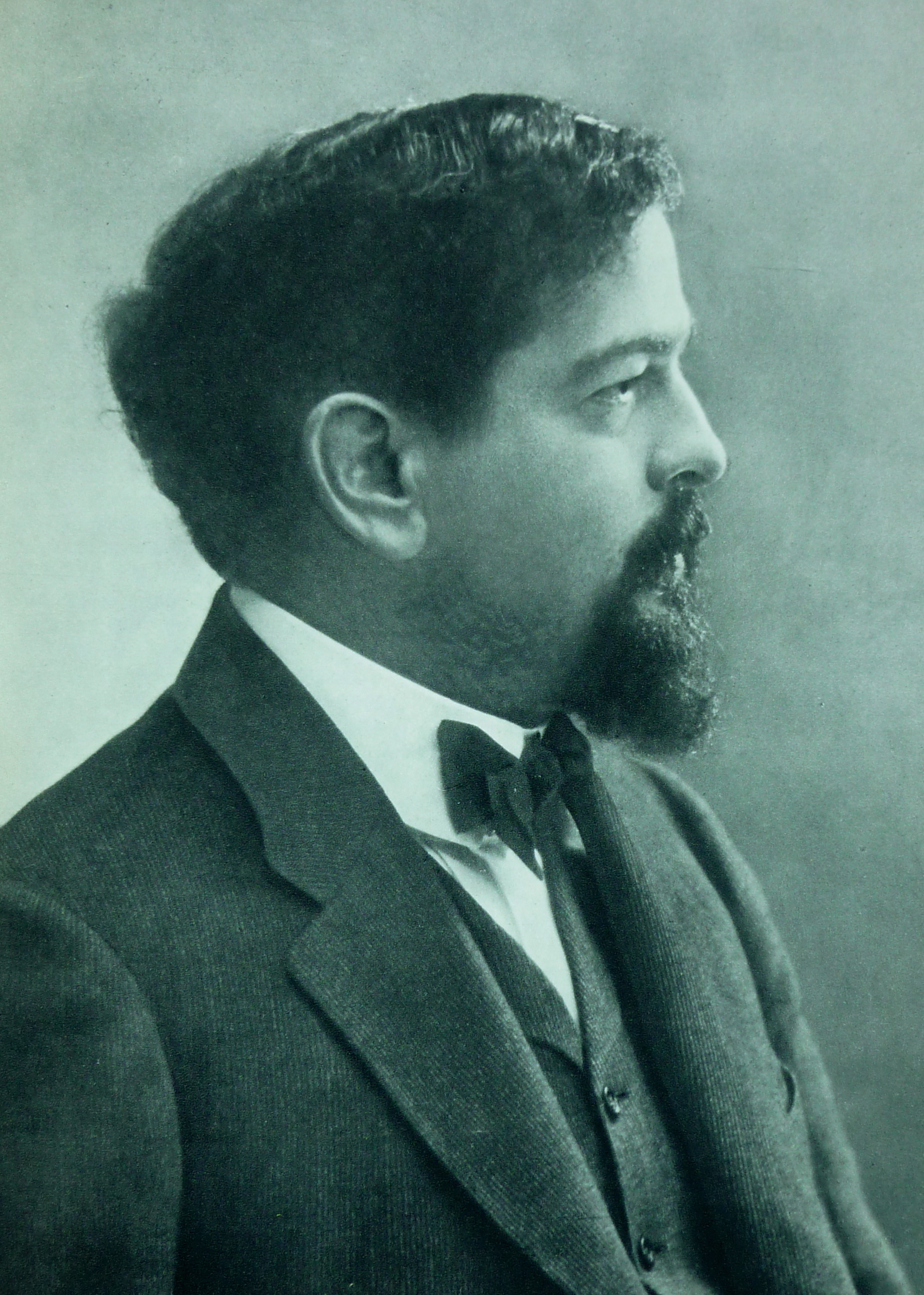
Claude Debussy, ca. 1908 (Foto von Nadar)

Andererseits lassen innovative Werke wie das Ballet Jeux oder das Klavierstück Brouillards aus dem zweiten Teil seiner Préludes nichts Wagnerisches erkennen.
Das gilt auch für die entfesselten Rhythmen in Béla Bartóks Allegro barbaro, Sergej Prokofjews dritter Klaviersonate op. 28 und Igor Strawinskys Ballettmusik Le sacre du printemps.
Debussy kritisierte an den Musikdramen Wagners die „Sinfonisierung“ der Opernmusik. Ihre Entwicklungen sollten lediglich musikalisch, nicht aber dramatisch motiviert sein, da ansonsten die Handlung aufgehalten würde und die Protagonisten zum Schweigen verurteilt wären. Die Verbindung aus Text, Bühne und Musik sei unwahrhaftig. Debussy schied „überflüssige Musik“ und „sinfonische Abschweifungen“ aus und reduzierte das Drama so auf etwas Skizzenhaftes wie in seiner Oper  Pelléas et Mélisande.
Vergleicht man etwa das Liebesbekenntnis im zweiten Akt des Tristan, das als Gipfel der Wagnerschen Gestaltungskunst gilt, mit dem des Pelléas, wird der Bezug ebenso deutlich wie die Abgrenzung. Ist in der Harmonik und dem deklamatorischen Gesang Wagner präsent, sublimiert Debussy die dramatische Steigerung zu einem eher offenen und motivischen Zusammenhang. Die überschwängliche, nicht enden wollende Liebesbekundung wird bei ihm zu einer leichten Veränderung des Tonfalls.
In seinem Klavierstück Golliwogg’s Cake-walk aus dem Zyklus Children’s Corner verarbeitete er Elemente des Cakewalk und parodierte im Mittelteil den Tristan: Er zitierte zwar die ersten Töne des Vorspiels, ließ die Tonfolge aber nicht im Tristan-Akkord münden. So entzauberte er die auratische Wirkung der Musik, ohne sie dabei der Lächerlichkeit preiszugeben. Die Welt der romantischen Kunst wird durch den leichten Tonfall unterhaltsamer Tanzmusik in eine ironische Distanz gerückt.
Paul Dukas hielt Wagners Einfluss auf die folgende Opernmusik für unvermeidlich. Wie Debussy ging er konzeptionell von den sinfonischen Dimensionen der Wagnerschen Opernmusik aus, bewegte sich aber in die entgegengesetzte Richtung. Mit seiner einzigen Oper Ariane et Barbe-Bleue überbot er die Mittel Wagners und setzte die Musik dabei auch unabhängig von Text und Handlung ein.
Maurice Ravel wiederum störte sich nicht am Verführerischen der Musik, sondern an der maßlosen Subjektivität Wagners, die zu mangelnder Distanz führe. Für Künstler sei es gefährlich, sich auf diese Weise zu entäußern und zu verlieren. Ravels Kritik entspringt seiner Aversion gegen den Irrationalismus, den er in der Weltverneinungsphilosophie Schopenhauers witterte.
Obwohl Wagner der italienischen Oper kritisch gegenüberstand, wurden seine Werke in Italien nicht grundsätzlich abgelehnt, wenn auch die Rezeption wesentlich verhaltener als in Frankreich war und erst 1871 begann, als Angelo Mariani den Lohengrin in Bologna dirigierte.
Das Publikum und die Kritik reagierten eher gespalten als eindeutig ablehnend. Die Begeisterung des italienischen Wagnerianers Gabriele D’Annunzio änderte daran nichts. In den Polemiken gegen Wagner spiegelte sich ein allgemeines Unbehagen in der erst 1861 im Königreich Italien geeinten Nation wider. Die andere Musikkultur schien die gerade errungene nationale Identität zu hinterfragen und für die überwundene habsburgische Fremdherrschaft zu stehen. So warfen Patrioten den italienischen Wagner-Anhängern vor, sie würden den „genio nazionale“ beleidigen.
Erst im späten 19. Jahrhundert zeigte sich eine zunehmende Akzeptanz. Wagners „Zukunftsmusik“ wurde um 1900 in einigen Kreisen begrüßt, in denen man sich intensiver für deutsche Instrumentalmusik des späten 19. Jahrhunderts interessierte. Der italienische Musikwissenschaftler Luigi Torchi veröffentlichte 1890 das Buch Riccardo Wagner: Studio Critico, in dem er das Œuvre im Zusammenhang mit der deutschen Ideengeschichte analysierte. Später übertrug er Wagners Schriften Oper und Drama und Zukunftsmusik ins Italienische. Zu den italienischen Verehrern zählen neben Angelo Mariani etwa Franco Faccio, Giuseppe Martucci und Arrigo Boito.
Im weiteren Verlauf des 20. Jahrhunderts blieb die Wagnersche Tonsprache bestimmend. Die Alterationsharmonik und Chromatik, die orchestralen Mischklänge sowie die Orchesterpolyphonie wirkten sich ebenso aus wie die Motivtechnik und Themenbildung.
So übernahm Joseph Guy Ropartz für den Kopfsatz seiner dritten Sinfonie mit Soli und Chor eine von Wagner beeinflusste Orchestertechnik, die entgegen Wagners Intentionen nicht in den Partien des Chors, sondern in der Instrumentalmusik gipfelt. Im ersten Satz seiner vierten Sinfonie wiederum finden sich Anklänge an Wagners Ring. Auch in Vincent d’Indys zweiter Sinfonie ist Wagners Leitmotivtechnik zu hören.

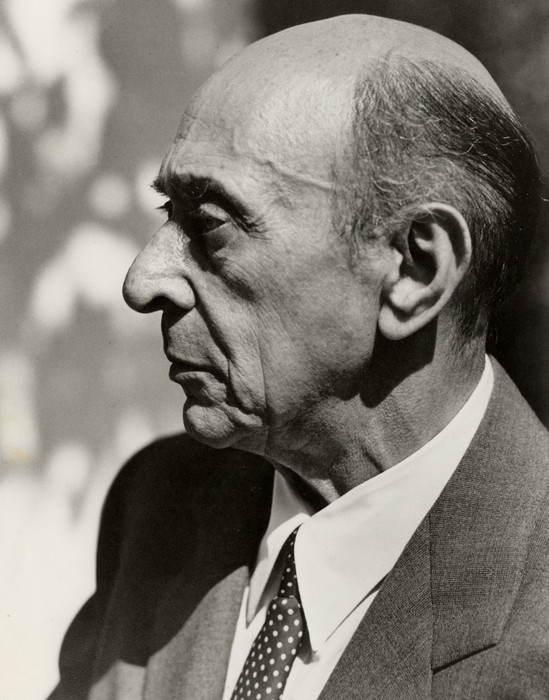
Arnold Schönberg in Los Angeles, etwa 1948

Die Neue Musik wurde von Wagner entscheidend geprägt. Arnold Schönberg hatte bereits im Alter von 25 Jahren sämtliche Wagner-Opern zwanzig- bis dreißigmal gehört. Die frühen Werke seiner tonalen Periode wie die Zwei Gesänge für eine Baritonstimme und Klavier, Verklärte Nacht und vor allem die Gurre-Lieder knüpfen an Wagners Spätstil an.
Etwas später überschritt er die Dur-Moll-Tonalität und nutzte die innovativen Züge in Wagners Musik, um sein eigenes Schaffen zu beglaubigen. In seinem Œuvre lässt sich eine modellhafte Entwicklung von der Verklärten Nacht über Pelleas und Melisande bis zu den Drei Klavierstücken op. 11 (1909) erkennen. Neben Elementen wie Quartenharmonik, vagierenden Akkorden und funktionslosen Harmonien ist sein Prinzip der Entwickelnden Variation bekannt, das Anknüpfungspunkte in Wagners Leitmotivtechnik hat. Schönberg selbst, der sich als genuiner Vertreter der Wiener Geschichte sah und an die akademische Tradition anknüpfen wollte, brachte es in seinem Vortrag Brahms, der Fortschrittliche allerdings mit Johannes Brahms in Verbindung.
In diesem Konzept wird die Variante zu einem Prinzip, das den gesamten musikalischen Satz bestimmt und im Vergleich zur motivisch-thematischen Verarbeitung weitere Umformungen mit einbezieht.
Seit den 1930er Jahren lässt sich der Einfluss nicht mehr als grundsätzliche Übernahme oder Ablehnung interpretieren, die sich häufig gegensätzlich ergänzten, sondern wird individueller und geht von einzelnen Werken aus. Arthur Honegger etwa verdeutlichte dies in seinem ersten Streichquartett. Die oft überraschende Individualisierung bezieht sich auf unterschiedliche Elemente Wagners und war mit ihren häufig parodistischen Zügen schon bei Debussy, Gabriel Fauré oder Emmanuel Chabrier zu beobachten. Dass die umstrittene Trennung von ernster und unterhaltsamer Musik in Frankreich keine große Rolle spielte, ließ sich bei Chabrier beobachten, der Wagner sehr bewunderte. Er komponierte eine humoristische Quadrille für Klavier zu vier Händen (Souvenirs de Munich), in der er Leitmotive des Tristan verarbeitete. Seine Oper Gwendoline aus dem Jahre 1886 steht deutlich unter Wagners Einfluss.
Obwohl es unter den jungen Komponisten nach dem Ende des Zweiten Weltkriegs keine bekennenden Wagnerianer mehr gab, bot sich die überwältigende Klangsprache Wagners für einige als ein Versuchsfeld an, wie sich etwa im Werk Wolfgang Rihms sehen lässt. Hans Werner Henze wiederum erklärte anlässlich der Uraufführung seiner Bassariden, er habe versucht, den noch nicht ausgeschrittenen „Weg von Wagners Tristan zu Mahler und Schönberg […] weiterzugehen.“ In einer Rede setzte er den Wagnerschen Stabreim auch ironisch ein und spielte subtil auf den Emigranten und Revolutionär und damit auf seine eigene Situation an.
Häufig wurde auf die Beziehung zwischen Wagner und Karlheinz Stockhausen verwiesen, der sie aber stets bestritt. Gerhard R. Koch sieht Analogien in der überbordenden Schreibfreude und Selbstdarstellung des Komponisten, die ihn an Wagner erinnert. Stockhausen habe sich in dessen Nachfolge nicht bloß als „Tonsetzer“, sondern als Demiurg mit umfassenden Ansprüchen verstanden und sei sehr innovativ gewesen. Wie nur wenige Komponisten des 20. Jahrhunderts beharrte Stockhausen darauf, das Wichtige „als Erster“ gemacht zu haben, etwa die Musik im Raum, für die er bei der Expo ’70 in Osaka mit dem „Kugelauditorium“ ein eigenes Festspielhaus erhielt. Einige Interpreten verglichen seinen siebenteiligen Licht-Zyklus mit Wagners Ring. Die Parallelen zeigen sich im endzeitlichen Charakter des Werkes sowie im manichäischen Gegensatz zwischen dem Erzengel Michael und Luzifer.
Stockhausens Gesang der Jünglinge ist das erste Werk der elektronischen Musik, das von phonetischen Untersuchungen der Stimme und Sprache profitiert. Es geht von der menschlichen Stimme aus, die ins elektronische Medium übertragen und klanglich entwickelt wird. In der Schrift Oper und Drama hatte Wagner eine Theorie der Klang- und Instrumentalfarben entwickelt, die vorrangig von der Stimme ausging.

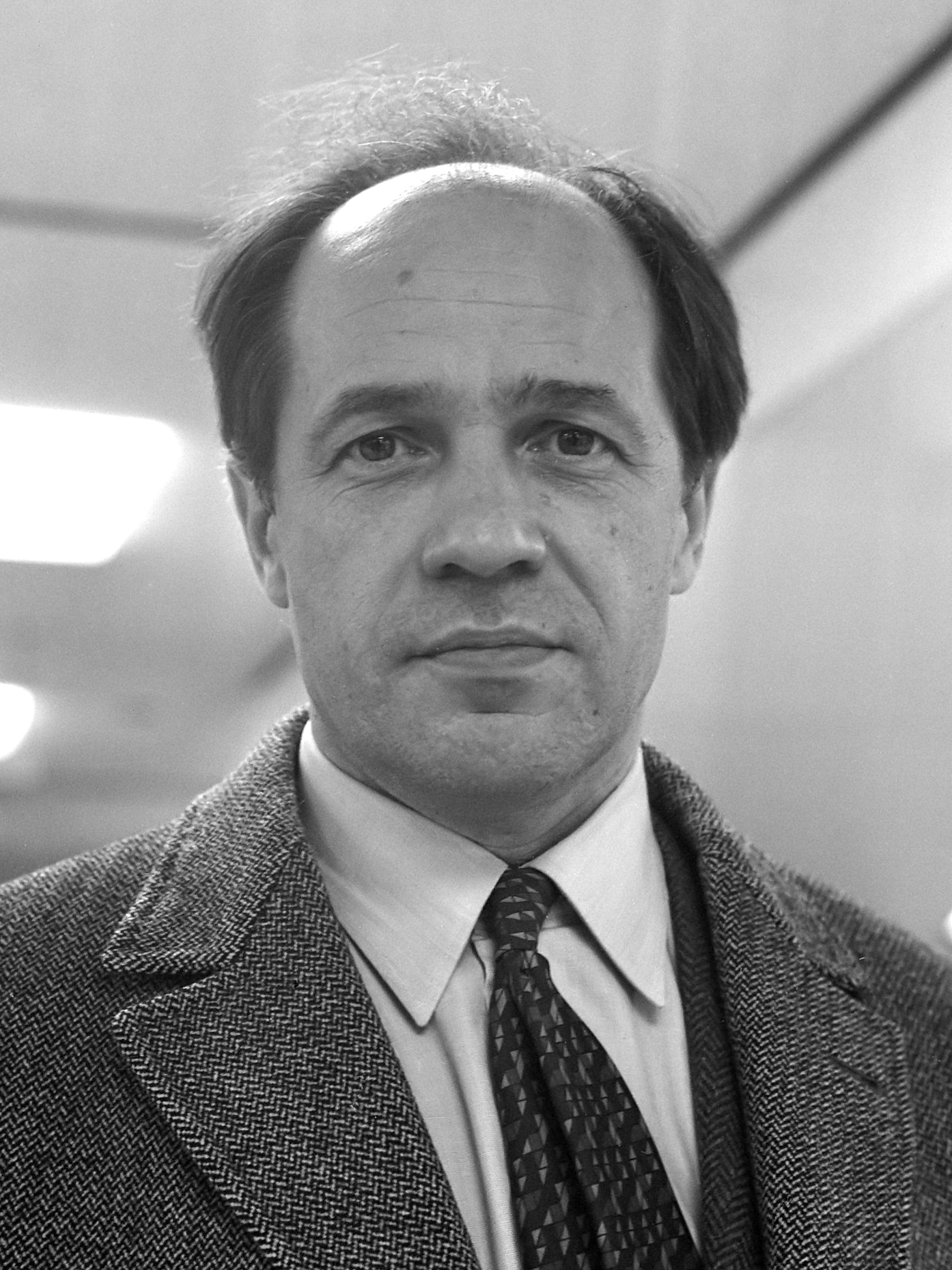
Pierre Boulez, 1968

Der Komponist und Messiaen-Schüler Pierre Boulez, der 1966 nach Bayreuth eingeladen wurde, setzte sich als Dirigent für Wagner ein. In seinen Kompositionen hingegen sind Einflüsse nur selten zu erkennen. Er selbst wollte die Verbindungen zum Œuvre objektivieren und historisch einordnen. Für seine Generation habe es sich bei Wagner um „einen Teil der allgemeinen Erziehung“ gehandelt, ebenso wie andere bedeutende Werke der Vergangenheit, letztlich indes um „vergessene Musik“. Das Urteil über den Komponisten sei „durch Polemik vergiftet“ gewesen und schließlich gegenstandslos geworden. „Parteigängerische(r) Stellungnahmen“ seien durch Indifferenz ersetzt worden. Nach seiner Auffassung war der Ring „so etwas wie ein Tagebuch“ Wagners, das einen Entwicklungsprozess dokumentiert. Wagner habe die für das Rheingold erfundenen Motive viele Jahre später in der Götterdämmerung entwickelt, nachdem sich seine Tonsprache bereits sehr verändert habe. Die Notations seien ein „ähnliches Tagebuch“ wie der Ring.
Die intensive Zusammenarbeit mit Wieland Wagner ist in einem Briefwechsel dokumentiert. In einem Schreiben vom 25. Juli 1966 bezeichnete Wieland Wagner ihn als den „größte(n) lebende(n) Komponist(en)“, der sich des Parsifal annehme und „dieses Werk wieder im Sinne Richard Wagners als lebendiges Kunstwerk“ dirigiere.
Während Boulez sich nahezu lebenslang auch in Essays, Rezensionen sowie kompositorischen Reflexionen mit Wagner auseinandersetzte, war Luigi Nono wesentlich zurückhaltender. Er zeigte keine Affinität zu Wagner und reagierte eher abweisend, als er bei einem Podiumsgespräch über sein Streichquartett Fragmente – Stille, an Diotima auf die „unendliche Melodie“ angesprochen wurde. Im Zusammenhang mit seiner Oper Prometeo äußerte er sich ausnahmsweise sehr ausführlich zum dritten Akt des Tristan. Mit Wagners Oper dringe man „in einen Raum ein, der von Projektionen (Bildern)“ durchquert werde, „die zwischen dem Schweigen liegen“. Wagner sei es gelungen, „das Unhörbare“ zu komponieren; darin bestehe die „Magie des Tristan.“ In einer Tagebuchnotiz für Mathilde Wesendonck hatte Wagner den Tristan als die „tiefe Kunst des tönenden Schweigens“ charakterisiert.

#### Theodor Fontane

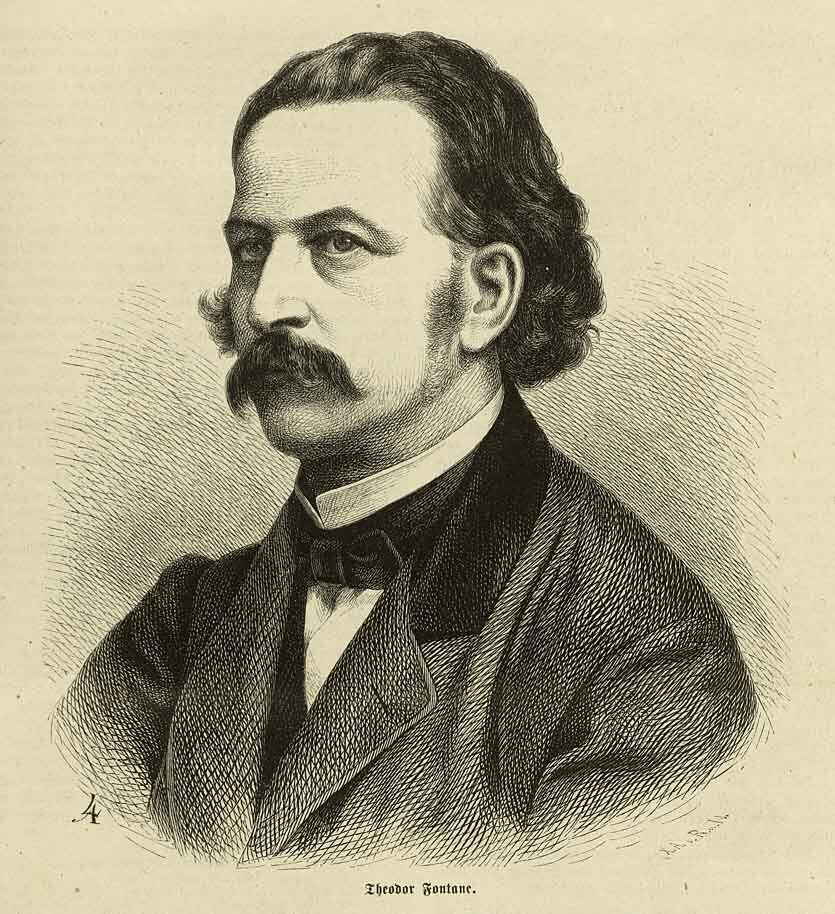
Theodor Fontane, um 1860

#### Friedrich Nietzsche

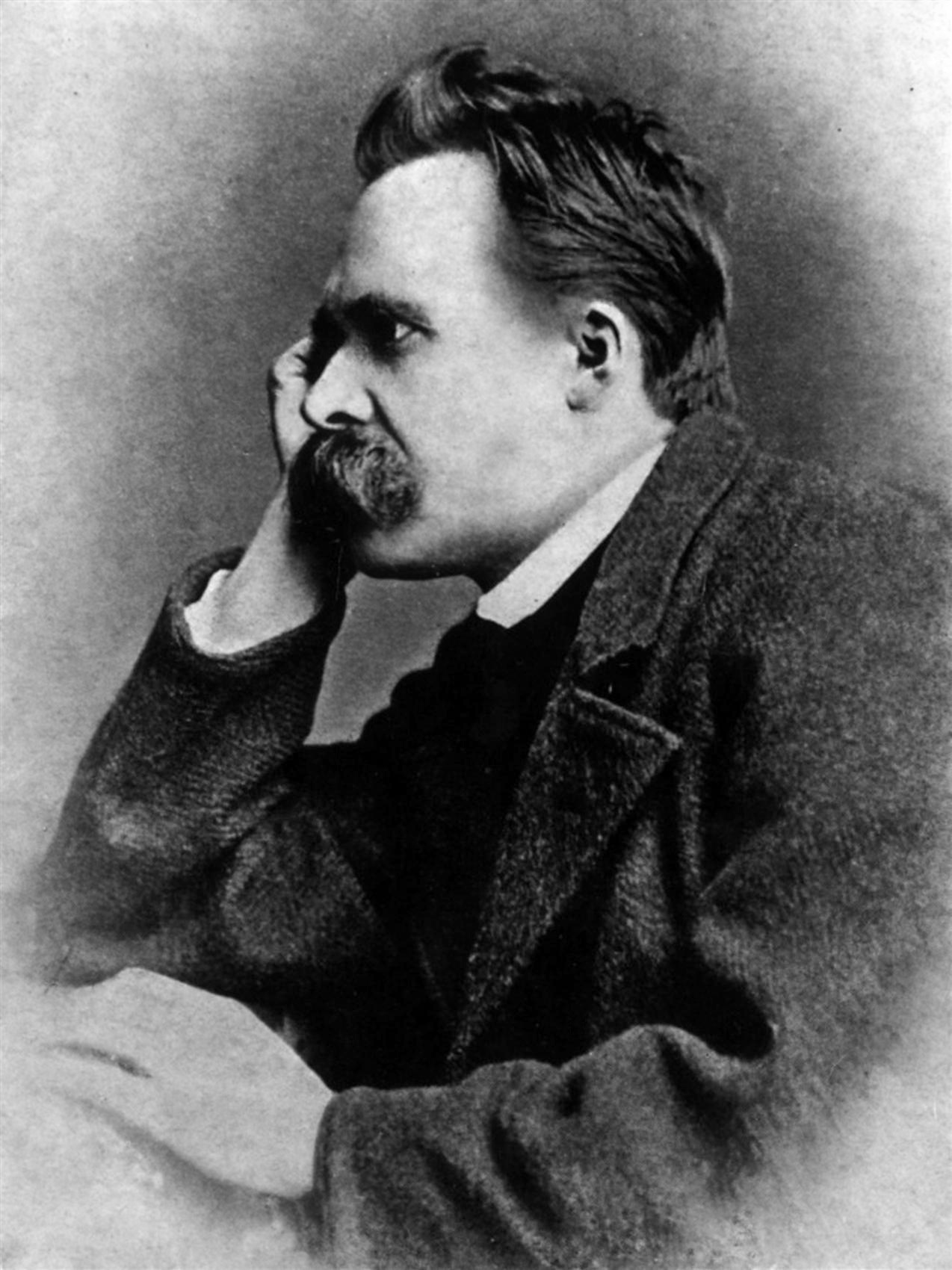
Friedrich Nietzsche, 1882

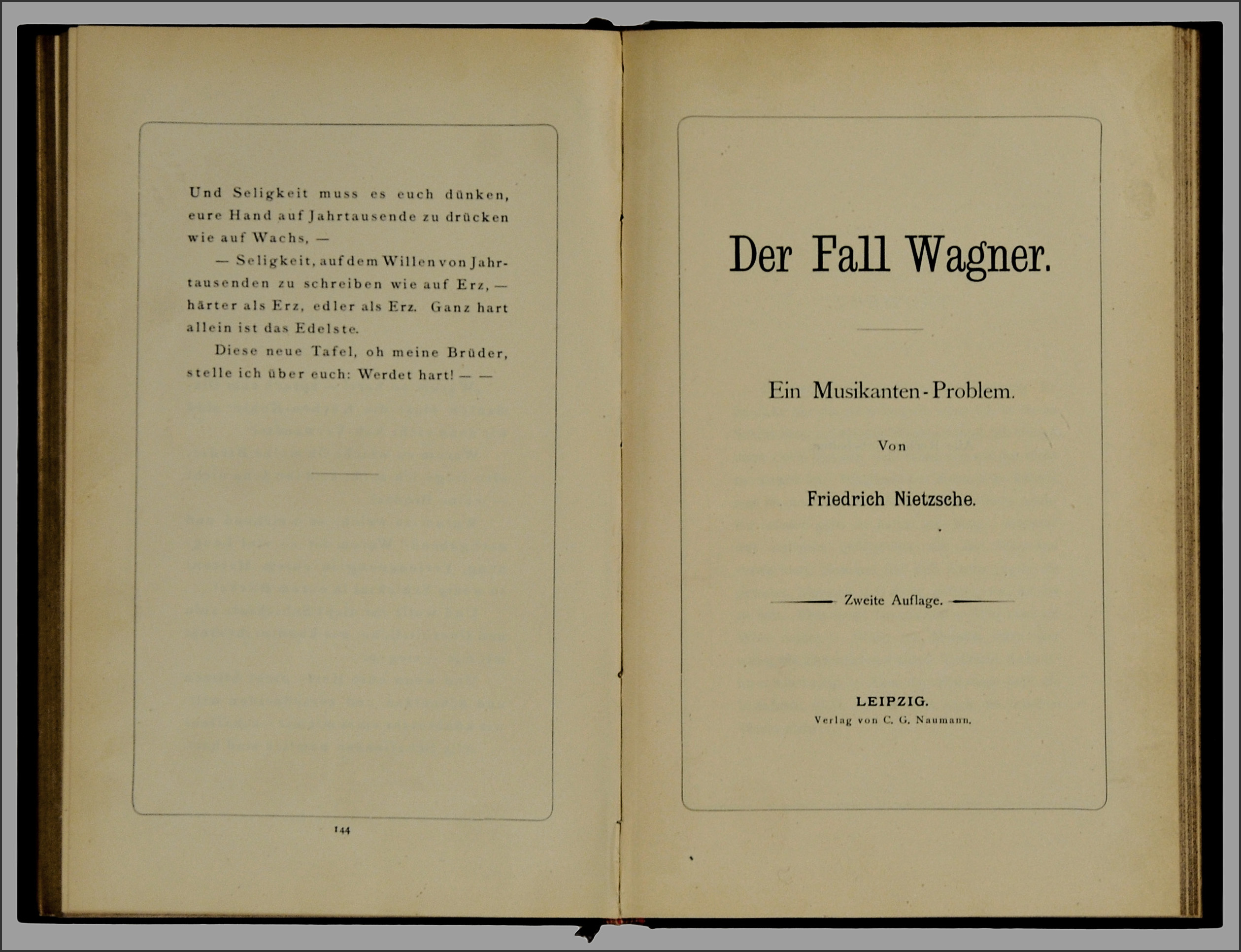
Der Fall Wagner, zweite Auflage, 1889

#### Thomas Mann

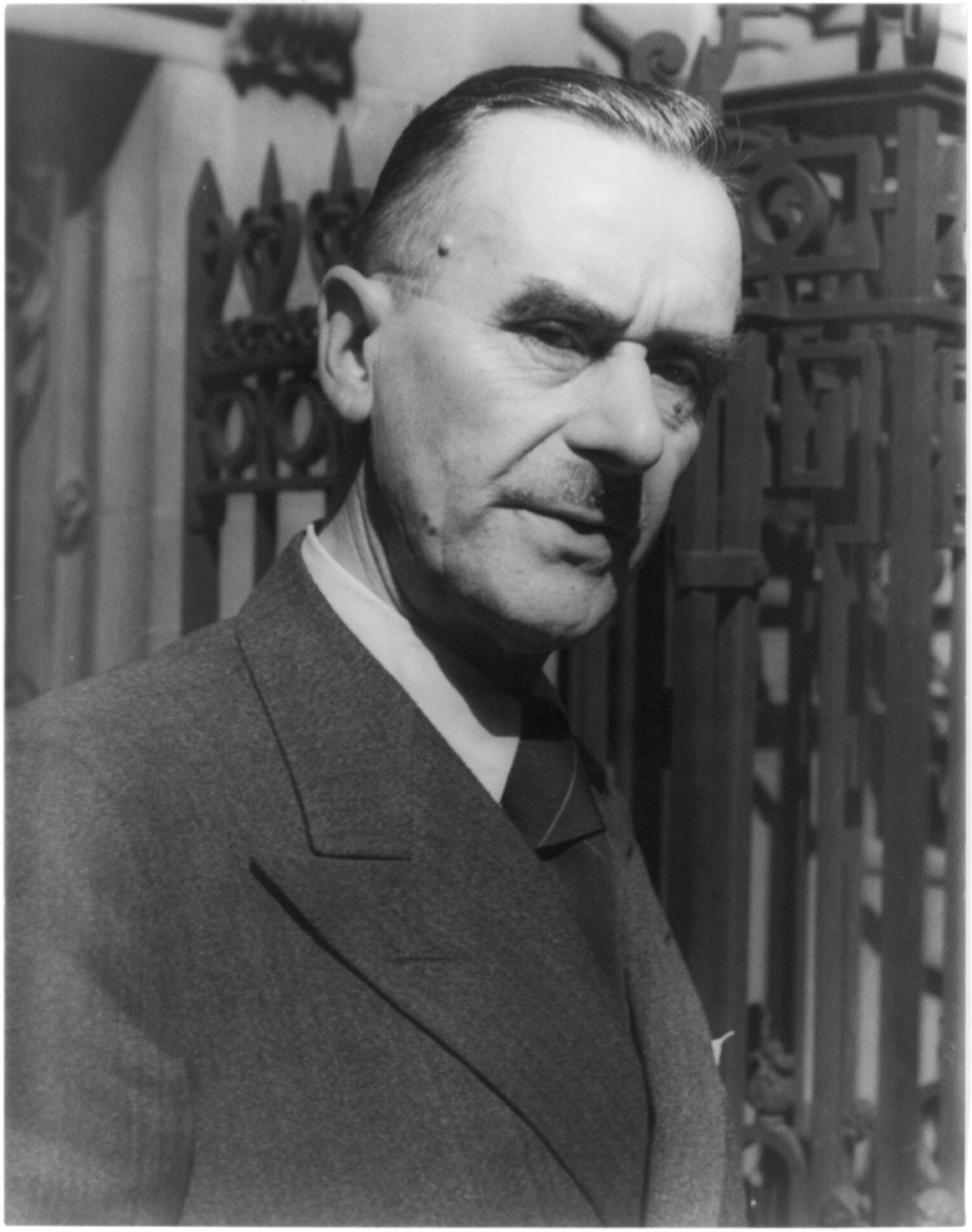
Thomas Mann, Foto von Carl Van Vechten, 1937

#### Fin de Siècle

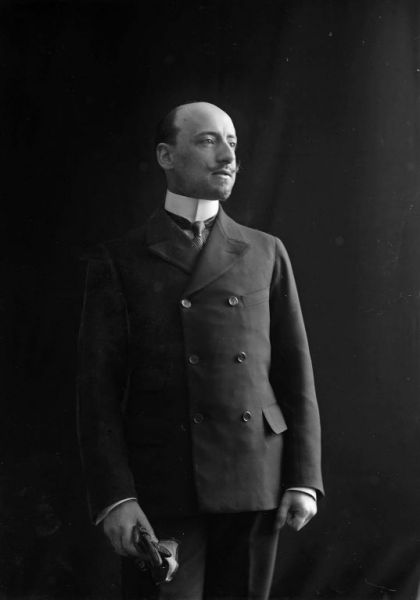
Gabriele D’Annunzio um 1920

#### Theodor W. Adorno

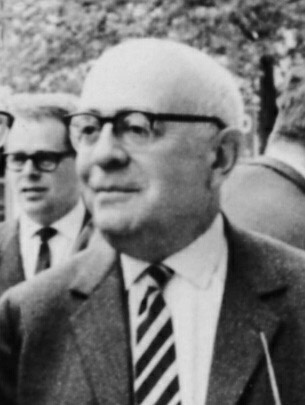
Theodor W. Adorno, 1964